# Guerre rivoluzionarie francesi
Le guerre rivoluzionarie francesi furono combattute dal 1792 al 1802 dalla Francia rivoluzionaria contro gran parte delle potenze europee, ostili alla Rivoluzione, che aveva rovesciato la monarchia secolare e mandato il re Luigi XVI e la sua regina, Maria Antonietta, alla ghigliottina, e decise a frenare l'espansionismo ideologico e territoriale francese e restaurare l'Antico regime. Cronologicamente vengono anche suddivise in guerra della prima coalizione (1792-1797), che terminò con il trattato di Campoformio, e in guerra della seconda coalizione (1798-1802); in realtà la Francia fu costantemente in guerra con la Gran Bretagna dal 1793 fino al 1802.
Caratterizzate dal fervore patriottico e ideologico e dalle innovazioni tattiche e strategiche delle armate rivoluzionarie francesi, poco addestrate ma estremamente motivate e aggressive e guidate da generali giovani ed energici, le guerre rivoluzionarie terminarono, nonostante molte difficoltà e alcune pesanti sconfitte, con la vittoria della Francia che estese la sua influenza su parte dell'Europa centrale e meridionale, ponendo le premesse per le successive conquiste dell'Impero napoleonico, succeduto alla Repubblica rivoluzionaria.
Le ostilità cessarono ufficialmente col trattato di Amiens (1802). Gli eventi militari posteriori vengono storicamente indicati guerre napoleoniche. Entrambi i conflitti nella storiografia britannica sono anche denominati grande guerra francese.

## Le monarchie d'Europa contro la Francia rivoluzionaria

### 1790-1791
I drammatici fatti della Rivoluzione del 1789 avevano provocato il crollo della monarchia assoluta in Francia e instaurato un rapporto di costante conflittualità tra i deputati delle assemblee elette e il re Luigi XVI; il sovrano, pur mostrando esteriormente di accettare le deliberazioni della rappresentanza nazionale e la conseguente perdita di potere, in realtà non era disposto a subire la progressiva esautorazione e fin dal 20 ottobre 1790 diede ai suoi emissari pieni poteri per concordare segretamente con i monarchi degli altri regni europei dell'Antico regime un intervento politico-militare a suo favore per ristabilire le prerogative reali.
Luigi XVI non contava su insurrezioni locali organizzate dai numerosi nobili che erano già emigrati all'estero e invece si affidava soprattutto al cognato Leopoldo II, l'imperatore austriaco che nel luglio 1790 si era riavvicinato alla Prussia e aveva completato la riconquista dei Paesi Bassi. L'imperatore in effetti il 14 dicembre 1790 inviò una protesta formale alla Francia contro le limitazioni dei diritti dei principi tedeschi che avevano possedimenti in Alsazia e Lorena, assoggettati alle nuove deliberazioni rivoluzionarie del 4 agosto 1790 sulla soppressione dei diritti feudali. Tra le altre monarchie, anche la Spagna, la Svezia, la Russia, il Regno di Sardegna, mostravano ostilità alla rivoluzione, mentre il Papa protestava per la perdita di Avignone. In realtà Leopoldo II, prudente e realista, non mostrò grande sollecitudine e continuò a ritardare ogni intervento concreto; interessato maggiormente agli sviluppi diplomatici in Belgio, Polonia e Impero ottomano, l'imperatore invitò Luigi alla prudenza e lamentò la mancanza di un preciso accordo globale anti-rivoluzionario tra le monarchie. Per otto mesi continuarono i contatti del re con la corte di Vienna, mentre negli ambienti parigini iniziarono a diffondersi notizie su possibili tradimenti del monarca.
Preoccupato dagli sviluppi della rivoluzione e deluso dalle incertezze di Leopoldo II, Luigi decise di agire e, dopo aver ripetutamente mentito all'assemblea, garantendo la sua sincera adesione alla nuova Francia, il 20 giugno 1791 lasciò Parigi di nascosto per fuggire all'estero con i suoi famigliari; bloccato a Varennes, venne ricondotto il 21 giugno nella capitale e sospeso temporaneamente dalle sue funzioni. Questo evento screditò completamente il monarca, sollevò l'indignazione dei deputati ed esacerbò le masse popolari verso la monarchia. In Europa la fuga del re e la sua temporanea sospensione accrebbero il conflitto con la Francia; il Papa ruppe le relazioni diplomatiche, la zarina Caterina II sospese i contatti con l'incaricato francese Genêt, la Spagna mobilitò le truppe. L'imperatore Leopoldo il 6 luglio 1791 da Padova emise una dichiarazione con la quale invitava tutte le monarchie a coordinarsi per venire in aiuto di Luigi XVI e limitare l'estremismo della rivoluzione; il 25 luglio Austria e Prussia definirono i preliminari di un trattato di alleanza.
In questa fase tuttavia la guerra fu evitata; i dirigenti moderati della rivoluzione (foglianti) preferirono reintegrare formalmente il re nelle sue funzioni per evitare complicazioni immediate con le potenze e intrapresero colloqui segreti con Leopoldo, mentre Luigi XVI, timoroso di rappresaglie contro di lui e i suoi famigliari, preferì per il momento trattenere i monarchi. Inoltre anche Leopoldo, cosciente della scarsa coesione tra le monarchie di antico regime e rassicurato sul destino del cognato, preferì rinunciare a misure militari e si limitò a rendere pubblica il 27 agosto 1791, insieme con il re di Prussia, Federico Guglielmo II, la Dichiarazione di Pillnitz che evocava in termini generali gravi conseguenze per la Francia in caso di atti contro Luigi XVI e la sua famiglia.
Superata la crisi seguita alla fuga a Varennes e reintegrato nella sua sovranità, Luigi XVI riprese subito le sue manovre per spingere le potenze continentali a intervenire in suo favore e mettere in esecuzione le minacce di Padova e Pillnitz; la stessa Maria Antonietta intervenne l'8 settembre 1791 con il fratello Leopoldo raccomandando l'uso della "forza armata" per riparare i guasti della rivoluzione; ingenuamente la regina ipotizzava che i rappresentanti rivoluzionari temessero la guerra e fossero pronti a cedere, mentre l'imperatore d'Austria continuò a mostrarsi prudente, preoccupato maggiormente per la situazione nei Paesi Bassi. Il 3 dicembre 1791 Luigi scrisse una lettera personale a Federico Guglielmo di Prussia, richiedendo il suo aiuto, suggerendo la convocazione di un congresso delle potenze per decidere l'intervento e promettendo un indennizzo in denaro per le spese di guerra.

### 1792
Oltre che per le manovre dei sovrani in Francia e degli emigrati nelle corti europee, la guerra iniziò anche per le scelte politiche dei rappresentanti girondini all'Assemblea legislativa e dei seguaci politici e militari del marchese de Lafayette. I deputati girondini, guidati dall'eloquenza di Jacques Pierre Brissot, decisero di provocare la guerra contro le monarchie ritenendolo l'evento capace di rinsaldare patriotticamente la rivoluzione, di scalzare l'Antico regime in Europa, e di esportare la rivoluzione tra i popoli oppressi dall'oscurantismo feudale delle monarchie continentali. A queste retoriche affermazioni dei girondini a favore di una sfida alle potenze, si affiancarono i seguaci di Lafayette convinti di ottenere vittorie che avrebbero innalzato il prestigio del marchese fino a renderlo l'arbitro della situazione. Il re e la regina accolsero prontamente l'involontario aiuto dei girondini e finsero di assecondare l'operato dell'Assemblea; convinti di una rapida disfatta militare della Francia, i sovrani cercarono di sabotare la guerra e continuarono a intrattenere rapporti segreti con gli altri sovrani europei rassicurandoli sulle loro vere intenzioni restauratrici.

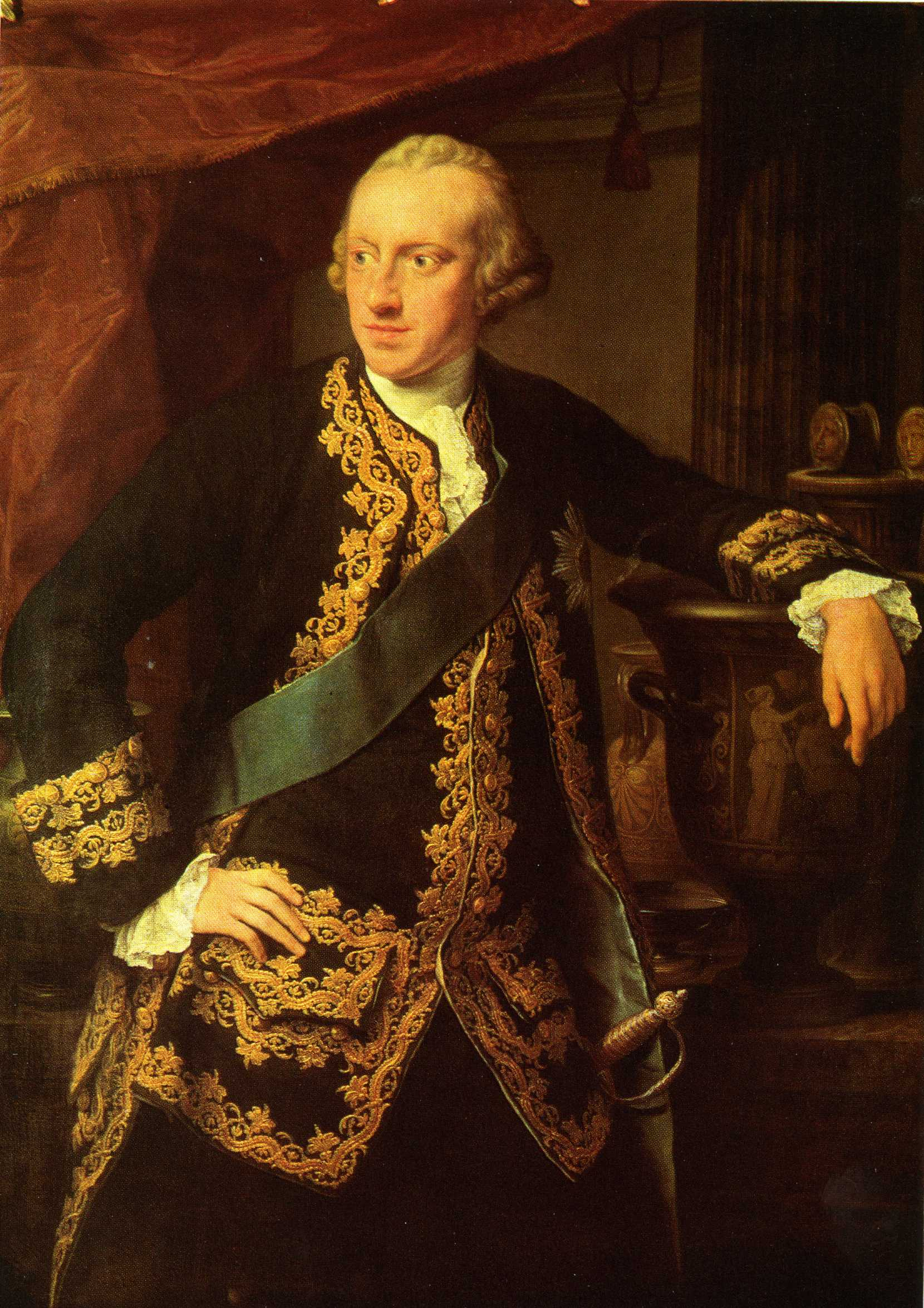
Il duca di Brunswick, comandante delle truppe prussiane nel 1792

I soli a opporsi alla guerra furono in pratica alcuni foglianti, che cercarono di rassicurare Leopoldo con contatti segreti, e soprattutto una parte dei giacobini guidati da Maximilien Robespierre. Quest'ultimo replicò alle perorazioni di Brissot, evidenziò la duplicità del re, manifestò timori sulla fedeltà dei generali provenienti dalla nobiltà e mostrò scetticismo sulla possibilità di diffondere con la armi la rivoluzione: "i missionari armati non sono amati da nessuno". Dopo tre mesi di accesi dibattiti l'Assemblea legislativa decise in favore della guerra; anche Georges Jacques Danton finì per approvare questa posizione; il rifiuto di Leopoldo il 25 gennaio 1792 di annullare la dichiarazione di Pillnitz esacerbò ancora i rappresentanti, mentre il 21 febbraio la Prussia dichiarò che sarebbe entrata in guerra in caso di violazione dei confini della Germania da parte dell'esercito francese. I politici girondini assunsero la direzione dei ministeri più importanti, tra cui Charles François Dumouriez, ministro degli esteri, favorevole alla guerra e ad ambiziose avventure nei Paesi Bassi. Il 1º marzo 1792 l'imperatore Leopoldo II morì improvvisamente e il suo successore Francesco II assunse una posizione più dura e rigida, respingendo ogni richiesta francese; alla fine fu la Francia a dichiarare guerra all'Impero austriaco, con il voto dell'Assemblea legislativa il 20 aprile del 1792; solo una decina di deputati votarono contro.

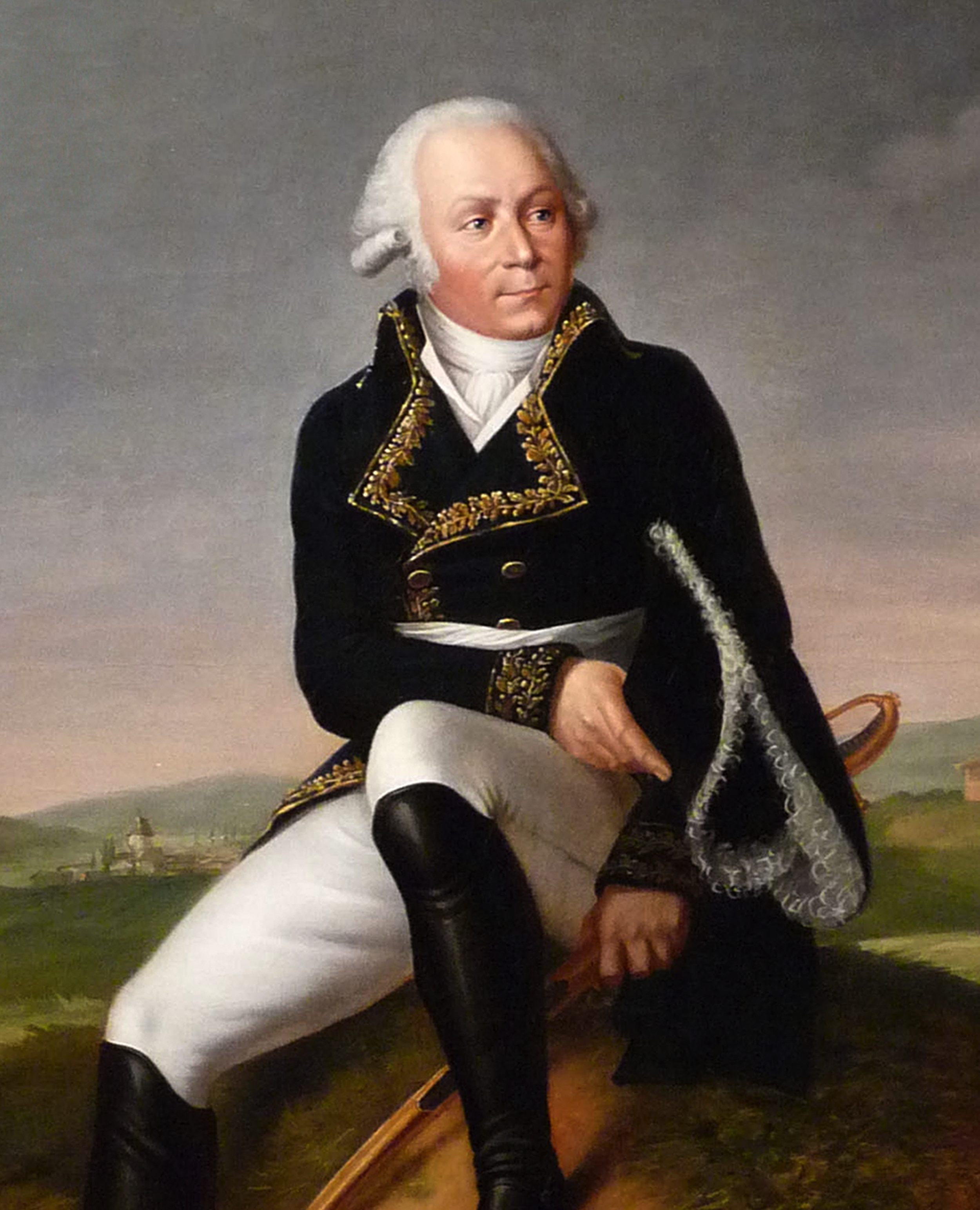
Il generale François Christophe Kellermann

Fin dal 21 giugno 1791, dopo la fuga a Varennes, l'Assemblea legislativa aveva ordinato la leva di 100 000 volontari reclutati tra le guardie nazionali e pagati quindici soldi al giorno; furono inviati molti suoi rappresentanti nei dipartimenti per immettere spirito civico tra queste nuove truppe ed esaltare il patriottismo rivoluzionario. Apparentemente tuttavia la rivoluzione aveva disorganizzato in modo decisivo l'esercito francese, la rivalità tra le vecchie truppe di linea, i culs blancs, e i volontari patriottici e rivoluzionari, gli "azzurri", poteva compromettere la coesione dei reparti, l'emigrazione di molti ufficiali e la dubbia lealtà di altri, il sistema dell'elezione dal basso dei comandanti nei reparti dei volontari, facevano ipotizzare la disgregazione dell'esercito. In realtà l'immissione dei volontari, indisciplinati e poco addestrati ma combattivi, fortemente motivati e pieni di ardore patriottico, avrebbe trasformato l'esercito francese in una temibile massa offensiva numericamente e moralmente superiore agli eserciti mercenari delle potenze monarchiche.
Inizialmente tuttavia l'offensiva francese sulle frontiere, pur disponendo della superiorità numerica, terminò in un completo fallimento soprattutto a causa dell'indecisione e della scarsa volontà dei generali nobili di combattere per la rivoluzione. L'armata del maresciallo Jean-Baptiste de Rochambeau, partita da Dunkerque e da Lilla si disgregò o ripiegò senza combattere, ritornando sulle posizioni di partenza; il marchese de Lafayette preferì arrestare subito la sua marcia, e solo la terza armata del generale Nicolas Luckner ottenne un piccolo successo nel Giura con la colonna del generale Adam de Custine. Ben presto la disorganizzazione divenne generale, il maresciallo Rochambeau si dimise, alcuni antichi reggimenti disertarono, il 18 maggio 1792 i generali decisero di sospendere le operazioni. L'interruzione della campagna diede il tempo a prussiani e austriaci di concentrare le loro forze, e un nuovo tentativo del generale Luckner si concluse con la ritirata da Courtrai e il ripiegamento dentro Lilla. L'11 luglio l'assemblea parigina, molto allarmata dagli sviluppi della situazione, proclamò la "patria in pericolo", destituì i generali incapaci, inviando l'ex ministro degli esteri Dumouriez al fronte, e organizzò l'afflusso dei volontari.
Mentre il governo rivoluzionario mobilitava i volontari, il duca di Brunswick, comandante dell'esercito principale prussiano, dopo aver concentrato le sue truppe a Coblenza il 30 luglio, risalì la Mosella e il 16 agosto attraversò la frontiera coperto sulla destra dal corpo austriaco del conte di Clerfayt e sulla sinistra dal corpo del principe Hohenlohe-Kirchberg che avanzava verso Thionville; un'altra armata austriaca marciava verso Lilla al comando Alberto di Sassonia-Teschen. Il duca di Brunswick aveva fatto precedere la sua avanzata da un proclama minaccioso, noto come Manifesto di Brunswick, scritto da alcuni nobili emigrati e sollecitato anche dalla regina, con il quale minacciava provvedimenti spietati nei confronti delle guardie nazionali e di incendiare Parigi in caso di violenze perpetrate nei confronti del sovrano. Questo proclama avrebbe avuto l'effetto controproducente di esaltare la resistenza rivoluzionaria e di motivare i volontari; esso avrebbe inoltre favorito la detronizzazione definitiva di Luigi XVI dopo l'assalto al Palazzo delle Tuileries il 10 agosto 1792. L'Assemblea legislativa, dopo questi fatti, votò la destituzione del monarca, che venne detenuto con i suoi famigliari nella prigione del Tempio, e approvò l'elezione a suffragio universale di una Convenzione nazionale; il marchese de Lafayette tentò di guidare le truppe contro Parigi per rovesciare la situazione ma venne abbandonato dai suoi soldati e dovette riparare il 19 agosto in Belgio da dove peraltro gli austriaci lo trasferirono nella fortezza di Olmutz.
Le prime fasi dell'avanzata degli eserciti delle monarchie ebbero pieno successo e provocarono grande preoccupazione a Parigi; i prussiani entrarono a Longwy il 23 agosto il cui comandante si arrese senza combattere, mentre Verdun si arrese il 1º settembre grazie alla collaborazione dei realisti locali, il principe Hohenlohe-Kirchberg raggiunse Thionville e assediò la piazzaforte. Dopo le nuove sconfitte alcuni deputati parlarono di abbandonare la capitale, ma Danton, appoggiato dai girondini, si oppose risolutamente a questi piani e proclamò il 28 agosto la necessità di battersi a oltranza, di schiacciare i cospiratori realisti interni e di mobilitare i sanculotti: "Bisogna fare una guerra terribile". In settembre si verificarono, con l'appoggio di Danton, le cruente rappresaglie delle masse popolari contro i prigionieri controrivoluzionari, i preti refrattari e i sospetti reclusi nelle prigioni parigine.

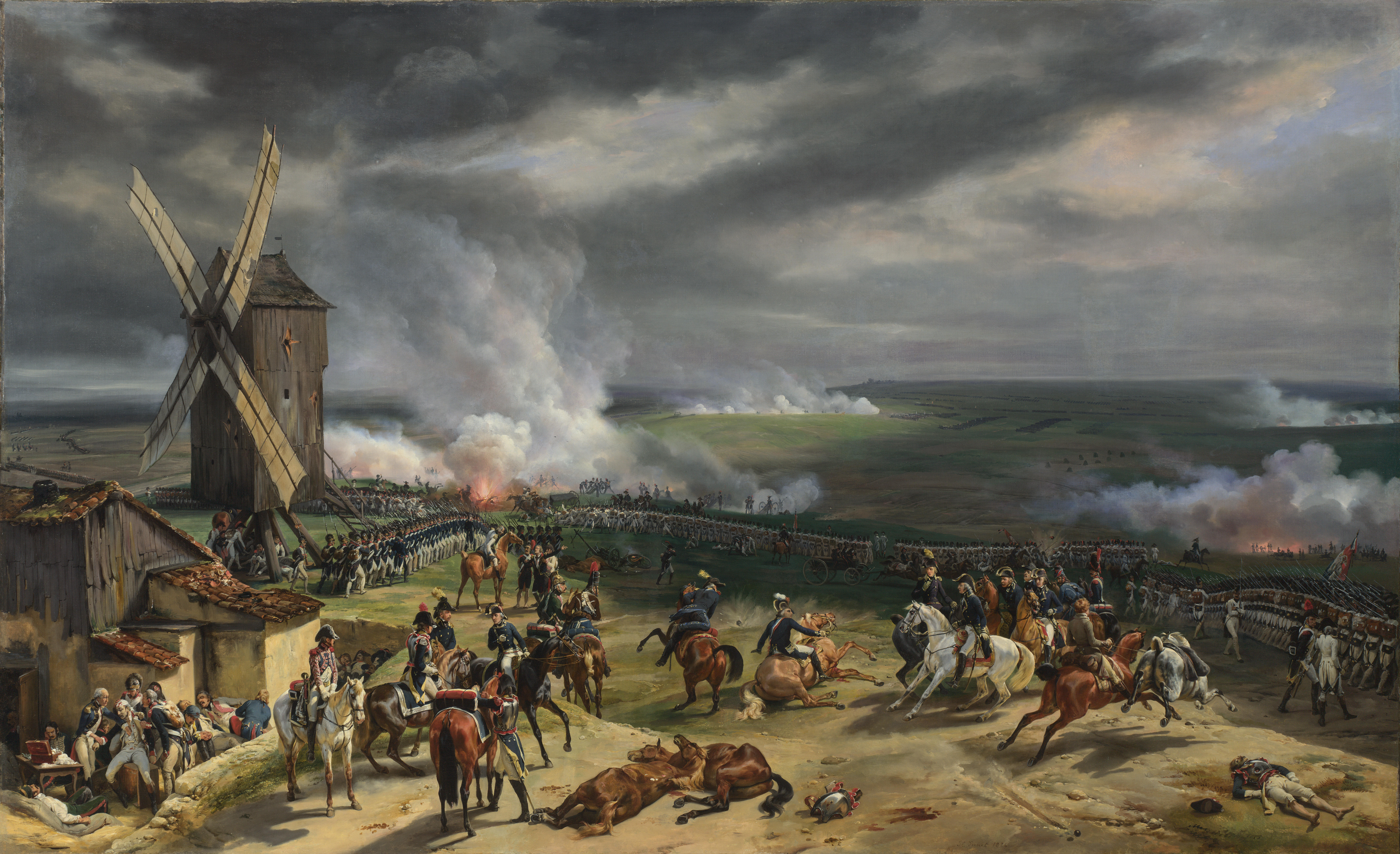
La battaglia di Valmy, la prima vittoria della Francia rivoluzionaria, il 20 settembre 1792

Fortunatamente per la rivoluzione, sul fronte orientale il duca di Brunswick non sfruttò il vantaggio e, disprezzando le truppe rivoluzionarie, continuò ad avanzare lentamente dando tempo ai francesi di concentrarsi. Le forze francesi erano ora organizzate in tre raggruppamenti: a nord, al comando del generale Dumouriez; in Lorena, guidati dal generale François Christophe Kellermann e a sud, dietro la Lauer, al comando del generale Biron. Le disposizioni di Parigi prevedevano di concentrare le forze contro il duca di Brunswick, ma il generale Dumouriez manovrò lentamente e con indecisione e arrivò a Sedan solo il 28 giugno e a Grandpré il 3 settembre, mentre il generale Kellermann risaliva da Metz. Fortunatamente per i francesi anche il duca di Brunswick non affrettò la sua manovra e attaccò solo il 12 settembre, dando il tempo ai generali Dumouriez e Kellermann di concentrarsi il 19 settembre. Spinto dal re di Prussia ad attaccare i disprezzati "sanculotti in divisa", il duca di Brunswick decise di assaltare lo schieramento francese posizionato sulle alture di Valmy. La battaglia di Valmy ebbe luogo il 20 settembre; i volontari rivoluzionari mostrarono una sorprendente coesione e non si sbandarono, l'artiglieria francese vinse un duello di artiglieria nel pomeriggio e il duca di Brunswick perse la sua sicurezza e arrestò le operazioni.
La battaglia, di modesto rilievo strategico, si risolse in una vittoria morale per i volontari della rivoluzione; la risolutezza dei francesi sorprese il duca di Brunswick e dimostrò che i nuovi eserciti democratici fondati sulla libertà e sul patriottismo erano superiori alle armate mercenarie delle monarchie, costrette a una disciplina passiva. Il duca di Brunswick, le cui truppe erano già stanche e debilitate da un'epidemia di dissenteria, decise quindi di rinunciare a continuare gli attacchi; dopo una fase di negoziati tra i generali prussiani e francesi, interrotti alla notizia della proclamazione della Repubblica in Francia il 21 settembre 1792, il duca iniziò a ripiegare il 30 settembre, e senza essere inseguito dall'esitante generale Dumouriez, si ritirò attraverso le Argonne.

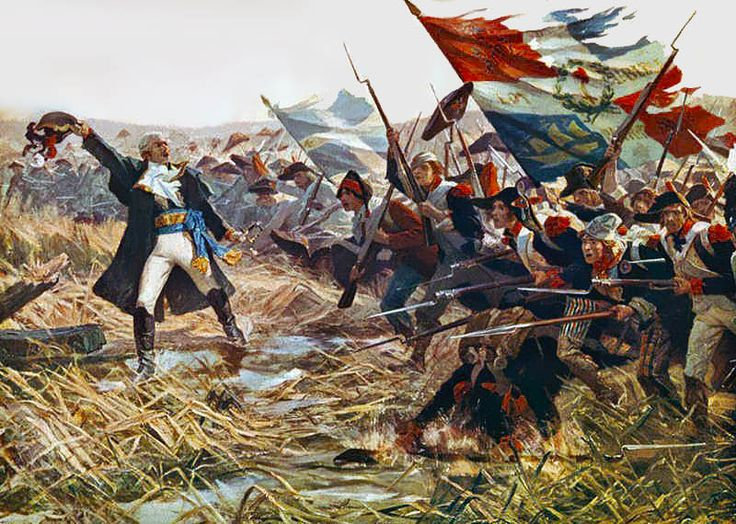
L'attacco frontale dei francesi alla battaglia di Jemappes

Il 27 ottobre il generale Dumouriez riprese le operazioni e invase il Belgio avanzando verso Mons, mentre le truppe austriache, dopo aver rinunciato all'assedio di Lilla che aveva resistito a un duro bombardamento, si concentrarono al comando di Alberto di Sassonia-Teschen e del conte di Clerfayt sulle alture a sud della città per fermare i francesi. Il 6 novembre l'armata francese, in forte superiorità numerica, attaccò le posizioni nemiche a Jemappes e con un aggressivo attacco frontale vinse la battaglia infliggendo forti perdite agli austriaci. La vittoria di Jemappes, durante la quale per la prima volta venne cantata dai reparti di volontari la futura Marsigliese, esaltò la Francia rivoluzionaria ed ebbe soprattutto importanti conseguenze strategiche: gli austriaci ripiegarono in rotta abbandonando tutto il Belgio e l'armata del generale Dumouriez entrò a Bruxelles il 14 novembre e a Liegi il 28 novembre; il 30 novembre i francesi occuparono Anversa e il 2 dicembre Namur. A questo punto il generale Dumouriez, invece di manovrare lungo la Roer per appoggiare le truppe francesi del generale Custine e sconfiggere anche i prussiani, preferì interrompere le operazioni; egli, ambizioso e corrotto, in realtà era già in forte contrasto con il ministro della guerra Jean-Nicolas Pache e consentiva speculazioni e transazioni illegali nei territori conquistati.

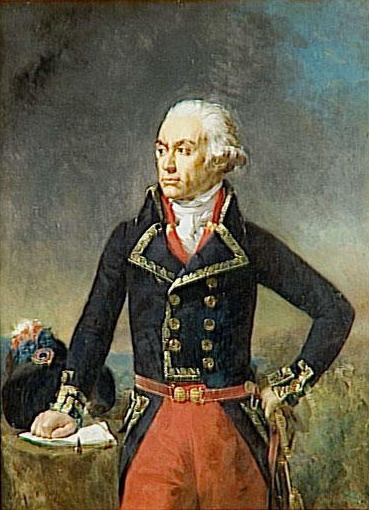
Il generale francese Charles François Dumouriez

Nel frattempo il generale Adam de Custine aveva ottenuto notevoli successi in Renania; dopo un'incursione su Spira il 25 settembre, avanzò con il suo piccolo esercito fino a Worms (5 ottobre) e a Magonza il 19 ottobre che, grazie alla collaborazione della borghesia locale filo-francese, non si difese e capitolò subito; il 21 ottobre i francesi conquistarono anche Francoforte. Dopo queste vittorie il generale Custine non marciò a sud verso Coblenza per collaborare con il generale Kellermann che era alle prese con i prussiani che dopo Valmy avevano abbandonato Longwy; egli invece rimase a Francoforte dove il 2 dicembre fu attaccato dalle truppe dell'Assia e costretto ad abbandonare la città e ripiegare su Magonza. Nel frattempo il generale Kellermann rinunciò ad attaccare Treviri e a metà dicembre i francesi in questo settore furono respinti e costretti a ritirarsi sulla Saar. Infine sul fronte alpino le forze francesi conquistarono nella seconda metà di settembre la Savoia, dove le truppe del generale Pierre de Montesquiou furono accolte favorevolmente dalla popolazione; mentre il generale Jacques Anselme entrò il 29 settembre a Nizza.
Queste vittorie e il raggiungimento dei cosiddetti "confini naturali" con l'occupazione del Belgio, della Renania e della Savoia posero alla Repubblica la questione fondamentale delle decisioni politiche da prendere riguardo l'amministrazione di questi territori; forti contrasti sorsero tra una parte dei girondini, appoggiati dai rifugiati stranieri filo-francesi provenienti dai paesi invasi, favorevoli all'annessione e alla esportazione della rivoluzione, e i dirigenti dei comitati e buona parte dei giacobini, guidati da Roberspierre, che manifestarono forti dubbi sull'opportunità di annettere i territori e trasformare quindi la guerra difensiva in guerra di propaganda e di conquista.

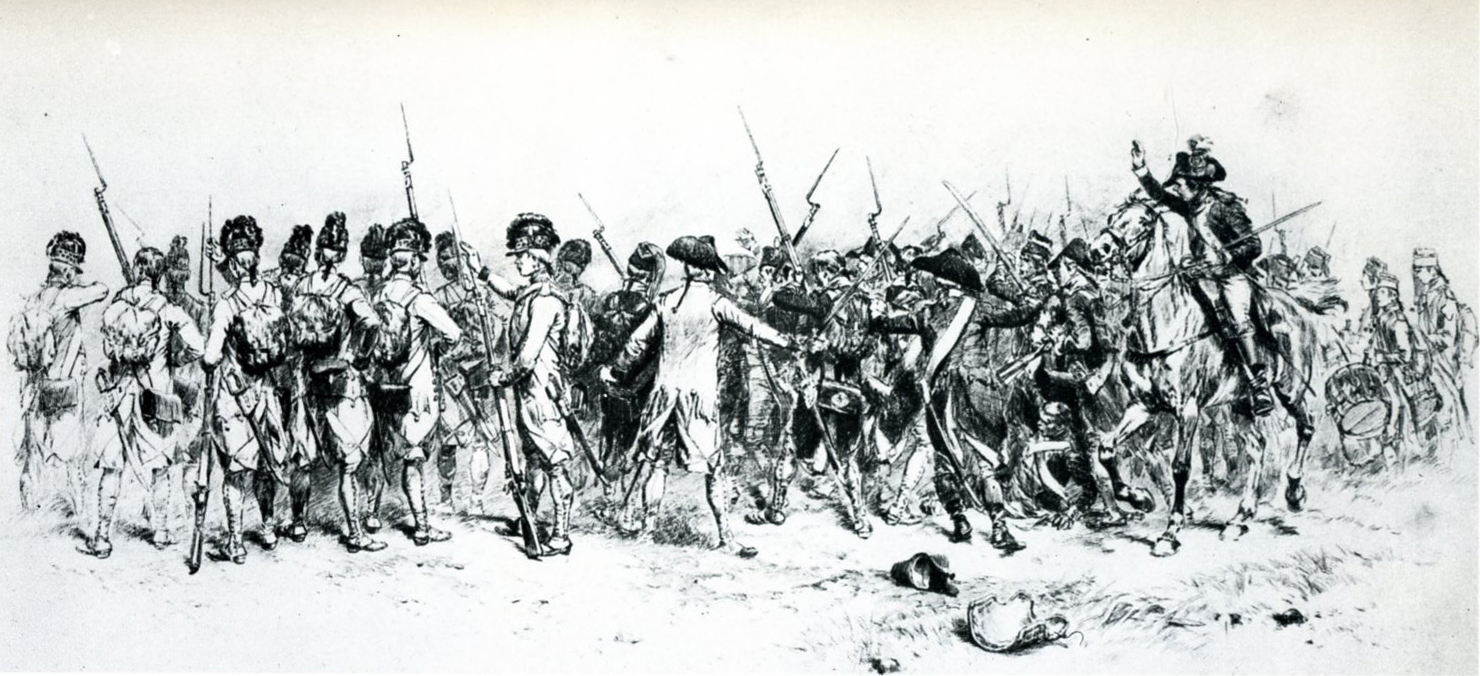
L'amalgama: truppe di linea con l'uniforme bianca e gli "azzurri", i volontari della rivoluzione con la divisa bleu

Il fallimento delle trattative intraprese dai generali Kellermann e Valence il 26 ottobre 1792 a Aubagne con il duca di Brunswick, Girolamo Lucchesini e il principe Hohenlohe-Kirchberg, causato dalle richieste austriache e prussiane di pretendere l'evacuazione francese dei territori conquistati e precise garanzie sulla sorte di Luigi XVI e la sua famiglia, favorì la scelta più aggressiva e pericolosa per la Repubblica; inoltre anche la Spagna sembrava sul punto di entrare in guerra. Nonostante la diversità etnico-politica dei territori invasi e le incerte prospettive di ottenere il consenso delle popolazioni locali, i dirigenti girondini, appellandosi al dovere di proteggere gli abitanti che avevano abbracciato la causa della rivoluzione in questi paesi, fecero votare il 19 novembre 1792 un importante decreto che stabiliva che la Francia avrebbe accordato "fraternità e aiuto a tutti i popoli che vorranno rivendicare la loro libertà" e proclamava la fratellanza universale tra i rivoluzionari. Il 26 novembre il girondino Brissot propose di attaccare la Spagna e affermò esplicitamente che bisognava diffondere con le armi la rivoluzione in tutta l'Europa: "Noi non potremo ritenerci sicuri se non quando l'Europa, tutta l'Europa, sarà in fiamme". Queste idee politiche furono chiaramente stabilite nel successivo decreto del 15 dicembre che affermava che l'obiettivo bellico della Francia era la "distruzione di tutti i privilegi" e che questo scopo sarebbe stato raggiunto esercitando la dittatura rivoluzionaria nei paesi occupati.
Queste scelte politiche estremistiche e la decisione dei girondini di proseguire il processo a Luigi XVI, la cui condanna era certa, non potevano che esacerbare e spaventare le monarchie europee e accrescerne la volontà di combattere contro il "contagio rivoluzionario", nonostante i numerosi conflitti di potenza che li dividevano. Inoltre la politica delle annessioni dei territori occupati fu messa in atto con la forza e con misure terroristiche nei confronti delle popolazioni spesso ostili. L'opposizione fu dispersa, si procedette ad arresti e deportazioni, assemblee riunite con la forza e intimidite votarono richieste pilotate di annessione alla Francia. Queste azioni alienarono alla Repubblica le simpatie di democratici e intellettuali stranieri e favorirono l'instaurazione di regimi polizieschi nelle monarchie di antico regime, per reprimere ogni manifestazione sediziosa filo-francese.
Inoltre l'occupazione del Belgio e la conquista di Anversa spinsero il primo ministro britannico William Pitt ad abbandonare la politica di neutralità mantenuta fino a quel momento dalla Gran Bretagna e a intraprendere i primi passi ostili verso la Francia rivoluzionaria. Il governo britannico quindi garantì la neutralità dei Paesi Bassi contro possibili mire francesi; inoltre, di fronte a dichiarazioni di politici francesi che sembravano prospettare manovre di sedizione e sobillazione all'interno delle stesse isole britanniche, Pitt fece approvare un Alien bill che colpiva gli stranieri residenti in Gran Bretagna e pose l'embargo sui commerci del grano destinato alla Francia. Tentativi di riprendere le trattative con Pitt da parte dell'inviato Hugues-Bernard Maret e dell'ambasciatore Chauvelin furono respinti dal primo ministro, sempre più diffidente sui reali obiettivi della rivoluzione.

## La prima coalizione

### 1793

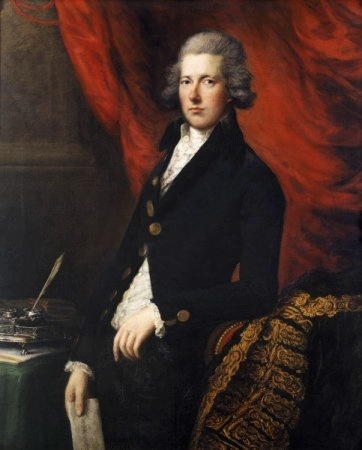
Il Primo ministro britannico William Pitt, artefice della politica anti-francese della Gran Bretagna

Il 21 gennaio 1793, il governo rivoluzionario eseguì la condanna a morte di Luigi XVI. Questo avvenimento decise infine il primo ministro britannico William Pitt a rompere le relazioni con la Francia, l'ambasciatore Chauvelin venne espulso e venne rifiutato un colloquio con Maret; tuttavia la Gran Bretagna si astenne dal formalizzare la rottura e fu invece la Convenzione, su pressione di Brissot, che il 1º febbraio 1793 prese l'iniziativa di dichiarare guerra alla Gran Bretagna e contemporaneamente anche all'Olanda. Il 7 marzo la Francia dichiarò guerra anche alla Spagna che aveva a sua volta espulso il rappresentante francese dopo l'esecuzione di Luigi XVI; nell'euforia rivoluzionaria Bertrand Barère proclamò all'assemblea: "Un nemico in più per la Francia non è che un trionfo in più per la libertà". In precedenza la flotta francese di Tolone era entrata a Napoli per intimidire il debole re Ferdinando I e la corte, mentre a Roma l'inviato francese Hugon de Bassville rimase ucciso durante disordini popolari antifrancesi. A questo punto le potenze europee erano compattamente schierate contro la Francia rivoluzionaria, tranne la Svizzera, la Svezia e alcuni Stati italiani; la Francia doveva battersi da sola per difendere la sua indipendenza e la sua rivoluzione.
Tuttavia in questa fase l'esercito francese era fortemente indebolito; gli effettivi erano scesi da 400 000 uomini il 1º dicembre 1792 a soli 228 000 soldati il 1º febbraio 1793; i volontari, dopo la campagna vittoriosa, erano tornati a casa e solo gli elementi più infidi e scadenti erano rimasti nei reparti; le rivalità tra generali e politici compromettevano la coesione nella direzione militare; gli equipaggiamenti erano carenti. La Convenzione decise il 7 febbraio 1793, su iniziativa di Edmond Dubois-Crancé, una riforma decisiva, stabilendo il cosiddetto "amalgama" tra reggimenti di volontari e reggimenti di linea, con l'equiparazione del soldo, di diritti e doveri, e un sistema di promozione per merito con cooptazione dal basso verso l'alto. Questo nuovo esercito "nazionalizzato" avrebbe dovuto in teoria unire lo spirito patriottico e rivoluzionario dei volontari con l'esperienza dei soldati di linea. Louis Saint-Just e i montagnardi approvarono la riforma che tuttavia poté essere applicata solo alla fine del 1793 e diede ottimi risultati solo a partire dalla campagna del 1794. Per il momento l'esercito era debole e disorganizzato di fronte alle crescenti forze delle coalizione.

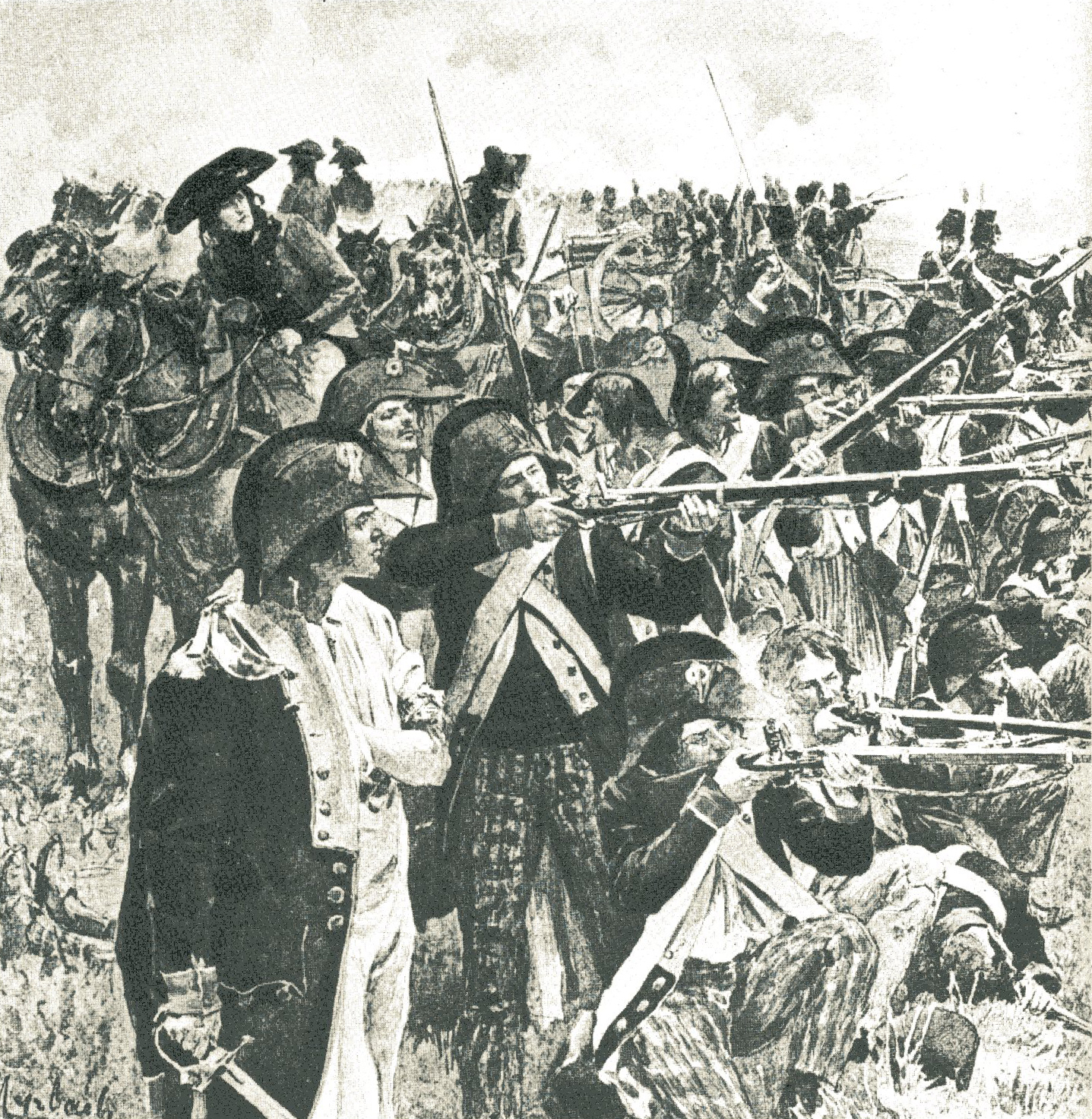
Volontari dell'esercito rivoluzionario francese

Nonostante queste carenze, il generale Dumouriez decise di disperdere le sue forze e di riprendere l'offensiva da Anversa verso l'Olanda, mentre altri reparti avrebbero coperto l'avanzata schierandosi sulla Roer e sulla Mosa; inizialmente i francesi entrarono in Olanda il 16 febbraio, ma il 1º marzo 1793 l'armata principale dei coalizzati, al comando del duca di Coburgo, attaccò e sbaragliò completamente il distaccamento sulla Roer che fuggì in rotta abbandonando Maastricht e Liegi. Invece di concentrare le sue forze, il generale Dumouriez, infido, deciso a ribellarsi alla Repubblica e forse in collegamento con oscure manovre di Danton a Parigi, abbandonò le sue truppe in Olanda e raggiunse da solo il Belgio dove, preso il comando degli altri reparti francesi, venne duramente sconfitto da Coburgo alla battaglia di Neerwinden il 18 marzo, e costretto a ripiegare su Lovanio e Bruxelles. Il 23 marzo il generale compì il suo tradimento ed entrò in contatto con il duca di Coburgo, promettendo l'evacuazione del Belgio e la restaurazione della monarchia. Infine la Convenzione decise finalmente di destituire il generale e inviò il ministro della guerra Pierre de Beurnonville e quattro commissari al quartier generale di Maulde ma il generale Dumouriez il 1º aprile fece arrestare gli emissari e li consegnò al nemico. Tuttavia i soldati francesi si ribellarono in massa al loro comandante, dichiarato fuori legge dalla Convenzione, e Dumouriez il 5 aprile dovette fuggire per salvarsi e passò nel campo nemico solo con pochi uomini.
Il 10 marzo 1793 la Convenzione aveva approvato la legge sul reclutamento di 300 000 uomini che, applicata in modo arbitrario con un sistema di designazione iniquo e confuso e con la requisizione diretta con premio di arruolamento, fu la causa scatenante della estesa insurrezione cattolica e realista in Vandea che mise in ulteriore grave pericolo la Rivoluzione. Provocata soprattutto dalla catastrofe economica e dalle misure anticattoliche adottate, la rivolta vandeana si diffuse tra la popolazione umile clericale e realista e fu guidata da capi popolari e da nobili. Caratterizzata da grande violenza e da eccessi da entrambe le parti, la rivolta si estese e richiese l'intervento di numerose forze regolari per controllarla e reprimerla. Il 31 maggio iniziò a Marsiglia la rivolta federalista della fazione girondina collegata con le correnti realiste che si estese progressivamente al Mezzogiorno francese; Tolosa, Lione, Nîmes, Bordeaux caddero in mano dei rivoltosi che cacciarono o eliminarono i rappresentanti del governo rivoluzionario. Il 12 luglio 1793 iniziò la sollevazione di Tolone; gli ammiragli e la flotta parteciparono alla rivolta e richiesero l'intervento dei britannici; la flotta inglese entrò nel porto il 27 agosto e sbarcò un corpo di truppe. In Corsica la rivolta indipendentista guidata da Pasquale Paoli era iniziata in maggio e i francesi resistevano solo a Bastia.
Dopo la defezione del generale Dumouriez, il duca di Coburgo riprese la sua lenta e metodica offensiva, superò il confine francese e vinse la battaglia di Raismes l'8 maggio, dove cadde il nuovo comandante francese, generale Augustin de Dampierre, e quindi la battaglia di Famars il 23 maggio. Il prudente comandante dei coalizzati preferì, invece di avanzare rapidamente, impegnarsi nell'assedio delle fortezze di frontiera e quindi perse molto tempo a Condé e a Valenciennes che caddero solo il 20 luglio e il 28 luglio. Nel frattempo gli austro-prussiani avevano ripreso l'offensiva anche in Renania dove assediarono la città di Magonza fin dal 14 aprile; la città capitolò il 23 luglio e nel frattempo il generale Custine era stato costretto a ripiegare fino a Landau. I francesi subirono delle sconfitte anche sugli altri fronti; gli spagnoli occuparono Saint-Pée-sur-Nivelle e assediarono Perpignano, mentre i piemontesi rioccuparono la Savoia.

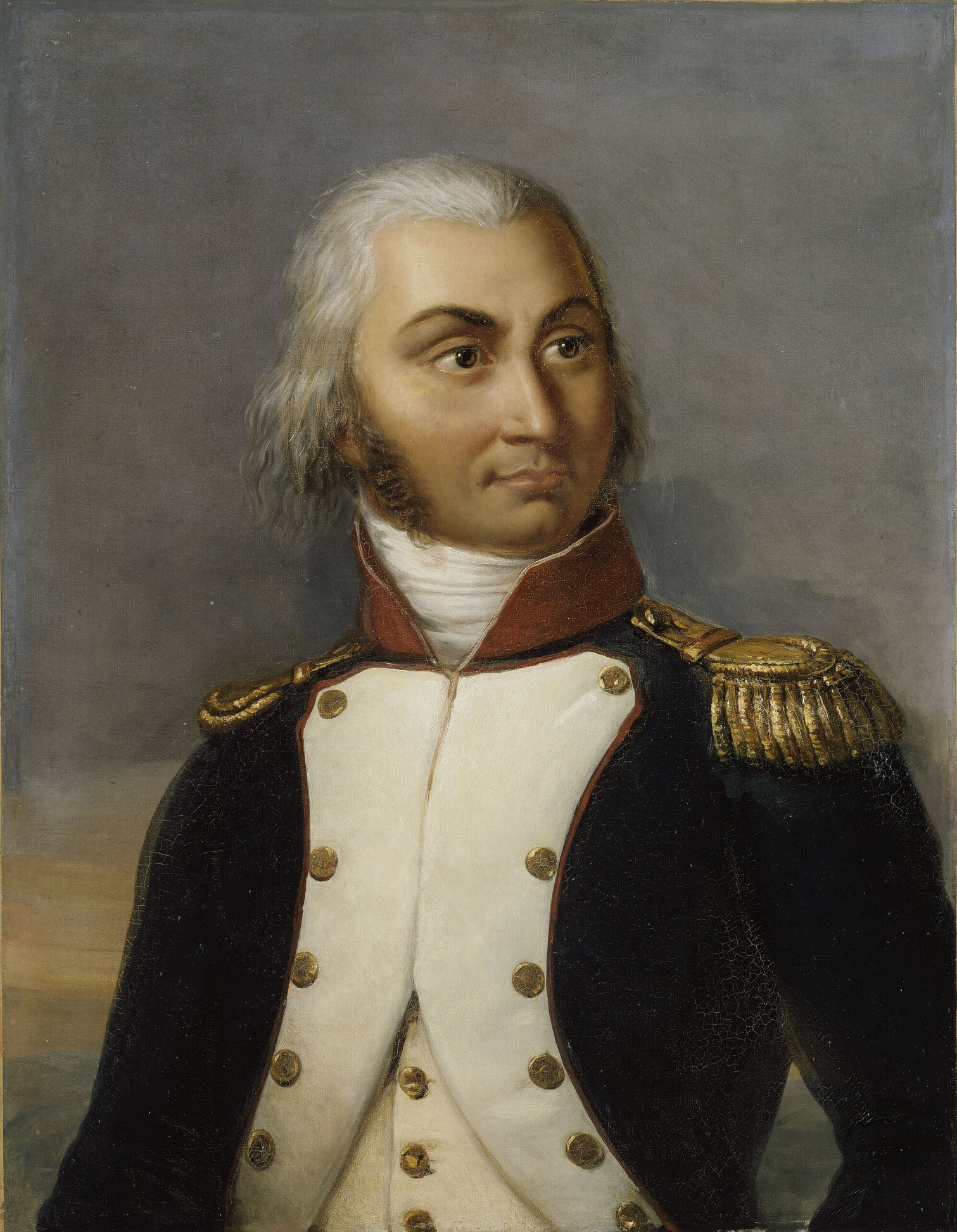
Il generale Jean-Baptiste Jourdan, comandante dell'Armata del Nord e dell'Armata di Sambre e Mosa; vincitore a Wattignies e Fleurus

Il Comitato di salute pubblica, la struttura di potere dominata dai rappresentanti radicali giacobini e montagnardi che aveva assunto dal 10 luglio 1793 la direzione politico-militare della repubblica per salvare la rivoluzione dai suoi nemici interni ed esterni, dedicò grande impegno a dirigere la guerra e rafforzare le armate; alcuni membri del comitato andarono al fronte per stimolare maggiore energia, organizzare truppe più mobili, consigliare la destituzione dei vecchi generali e proporre attacchi in massa. I generali sconfitti o infidi, come Custine, Biron, Lamorlière, vennero quindi sostituiti e in alcuni casi arrestati come sospetti e inviati al Tribunale rivoluzionario. Il 25 luglio anche Robespierre entrò a far parte del Comitato e ne divenne subito il membro più importante; il 14 agosto 1793 entrarono nel Comitato Lazare Carnot e Prieur de la Côte d'Or che assunsero un ruolo decisivo nella condotta della guerra. Il primo, scienziato e ricercatore, diresse, con specialisti di sua fiducia, la macchina bellica, controllando i generali, progettando le operazioni, collaborando strettamente con il nuovo ministro della guerra Jean Baptiste Bouchotte. Quest'ultimo, onesto e capace, si dimostrò energico e grande organizzatore. Gli altri membri del Comitato discutevano i progetti e i programmi di Carnot, e le decisioni venivano prese di comune accordo.

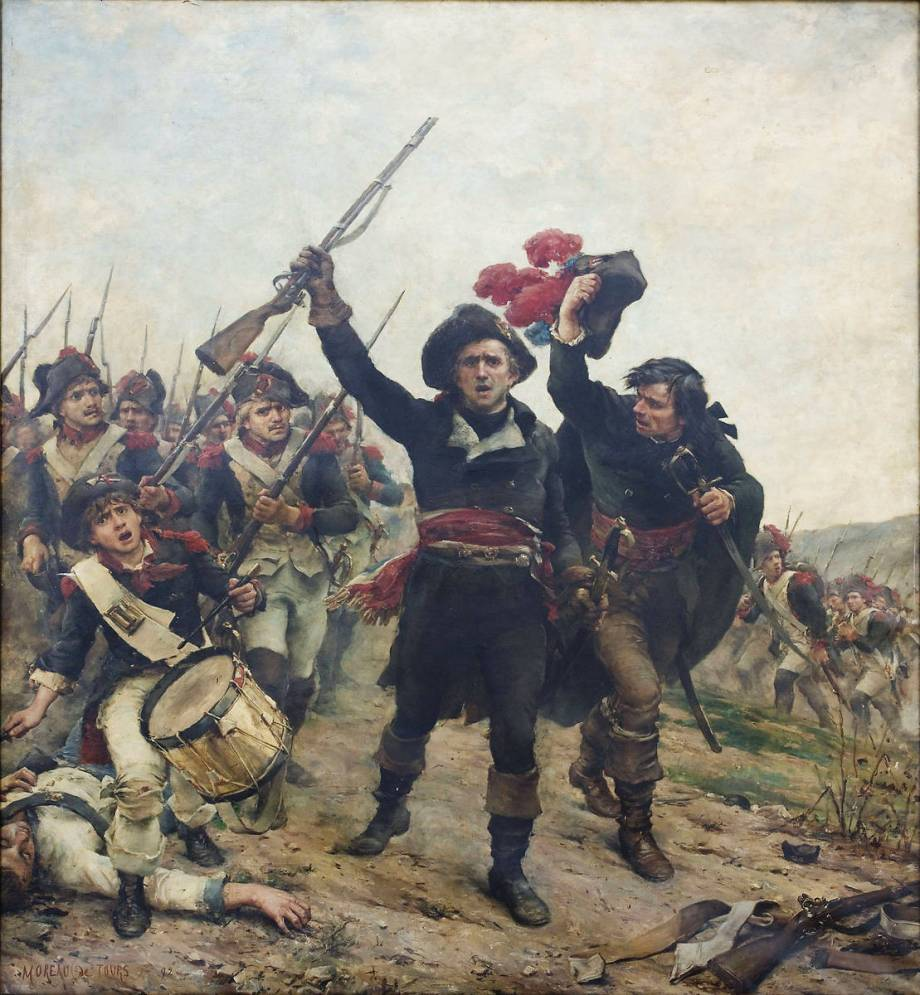
Lazare Carnot guida le truppe rivoluzionarie alla battaglia di Wattignies

Prieur de la Côte d'Or invece si occupò delle armi e dei materiali che in estate erano molto scarsi e insufficienti per equipaggiare un esercito di 479 000 soldati, con ulteriori 500 000 uomini appena richiamati. Carnot e Prieur svolsero un grande lavoro organizzativo e alla fine dell'anno le nuove manifatture iniziarono la produzione di armi e materiali. Infine i membri del Comitato si impegnarono per immettere lo spirito repubblicano e rivoluzionario nelle armate; tutte le tracce dell'esercito di antico regime furono soppresse, dal 15 agosto 1793 tutti i soldati adottarono l'uniforme blu dei volontari, la propaganda esaltò le virtù rivoluzionarie. Le truppe giovani erano facili al panico ma erano aggressive e con spirito offensivo; venne prescritto l'attacco a grandi masse per sfruttare le caratteristiche positive dei soldati.
Agli inizi di agosto la situazione dei francesi appariva critica dopo la ritirata dell'Armata del Nord ad Arras; la cavalleria austriaca arrivò fino a Noyon ma la scarsa coesione dei coalizzati favorì la Repubblica. Seguendo le direttive di Pitt, il Duca di York si diresse con le sue truppe anglo-olandesi verso Dunkerque, abbandonando l'esercito di Coburgo. Il nuovo comandante francese, generale Jean Nicolas Houchard, esperto ma prudente, non riuscì a fermare la marcia dei britannici e Dunkerque venne raggiunta il 23 agosto, ma il porto, difeso efficacemente dalle truppe francesi di guarnigione, respinse gli attacchi. Il generale Houchard, su sollecitazione di Carnot, manovrò per soccorrere Dunkerque e il 7 settembre raggiunse Hondschoote dove era schierato il corpo di osservazione del generale Freytag che copriva le retrovie del Duca di York. L'8 settembre 1793 la dura battaglia di Hondschoote venne vinta dai francesi grazie agli attacchi frontali guidati dai rappresentanti in missione; il generale Freytag si ritirò e anche il Duca di York rinunciò a Dunkerque e ripiegò lungo le dune. Tuttavia il generale Houchard, troppo prudente, non sfruttò la vittoria e al contrario preferì ritornare verso Arras. Il 20 settembre venne quindi destituito e nei giorni seguenti vennero sostituiti anche i comandanti delle armate del Reno, Landremont, e della Mosella, Schauenbourg. L'operato del Comitato venne contestato alla Convenzione il 25 settembre ma i giacobini e i fautori della guerra rivoluzionaria riuscirono a far approvare all'unanimità il loro operato.
Dopo la vittoria parlamentare del 25 settembre il Comitato di salute pubblica, molto rafforzato politicamente, poté sviluppare energicamente i suoi programmi per "sanculottizzare" l'esercito con l'immissione delle nuove leve. Tre nuovi generali provenienti dai ranghi assunsero il comando: il 24 settembre il generale Jean-Baptiste Jourdan all'Armata del Nord, il 28 settembre il generale Jean-Charles Pichegru all'Armata del Reno, il 22 ottobre il generale Lazare Hoche all'Armata della Mosella. Energici e determinati, questi ufficiali giovani adottarono le tattiche raccomandate da Carnot, basate sull'offensiva e sulle cariche alla baionetta, sorprendendo i compassati generali della coalizione.

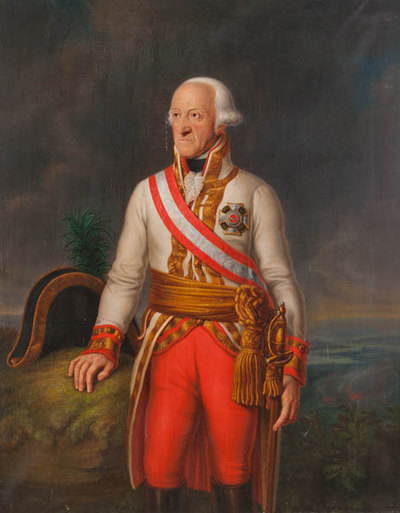
Il feldmaresciallo austriaco Federico Giosia di Sassonia-Coburgo

Il feldmaresciallo Coburgo aveva occupato Le Quesnoy il 12 settembre ma, indeciso e cauto, impiegò quindici giorni per concentrare le sue forze prima di marciare su Maubeuge; il 28 settembre finalmente i coalizzati, austriaci, britannici e olandesi, ripresero ad avanzare, attraversarono la Sambre e accerchiarono la fortezza dove rimasero tagliati fuori 22 000 soldati francesi. Carnot, preoccupato per la situazione, si recò di persona sul posto e sollecitò il generale Jourdan a concentrare la sua armata a Guise, manovra che venne completata con brutale energia l'11 ottobre. Il 15 ottobre il generale Jourdan e Carnot sferrarono l'assalto alla forze alleate del feldmaresciallo Coburgo; dopo combattimenti incerti e con l'intervento personale sul campo di Carnot, i francesi conquistarono la posizione di Wattignies e vinsero la battaglia. Coburgo ordinò la ritirata il 16 ottobre e Maubeuge venne sbloccata, ma non essendo inseguiti, i coalizzati poterono ripiegare con ordine, collegarsi con le truppe britanniche a Furnes e stabilirsi sulla riva sinistra della Sambre, a copertura di Bruxelles.

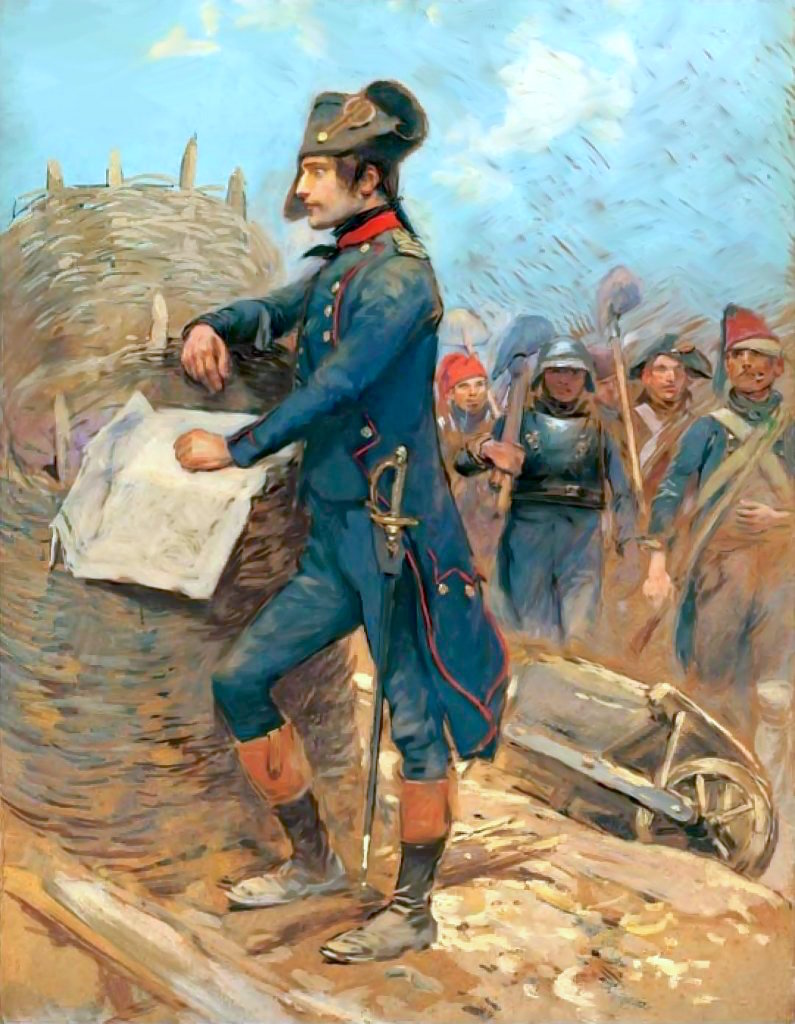
Il capitano Napoleone Bonaparte all'assedio di Tolone

Nonostante il mancato sfruttamento della vittoria a Wattignies, la situazione della Francia rivoluzionaria stava chiaramente migliorando; il ministro Carnot ottenne consensi per il suo operato e i nuovi giovani generali "cappelloni" soppiantarono gli anziani comandanti del vecchio esercito. Le vittorie rivoluzionarie continuarono: fin dal 9 ottobre le truppe della Repubblica rientravano in Lione liberata dai realisti; il 17 ottobre la ribellione vandeana subiva una dura sconfitta alla seconda battaglia di Cholet a opera del generale Jean-Baptiste Kléber con l'Armata dell'Ovest e i ribelli ripiegarono a nord della Loira. In dicembre la ribellione realista in Vandea avrebbe subito due decisive sconfitte alla battaglia di Le Mans e alla battaglia di Savenay.
Fin da settembre i piemontesi erano stati costretti ad abbandonare la Maurienne e la valle dell'Arve; gli spagnoli dovettero evacuare il Rossiglione e la provincia basca. In Alsazia il generale Lazare Hoche, al comando dell'Armata della Mosella, affrontava l'esercito austro-prussiano del generale Dagobert von Wurmser e del duca di Brunswick; dopo molte difficoltà e carenze di armi e munizioni, il generale francese vinse la battaglia del Geisberg il 26 dicembre 1793, conquistò Landau e penetrò nel Palatinato.
Infine il 18 dicembre 1793 le truppe rivoluzionarie francesi al comando del generale Jacques Dugommier riconquistarono dopo violenti scontri il porto di Tolone, costringendo all'evacuazione i soldati britannici e spagnoli; la flotta degli ammiragli Samuel Hood e William Sidney Smith dovette ritirarsi e le forze realiste furono schiacciate. Artefice principale della vittoria era stato il giovane capitano Napoleone Bonaparte che aveva ideato il piano di attacco e che, dopo il successo, venne promosso generale, divenendo uno degli ufficiali preferiti della fazione giacobina della Convenzione.

### 1794

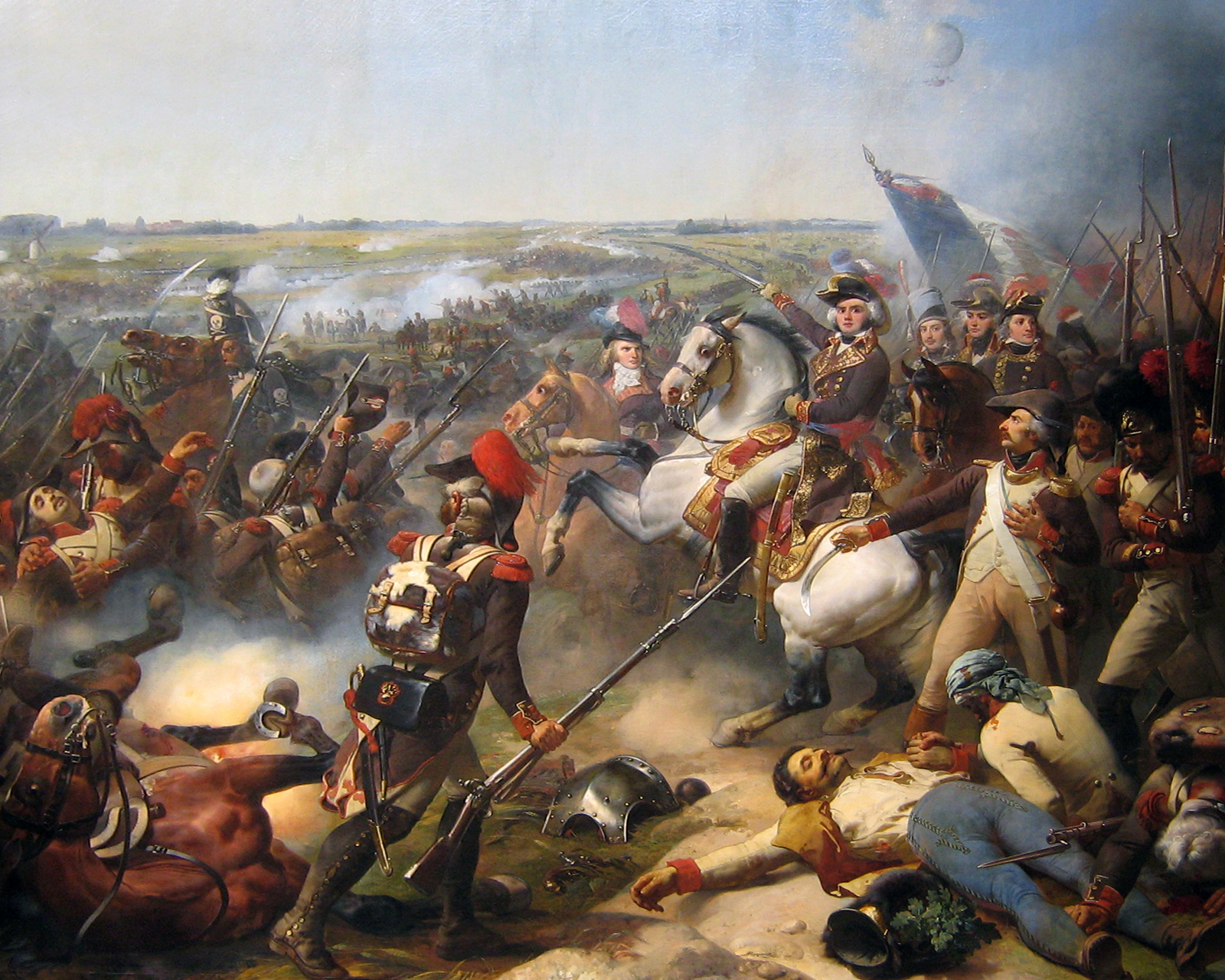
I generali Jean-Baptiste Jourdan (con la sciabola sguainata), François-Séverin Marceau, Jean-Baptiste Kléber e Jean Étienne Championnet guidano le truppe alla battaglia di Fleurus. Il rappresentante in missione Louis Saint-Just, alla destra del generale Jourdan, è presente sul campo di battaglia.

Nella primavera del 1794 le armate rivoluzionarie erano diventate, grazie all'energiche misure di riordino e potenziamento promosse dal Comitato di salute pubblica e in particolare da Lazare Carnot, una temibile macchina da guerra in grado finalmente di passare all'offensiva su tutti i fronti. Il nuovo esercito della rivoluzione, fondato sull'amalgama tra volontari e truppe di linea, sull'organizzazione in mezze brigate, sulla promozione per merito e sugli ufficiali provenienti dai ranghi, contava oltre 800 000 soldati, regolarmente inquadrati e dal forte spirito offensivo e patriottico. L'organizzazione logistica era stata migliorata, l'armamento potenziato e il comando reso molto più efficiente grazie ai nuovi comandanti, giovani, patriottici e ferventi rivoluzionari; i rappresentanti in missione del Comitato svolgevano inoltre con estrema energia opera per esaltare la combattività e lo slancio rivoluzionario dei reparti.

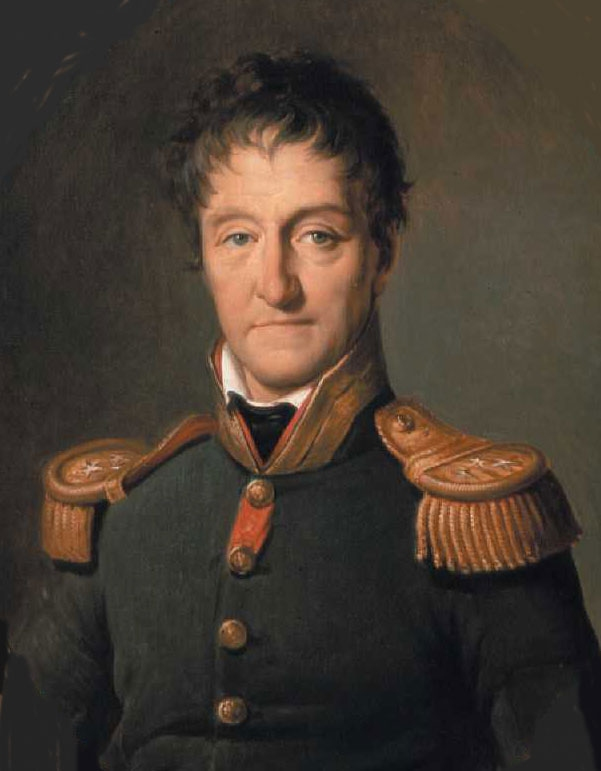
Lazare Carnot, principale organizzatore delle armate rivoluzionarie

Dal punto di vista tattico e strategico Carnot, in piovoso anno II (febbraio 1794), richiese esplicitamente ai generali delle armate rivoluzionarie offensive in massa, spirito aggressivo, attacchi alla baionetta in colonne massicce, inseguimento del nemico per ottenere vittorie decisive. Inoltre il membro del Comitato di salute pubblica dichiarava l'11 germinale ai comandanti dell'Armata del Nord che era assolutamente necessario avanzare in territorio nemico per raccogliere bottino e vivere depredando le risorse locali: "Bisogna vivere a spese del nemico o perire: la difensiva ci disonora e ci uccide".
La situazione delle forze coalizzate e dei loro eserciti di mercenari diveniva più difficile di fronte ai patriottici carmagnoles delle armate rivoluzionarie; le potenze erano inoltre disunite e scarsamente coese, i tradizionali conflitti di potenza permanevano. Il primo ministro britannico Pitt rifiutava di inviare rinforzi, l'Austria temeva la crescita dell'influenza della Prussia in Germania e quindi l'esercito prussiano fu trattenuto nel Palatinato, mentre solo il distaccamento del generale Blankenstein venne schierato a Treviri per collaborare con la grande armata alleata del feldmaresciallo Coburgo che, padrone di Condé, Valenciennes, Le Quesnoy e della foresta di Mormal, era posizionata tra la Sambre e la Schelda e ricevette l'ordine di avanzare su Parigi. In realtà le forze coalizzate erano in inferiorità numerica di fronte alle crescenti armate rivoluzionarie e Carnot decise di passare all'offensiva contro l'esercito di Coburgo, affidando la missione più importante al generale Pichegru, assegnato al comando dell'Armata del Nord e dell'Armata delle Ardenne al posto del generale Jourdan che, inizialmente destituito, venne trasferito alla testa dell'Armata della Mosella. Le prime azioni del generale Pichegru tuttavia non ebbero successo e l'attacco del 9 germinale (29 marzo) su Le Cateau venne respinto.

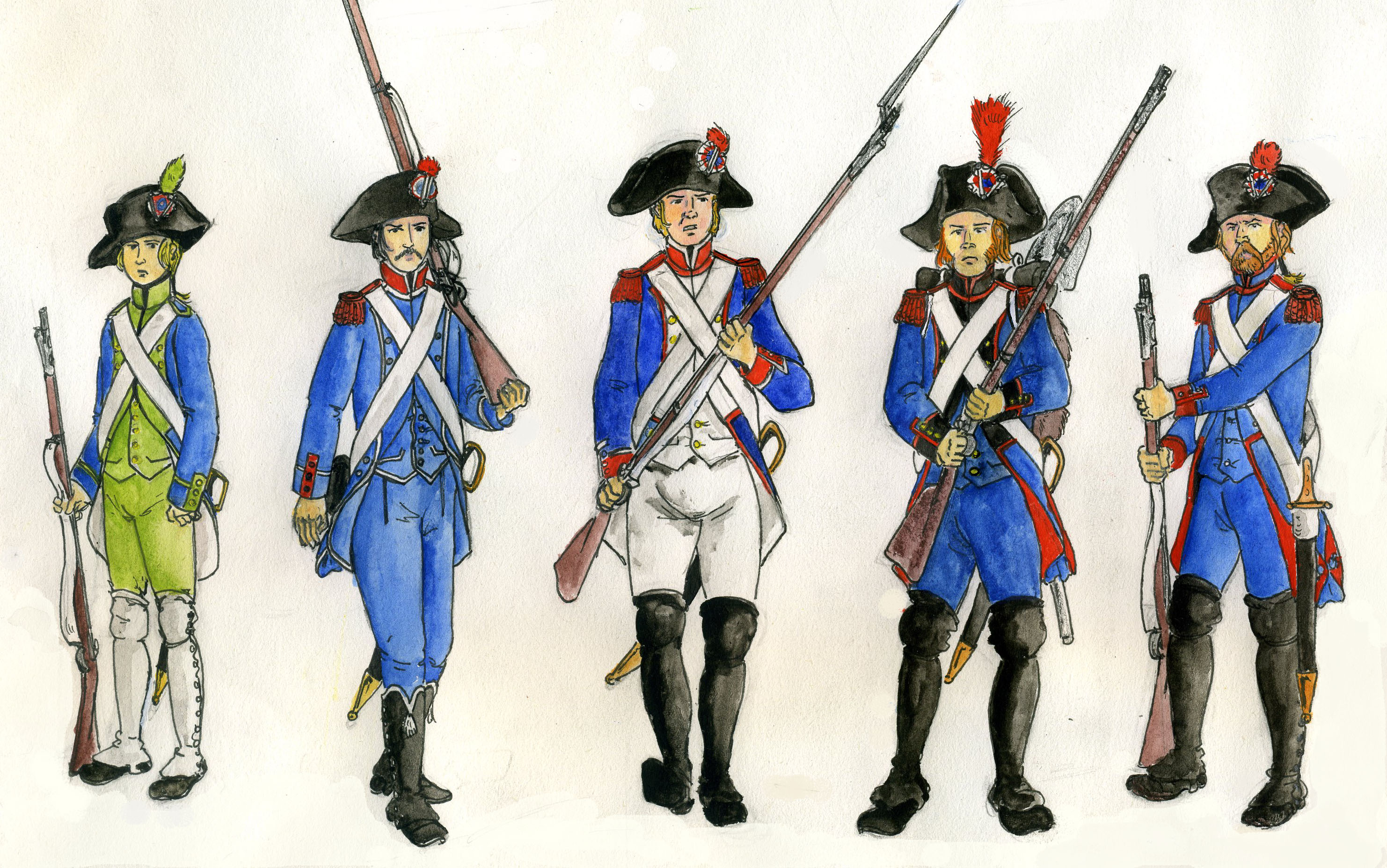
Fanteria di linea delle armate rivoluzionarie

Il feldmaresciallo Coburgo conquistò Landrecies l'11 floreale (30 aprile) e, disponendo di una testa di ponte sulla Sambre, sembrava in grado di marciare su Parigi, ma i rappresentanti in missione Louis Saint-Just e François-Joseph Le Bas, inviati per rafforzare la coesione e la combattività delle armate, organizzarono con grande energia la resistenza a Guise e Cambrai, mentre Carnot ordinò al generale Jourdan di accorrere con una parte delle sue forze in soccorso dell'Armata delle Ardenne; inoltre il generale Pichegru ricevette precise disposizioni di marciare con l'Armata del Nord verso Courtrai e Ypres. Saint-Just organizzò la difesa di Charleroi con l'Armata delle Ardenne, che si batté strenuamente fino al 13 pratile (1º giugno) quando giunsero finalmente in aiuto le truppe del generale Jourdan che tre giorni prima avevano respinto gli austriaci da Dinant. Così concentrate, le forze rivoluzionarie, organizzate nella nuova Armata di Sembre e Mosa, sotto il comando del generale Jourdan, conquistarono definitivamente Charleroi il 7 messidoro (25 giugno) prima dell'arrivo del grosso dell'esercito di Coburgo. La battaglia decisiva avvenne a Fleurus il 26 giugno 1794: i coalizzati attaccarono le posizioni fortificate dei francesi, ma gli attacchi furono respinti, l'Armata di Sambre e Mosa passò al contrattacco e, guidata dal generale Jourdan e da abili luogotenenti come i generali Jean-Baptiste Kléber, François-Séverin Marceau e Jean Étienne Championnet, ottenne la vittoria, costringendo il nemico a battere in ritirata.
In precedenza anche il generale Pichegru, coadiuvato dal capace generale Jean Victor Moreau, aveva raggiunto importanti successi nelle Fiandre con l'Armata del Nord; le forze rivoluzionarie occuparono Courtrai il 7 floreale, tre giorni dopo entrarono a Furnes e il 29 floreale (18 maggio) vinsero la battaglia di Tourcoing, infliggendo dure perdite agli anglo-austriaci del Duca di York; il 29 pratile il generale Pichegru raggiunse Ypres dove catturò numerosi prigionieri e il 15 messidoro conquistò Ostenda. In un primo momento i francesi si erano trovati invece in difficoltà nel Palatinato; in pratile il feldmaresciallo Heinrich von Möllendorff riconquistò con l'armata austro-prussiana Kaiserslautern, ma i rappresentanti in missione sollecitarono energicamente la controffensiva, le Armate del Reno e della Mosella, al comando dei generali Claude Michaud e Jean René Moreaux, attaccarono a partire dal 15 messidoro, e il 25 messidoro (13 luglio) sconfissero il nemico a Trippstadt dopo una serie di attacchi frontali, riconquistando subito dopo Pirmasens e Kaiserslautern.
Su tutti i fronti continuarono i successi delle armate rivoluzionarie: il 5 e il 9 floreale (24 e 28 aprile) nel settore delle Alpi vennero occupati il Gran San Bernardo e Saorgio contro i piemontesi; il 15 pratile (3 giugno) nei Pirenei occidentali, i francesi conquistarono contro gli spagnoli il campo delle Aldude ed entro il 9 pratile riguadagnarono terreno anche nei Pirenei orientali.

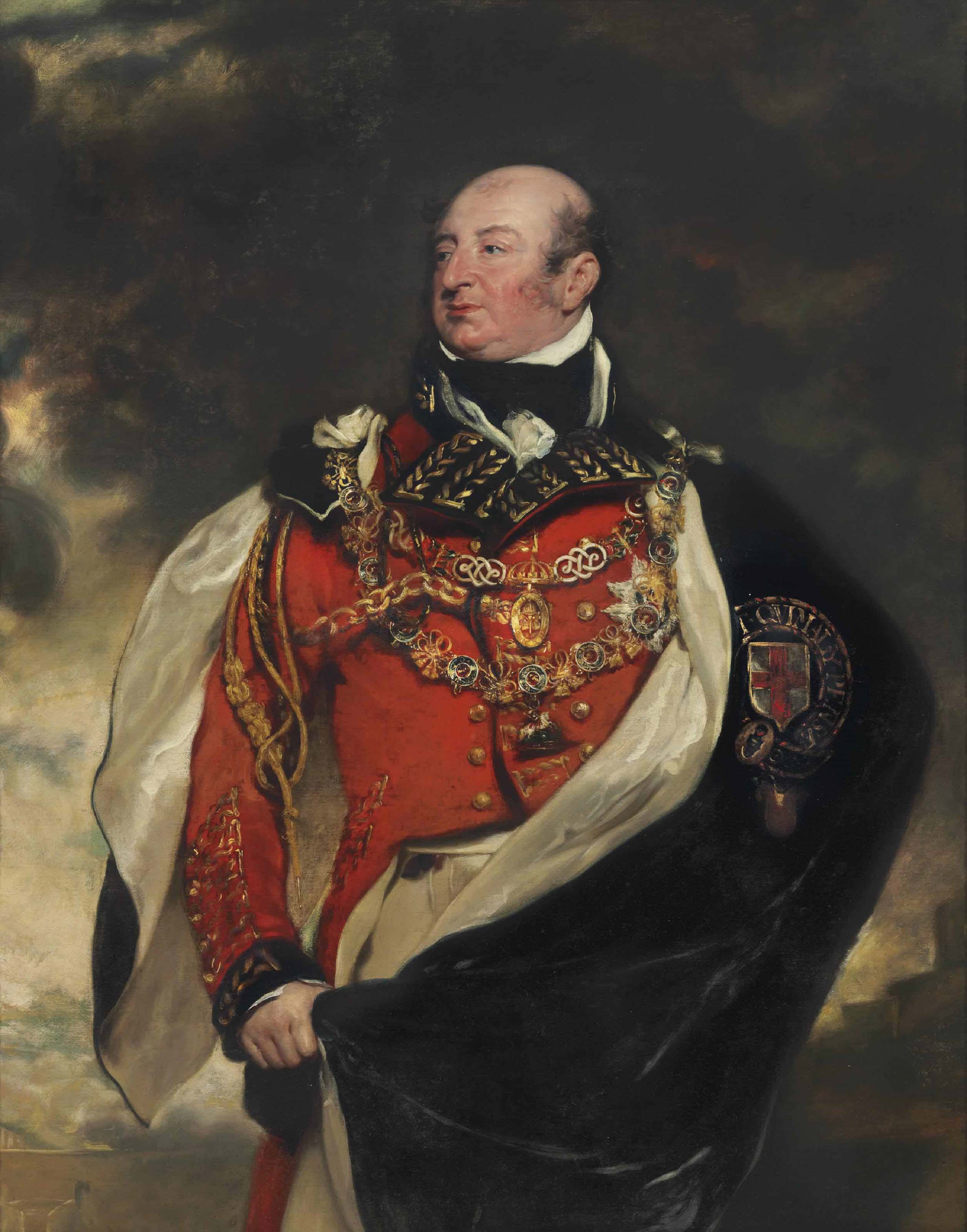
Il Duca di York, comandante delle truppe britanniche in Olanda

Dopo la vittoria di Fleurus le armate rivoluzionarie poterono soprattutto avanzare rapidamente nei Paesi Bassi; l'Armata di Sambre e Mosa del generale Jourdan raggiunse Bruxelles dove si congiunse con l'Armata del Nord del generale Pichegru che proveniva dalle Fiandre; quindi i due generali occuparono il 9 termidoro (27 luglio) Liegi e Anversa, mentre le truppe della coalizione si disgregavano; il Duca di York ripiegò in Olanda mentre gli austriaci del generale conte di Clerfayt, succeduto a Coburgo, si ritirarono dietro il fiume Roer. Dopo la rapida riconquista delle fortezze del nord, Valenciennes, Condé, Le Quesnoy, Landrecies, che si arresero senza resistenza, gli eserciti francesi ripresero l'offensiva in settembre. Il generale Jourdan superò prima l'Ourthe e quindi, l'11 vendemmiaio anno III (2 ottobre 1794), la Roer ad Aldenhoven, costringendo il generale Clerfayt a ripiegare ulteriormente oltre il Reno; più a sud le armate del Reno e della Mosella, al comando del generale Michaud, avanzarono ulteriormente nel Palatinato, raggiunsero il settore di Magonza e conquistarono il 24 dicembre 1794 Mannheim, mentre Lussemburgo venne assediata.

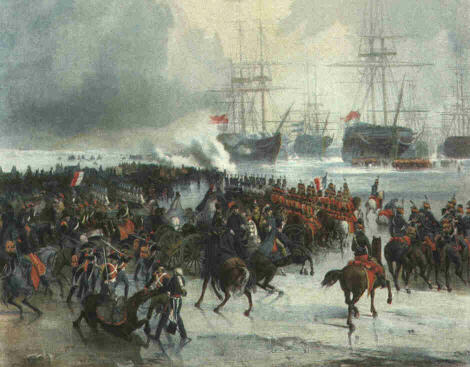
La cavalleria francese cattura al Texel la flotta olandese bloccata dai ghiacci

Contemporaneamente il generale Pichegru, al comando dell'Armata del Nord, aveva ripreso l'avanzata verso la Mosa; la piazzaforte di Maastricht venne conquistata il 4 novembre, e i francesi proseguirono la marcia in dicembre, favoriti dal congelamento dei grandi fiumi che permise il loro attraversamento. L'armata superò quindi con successo la Mosa, il Waal e il Leck, mentre le truppe della coalizione si frammentarono nella ritirata ripiegando in direzioni differenti senza difendere l'Olanda. Il 2 dicembre il Duca di York aveva iniziato ad arretrare verso l'Hannover, mentre il Principe d'Orange evacuò le sue truppe e raggiunse la Gran Bretagna. L'Olanda venne occupata senza grande difficoltà dal generale Pichegru; il 23 gennaio 1795 la cavalleria francese arrivò al Texel e catturò la flotta olandese bloccata dai ghiacci. I fuoriusciti olandesi della rivoluzione del 1787 ritornarono insieme alle truppe francesi e venne proclamata la Repubblica Batava.
Mentre sulle Alpi il ministro Carnot rinunciò a operazioni offensive e trascurò i progetti aggressivi del generale Bonaparte, momentaneamente destituito dopo il 9 termidoro anno II, sui Pirenei i francesi presero l'iniziativa: il generale Jacques Dugommier rimase ucciso durante la battaglia della Montagna nera il 17 novembre 1794, ma l'armata rivoluzionaria ebbe la meglio e avanzò in Catalogna conquistando Figueras e Rosas; in agosto anche il generale Jeannot de Moncey aveva ottenuto brillanti successi contro gli spagnoli occupando San Sebastian e Fontarabia.
In questa fase gli eventi del 9 termidoro anno II ebbero una grande influenza anche sulla guerra e soprattutto sugli obiettivi della Francia rivoluzionaria; era intendimento dei componenti del Comitato di salute pubblica rinunciare alla guerra di propaganda e a imporre con le armi l'espansione rivoluzionaria in tutta Europa; i nuovi scopi, delineati da Lazare Carnot, Georges Couthon e Jacques Nicolas Billaud-Varenne, divenivano ora quelli di vincere militarmente la guerra e di depredare i territori per permettere il sostentamento delle armate e il pagamento delle spese delle campagne militari; si rinunciava a vaste annessioni e a un espansionismo territoriale secondo i progetti originari dei girondini. In questo senso la caduta di Robespierre e dei suoi alleati provocò anche una complessiva rivalutazione degli obiettivi di guerra e un ritorno, da parte dei dirigenti termidoriani, ai grandi progetti di espansione militare della rivoluzione, prolungando di fatto il conflitto.

### 1795
La coalizione aveva quindi subito una serie di importanti sconfitte e le armate francesi avevano raggiunto e superato i cosiddetti "confini naturali"; inoltre tra gli alleati si diffondevano sempre più contrasti di potenza e fenomeni di disgregazione; in particolare la Prussia, in conflitto con l'Austria e con la Russia per il dominio sulla Germania e per il destino della Polonia, era intenzionata a cercare un accordo con la Francia rivoluzionaria. Dopo la seconda spartizione della Polonia del 23 gennaio 1793 tra Prussia e Russia, i polacchi erano insorti nel marzo 1794 e l'esercito prussiano dovette marciare su Varsavia, dove peraltro venne respinto; furono gli eserciti russi del maresciallo Aleksandr Suvorov che conquistarono la capitale polacca e schiacciarono l'insurrezione, di concerto con gli austriaci che entrarono a Cracovia. Molto contrariato da questi sviluppi e dalle decisioni austro-russe del 5 gennaio 1795, il re di Prussia Federico Guglielmo II ritirò le sue truppe dal Reno e intavolò trattative a Basilea con l'inviato francese François de Barthélemy.

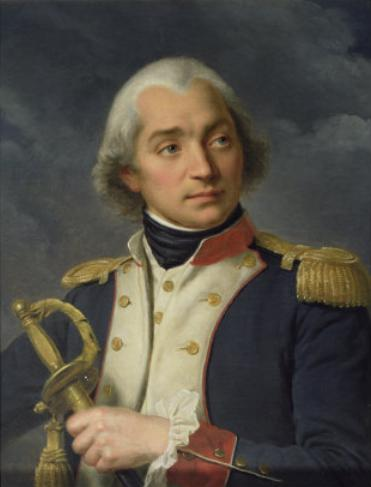
Il generale Jean-Charles Pichegru, prima conquistatore dell'Olanda e poi congiurato antirivoluzionario e antinapoleonico

Dopo complesse trattative e molte incertezze tra i francesi sugli obiettivi territoriali da raggiungere, i colloqui, condotti da Barthèlemy e Karl von Hardenberg dal marzo 1795, sfociarono nella prima pace di Basilea del 5 aprile 1795 con la quale la Prussia concedeva la linea del Reno alla Francia. Dopo la defezione della Prussia anche la Repubblica Batava concluse un trattato il 16 maggio 1795 con la Francia cedendo la Fiandra olandese con Maastricht e Venlo, e accettando l'alleanza con la Repubblica "sorella" con un corpo d'occupazione francese di 25 000 soldati. Già in precedenza, il 10 febbraio 1795 era stato concluso un trattato con il Granducato di Toscana.
Anche la Spagna, dopo alcune resistenze dell'ambizioso primo ministro Manuel Godoy, fu costretta a trattare con la Francia rivoluzionaria; dopo una riuscita offensiva del generale Moncey, che condusse alla conquista di Bilbao il 17 luglio e al raggiungimento della linea dell'Ebro, gli spagnoli accettarono di concludere il 22 luglio 1795 la seconda pace di Basilea; la Spagna cedeva la sua parte di Santo Domingo. Fallirono invece le trattative con l'Austria; il cancelliere Johann von Thugut, sovvenzionato dai britannici, rifiutò di concedere, come richiesto dagli inviati francesi, la Renania e anche il Belgio e la Lombardia in cambio della Baviera.
I termidoriani, succeduti ai componenti del Comitato di salute pubblica nella guida delle Repubblica, dovevano quindi riprendere la guerra sul Reno per costringere l'Austria a cedere, ma le condizioni delle armate rivoluzionarie, dopo la caduta dei giacobini, erano nettamente peggiorate. Il vettovagliamento e l'armamento dell'esercito, lasciati a fornitori privati e speculatori, decaddero rapidamente, le truppe disponibili scesero a soli 454 000 soldati, le diserzioni aumentarono nettamente, anche se lo spirito patriottico e rivoluzionario rimase nei reparti combattenti. Inoltre l'offensiva in Germania, affidata all'Armata del Reno e Mosella del generale Jean-Charles Pichegru, venne rovinata dalla segreta defezione di quest'ultimo che, ambizioso e debole, si fece corrompere dagli inviati realisti e intralciò i preparativi fino a settembre 1795.

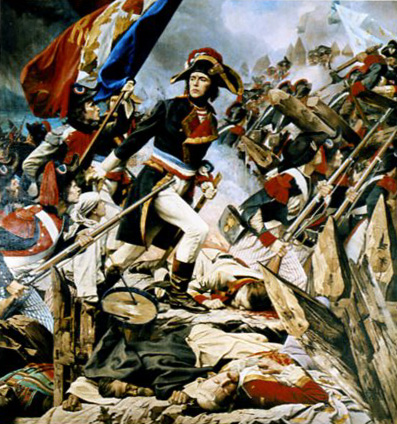
Il generale Lazare Hoche a Quiberon

Mentre i termidoriani non mostravano sufficiente energia per riprendere la guerra, la Gran Bretagna decise di organizzare, sotto la direzione di Joseph de Puisaye e con il consenso di William Windham, una grande spedizione di emigrati realisti per riattivare la sollevazione dell'Ovest. Vennero costituiti due reparti di circa 12 000 uomini, vestiti con giubbe rosse, organizzate con emigrati e volontari tra i prigionieri francesi; era inoltre prevista una ripresa della guerriglia chouans in Vandea e Bretagna. Ma la spedizione fu organizzata male e, grazie all'intercettazione di dispacci, il Comitato di salute pubblica venne a conoscenza dei piani realisti; le truppe rivoluzionarie guidate dal generale Lazare Hoche intervennero duramente contro la guerriglia chouans in Bretagna.
Nonostante questi contrattempi la spedizione, guidata da Puisaye, proseguì; la squadra navale dell'ammiraglio Louis Thomas Villaret fu battuta e respinta dalle navi britanniche dell'ammiraglio Alexander Bridport il 23 giugno 1795 e una divisione di emigrati sbarcò nella baia di Quiberon il 27 giugno dove fu accolta da un raggruppamento di contadini organizzati in precedenza da emissari realisti. Nonostante questo successo iniziale, le discordie tra i capi della spedizione intralciarono le operazioni che furono sospese in attesa dello sbarco di rinforzi. Il generale Hoche ebbe quindi il tempo di accorrere con l'armata rivoluzionaria; gli chouans furono dispersi e il comandante francese fece costruire in una settimana un solido sistema di trinceramenti che bloccò completamente le forze realiste nella penisola di Quiberon. Il generale Hoche sferrò l'attacco decisivo nella notte del 2-3 termidoro (20-21 luglio); sotto un violento temporale, le colonne rivoluzionarie ebbero la meglio, l'armata realista venne dispersa o catturata, solo pochi scamparono sulle navi britanniche. L'armata dell'Ovest catturò circa 7 000-8 000 uomini tra emigrati, chouans e prigionieri, di cui 718 vennero fucilati.

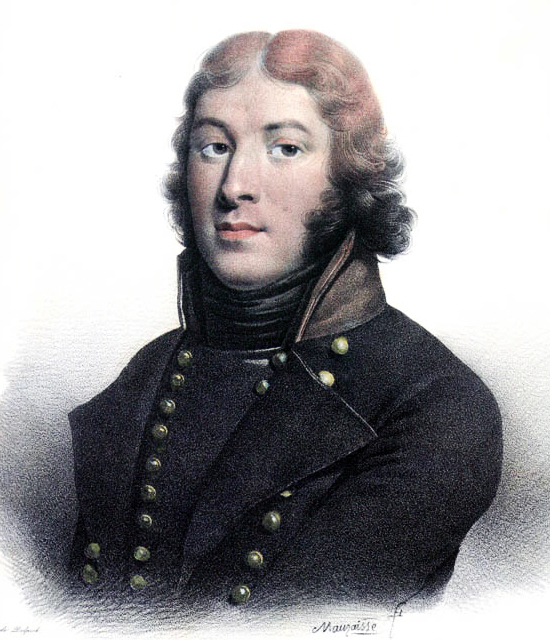
Il generale Lazare Hoche

In estate erano intanto fallite definitivamente le trattative per una pace generale; Federico Guglielmo II di Prussia rifiutò ulteriori concessioni in Germania e accettò le decisioni della terza spartizione della Polonia del 3 agosto, l'Austria si mantenne legata alla Gran Bretagna e la Russia entrò nella coalizione il 28 settembre. Anche i termidoriani erano decisi a combattere e diedero ordine alle armate di attaccare, ma solo l'Armata di Sambre e Mosa del generale Jourdan prese l'offensiva e attraversò il Reno a Düsseldorf e Neuwied il 20 fruttidoro (6 settembre), costringendo il generale Clerfayt a ripiegare sul Meno e poi sul Neckar. Invece il generale Pichegru, comandante dell'Armata del Reno e Mosella, coinvolto in trattative con il nemico, ritardò i movimenti e il suo debole attacco da Mannheim su Heidelberg venne duramente respinto dall'esercito del generale Dagobert von Wurmser il 23 settembre, mentre il generale Jourdan rimaneva bloccato a Magonza.
Il 13 vendemmiaio anno IV (5 ottobre 1795) a Parigi la rivolta realista venne schiacciata per opera di Paul Barras con la partecipazione decisiva del generale Bonaparte che ebbe modo così di tornare in evidenza; la fermezza rivoluzionaria dei termidoriani fu rafforzata, ma l'andamento delle operazioni sui fronti rimase sfavorevole ai francesi. Il generale von Wurmser avanzò verso Mannheim, il 10 ottobre il generale Clerfayt attraversò il Meno e aggirò il generale Jourdan mentre il generale Pichegru non si mosse in aiuto; il 29 ottobre gli austriaci sconfiggevano i francesi a Magonza e liberavano la città, costringendo l'Armata di Sambre e Mosa a ripiegare oltre il Reno. A novembre anche il generale Pichegru venne attaccato e costretto a ripiegare dietro la Queich; il 21 novembre gli austriaci riconquistarono Mannheim. Il generale Pichegru, sempre in cospirazione con i realisti, venne finalmente destituito alla fine di dicembre dal comando dell'armata di Reno e Mosella.

### 1796

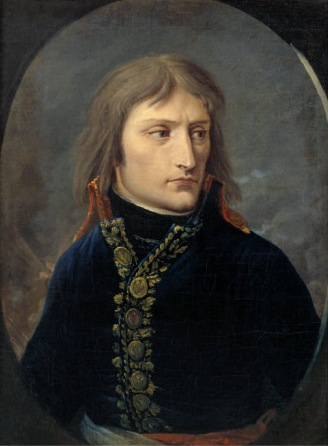
Il generale Napoleone Bonaparte

Nonostante contrasti e dubbi sull'opportunità di continuare con politiche aggressive di espansione territoriale, di depredazione dei territori e di diffusione delle idee rivoluzionarie, il Direttorio, la nuova struttura di potere creata con la costituzione dell'anno III insediatasi il 26 ottobre 1795, era intenzionato a riprendere con maggiore energia la guerra contro i coalizzati per ottenere finalmente una vittoria decisiva. Le armate rivoluzionarie furono riorganizzate e i cosiddetti "commissari alle armate" sostituirono i rappresentanti in missione del Comitato di salute pubblica. Il piano stabilito da Lazare Carnot, tornato a dirigere la guerra come membro del Direttorio, per la campagna del 1796 prevedeva una grande offensiva principale in Germania con l'Armata di Sambre e Mosa del generale Jourdan e l'Armata del Reno e Mosella passata al comando del generale Moreau che avrebbero marciato risolutamente in direzione di Vienna, mentre l'Armata d'Italia, più debole numericamente e male equipaggiata, doveva limitarsi a un'offensiva locale in Piemonte e Lombardia per attirare una parte delle forze nemiche. In realtà il nuovo comandante dell'armata, il generale Napoleone Bonaparte, da molto tempo aveva idee completamente diverse sugli scopi di un'offensiva nella penisola che riteneva il punto debole delle potenze coalizzate.

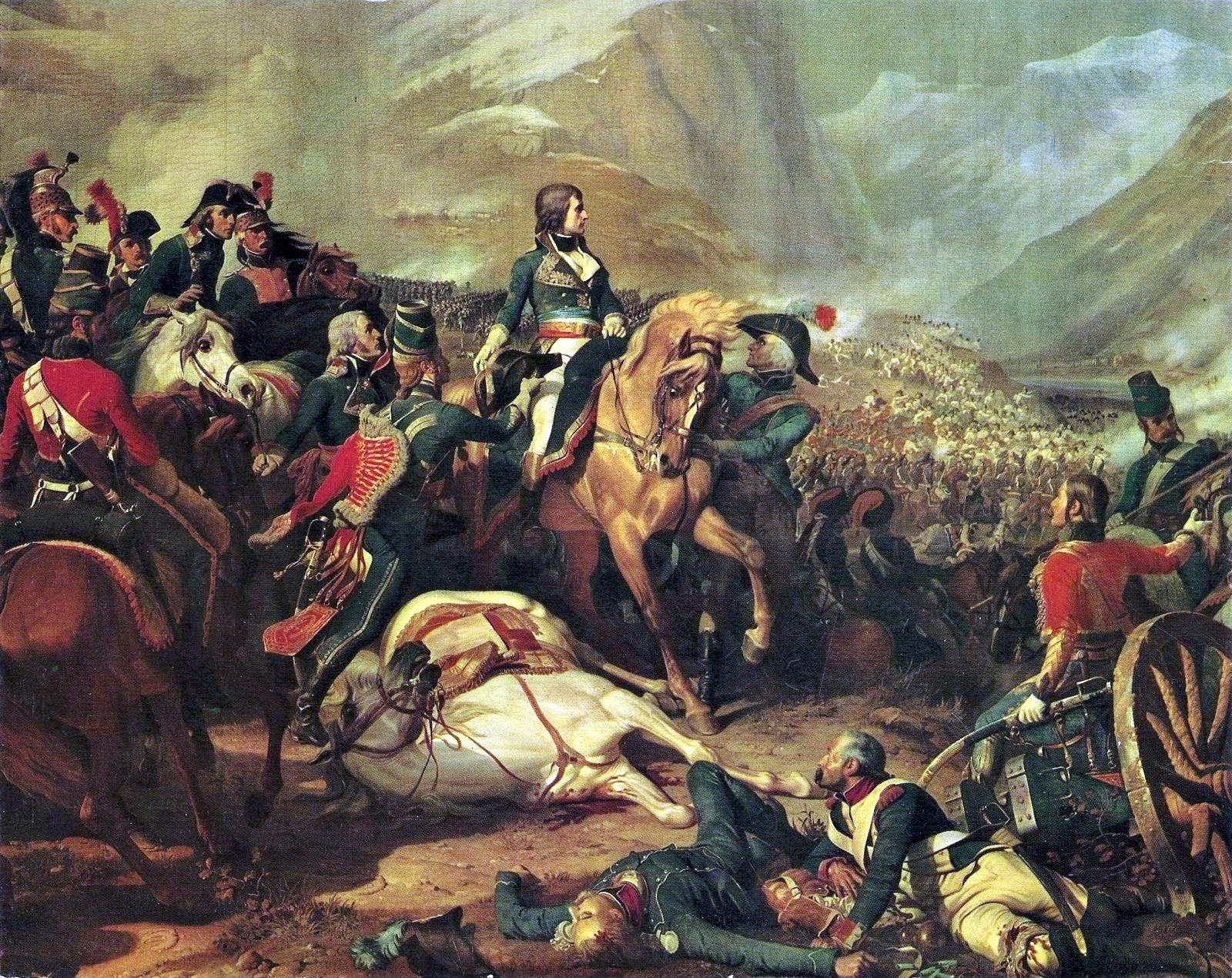
Il generale Napoleone Bonaparte alla battaglia di Rivoli

Nel marzo 1796 il generale Bonaparte diede inizio alla sua offensiva in Italia che in pochi mesi, grazie alle sue grandi capacità tattiche e strategiche e alla combattività e resistenza delle truppe francesi, avrebbe provocato una svolta decisiva nella guerra. Dopo aver separato gli eserciti del Piemonte e dell'Austria con una sorprendente offensiva al centro dello schieramento nemico, il generale manovrò con rapidità e sconfisse i due avversari ripetutamente a Cairo Montenotte, a Millesimo, a Mondovì, imponendo la pace al Regno di Sardegna (armistizio di Cherasco); mentre gli austriaci ripiegavano nel Tirolo e in Friuli, i francesi entrarono a Milano il 15 maggio e cinsero d'assedio Mantova. Il generale Bonaparte assunse un ruolo determinante in Italia, scavalcando le decisioni del Direttorio, depredando il territorio per fornire bottino per i suoi soldati ed estendendo il potere francese a Parma, Modena, Bologna, Ferrara e Livorno. Il 15 ottobre 1796 il generale organizzò con Modena e le Legazioni, tolte al Papa, la Repubblica cispadana.
Dall'agosto 1796 al gennaio 1797 il generale Bonaparte respinse una serie di pericolosi tentativi da parte degli eserciti austriaci di sbloccare la fortezza assediata di Mantova; nonostante molte difficoltà, il generale dimostrò grande abilità di manovra e vinse le battaglie di Castiglione, Bassano e Arcole contro i generali imperiali Dagobert von Wurmser e Joseph Alvinczy von Berberek. Infine il 14 gennaio 1797 il comandante dell'armata d'Italia vinse la battaglia di Rivoli, ottenendo una decisiva vittoria di annientamento che in breve avrebbe condotto alla resa di Mantova e aperto la strada per l'ulteriore avanzata francese oltre le Alpi verso Vienna.
Nel frattempo, mentre il generale Bonaparte otteneva una serie di clamorose vittorie, sul fronte tedesco, dopo alterne vicende, l'offensiva dei generali Jourdan e Moreau era completamente fallita, vanificando i piani originari del ministro Carnot. Il generale Jourdan aveva attraversato il Reno solo il 31 maggio senza coordinarsi con il generale Moreau che a sua volta non passò il fiume prima del 24 giugno; tuttavia i successi del generale Bonaparte in Italia costrinsero il feldmaresciallo von Wurmser, che fronteggiava l'armata del Reno e Mosella, ad abbandonare la Baviera per accorrere in soccorso di Mantova. Quindi l'arciduca Carlo, che aveva respinto i primi attacchi del generale Jourdan, dovette ripiegare e abbandonare il Palatinato; l'armata di Sambre e Mosa raggiunse il fiume Naab, mentre il generale Moreau entrò a Monaco.

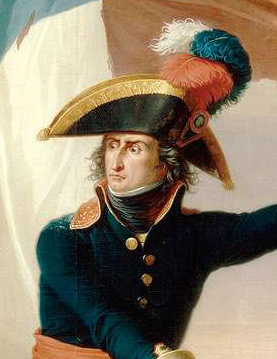
Il generale Pierre Augereau, tra i principali luogotenenti del generale Bonaparte in Italia

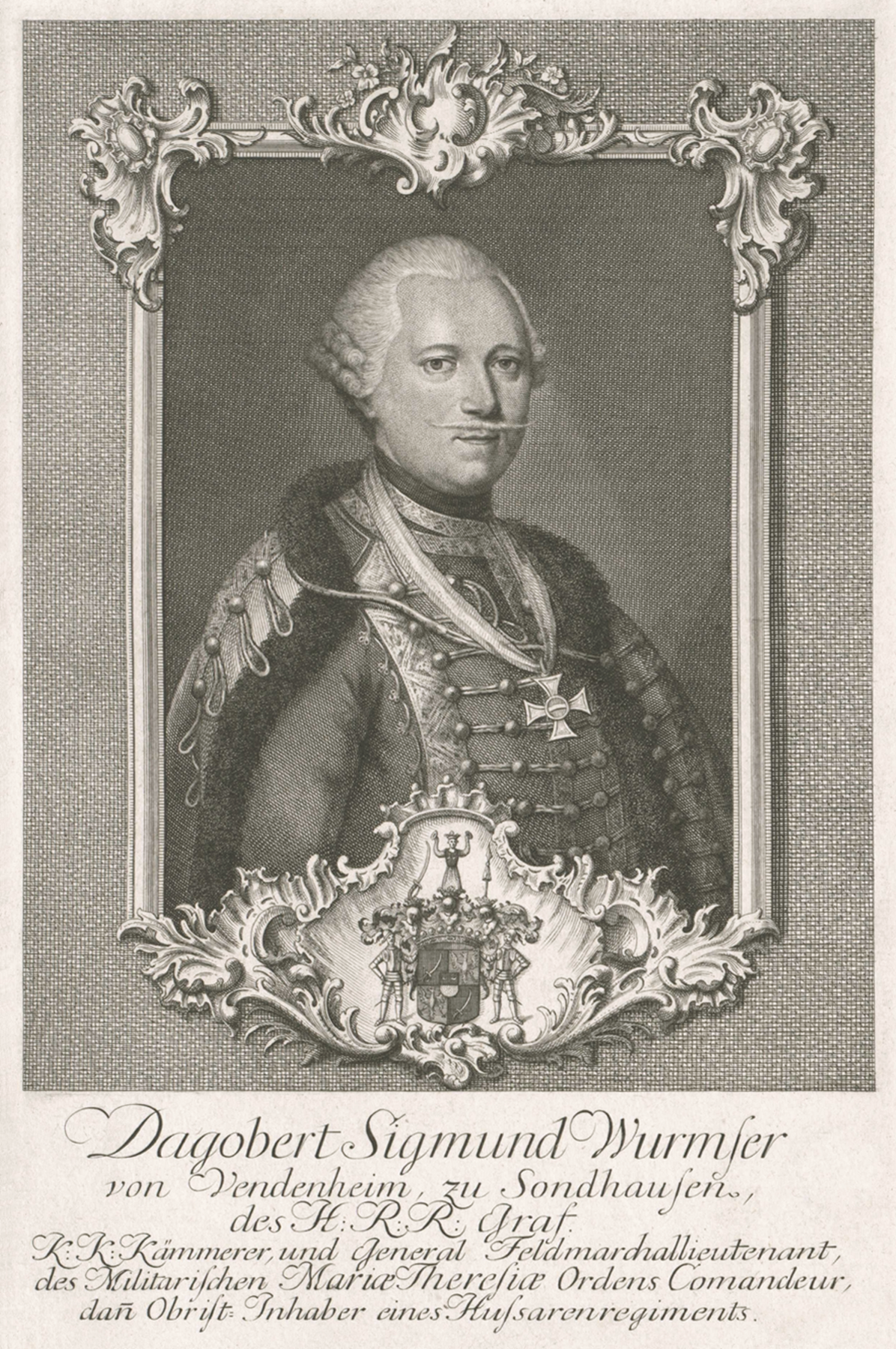
Il feldmaresciallo austriaco Dagobert Sigmund von Wurmser

Il successo francese in Germania fu solo temporaneo, l'arciduca Carlo passò alla controffensiva e, sfruttando la scarsa coesione delle due armate nemiche, riguadagnò il terreno perduto. Prima il generale Jourdan venne aggirato da Norimberga e, dopo essere stato battuto sul fiume Lahn, riattraversò il Reno alla fine del settembre 1796; quindi anche il generale Moreau che era arretrato prudentemente nella Foresta Nera, venne minacciato alle spalle, dovette ripiegare in fretta per la valle dell'inferno e ripassò a sua volta il fiume il 26 ottobre a Huningue.
Contemporaneamente alle campagne terrestri sul continente il Direttorio cercava anche di mettere in difficoltà la Gran Bretagna estendendo i teatri di guerra e rafforzando il sistema di alleanze: venne concluso un accordo con la Spagna e la flotta britannica, privata delle sue basi navali, dovette temporaneamente abbandonare il Mar Mediterraneo; la Corsica venne riconquistata dai francesi in ottobre. Da luglio 1796 erano inoltre in corso preparativi per un intervento militare in Irlanda guidato dal generale Lazare Hoche, in collaborazione con i ribelli guidati da Wolfe Tone. Il governo britannico si preoccupò per l'andamento della guerra e propose al Direttorio di aprire negoziati e James Harris Malmesbury venne inviato a Lilla per trattare
Il Direttorio riuscì inoltre a soffocare finalmente la rivolta realista dell'ovest; in giugno venne dichiarata ufficialmente finita la guerra nei territori vandeani e chouans anche se bande isolate erano ancora attive; il generale Hoche, dopo Quiberon, rimase con le sue truppe sul territorio con pieni poteri e, impiegando duri metodi repressivi, ottenne risultati decisivi. In febbraio e marzo 1796 vennero catturati e fucilati i capi dell'esercito realista Jean Nicolas Stofflet e François Charette; quindi il generale rastrellò i territori a nord della Loira e pacificò il Morbihan, dove furono catturati Georges Cadoudal e Pierre Guillemot, il bocage normanno e il Maine, dove furono presi Louis de Frotté e Marie Paul de Scepaux.

### 1797

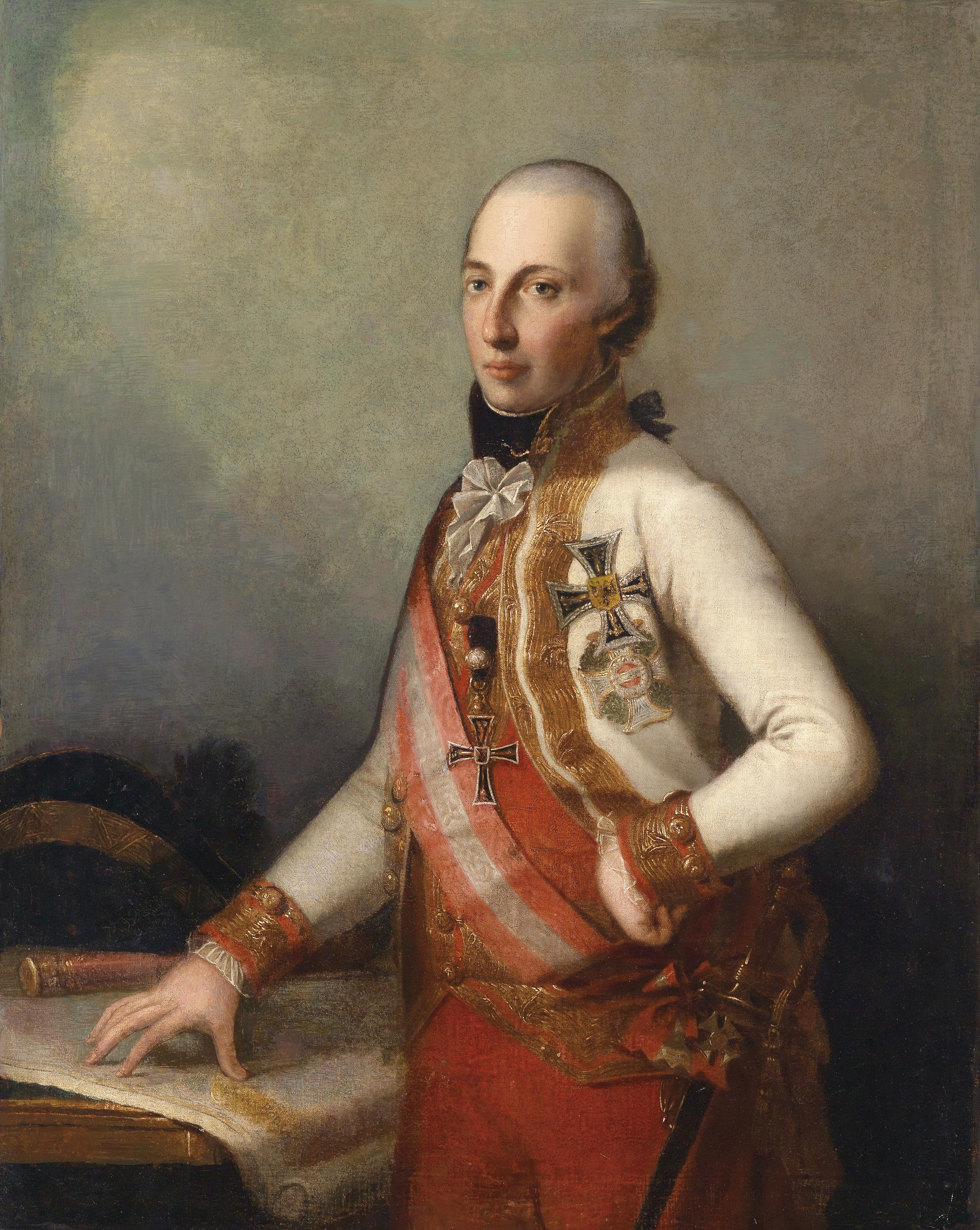
L'arciduca Carlo

Le trattative con i britannici furono presto interrotte; l'inviato di Londra lasciò la Francia fin dal 19 dicembre 1796 e sarebbe tornato a Lilla solo il 7 luglio 1797 per una nuova serie di colloqui infruttuosi. Il primo ministro William Pitt intendeva conservare le colonie strappate alla Francia e in particolare Ceylon e la Trinità; inoltre la posizione britannica si rafforzò nel 1797: la flotta spagnola, alleata dei francesi, subì una grave disfatta il 14 febbraio 1797 nella battaglia di Capo San Vincenzo a opera della Royal Navy sotto il comando dell'ammiraglio Sir John Jervis; l'accesso al Mediterraneo fu di nuovo possibile per le navi britanniche, mentre la spedizione navale francese in Irlanda guidata dal generale Hoche venne dispersa da una tempesta e dovette rientrare in patria senza aver potuto sbarcare.

In realtà gli avvenimenti decisivi si verificarono in Italia. Dopo la caduta di Mantova il generale Bonaparte aveva inizialmente marciato verso Roma e concluso rapidamente il trattato di Tolentino ottenendo per la Francia, Avignone e le Legazioni; il 10 marzo 1797 il comandante dell'armata d'Italia riprese audacemente l'avanzata verso Vienna; l'arciduca Carlo, che aveva assunto il comando delle residue forze austriache, non poté fermare la marcia dei francesi; il generale Bonaparte superò il Piave e il Tagliamento, quindi mentre una parte delle sue forze avanzava verso Lubiana, conquistò Tarvisio e le sue avanguardie arrivarono fino al Semmering.

Il generale Bonaparte conclude il trattato di Tolentino con lo Stato della Chiesa

 Fin dal 30 marzo il generale Bonaparte, desideroso di concludere la campagna e di imporre al Direttorio le sue decisioni riguardo alla pace con l'Austria, aveva proposto trattative agli austriaci, i colloqui iniziarono il 7 aprile e 18 aprile vennero conclusi i preliminari di Leoben. Il generale scavalcava il Direttorio che al contrario intendeva continuare le ostilità e migliorare la situazione sul fronte del Reno. Il 16 aprile l'armata di Sambre e Mosa, passata al comando del generale Hoche, aveva attraversato il fiume e marciato su Francoforte, mentre anche il generale Moreau aveva ripreso le operazioni, ma era ormai tardi; in Italia il generale Bonaparte aveva già concluso le trattative con pieno successo, e il Direttorio dovette ratificare le sue decisioni.
Queste prevedevano per il momento, oltre alla costituzione della Repubblica cispadana, l'organizzazione in Lombardia della Repubblica cisalpina, l'alleanza con la nuova Repubblica di Genova, pressioni militari sul Vallese e la Svizzera, l'occupazione delle isole Ionie. In cambio l'Austria avrebbe ricevuto la terraferma della Repubblica di Venezia, invasa dal 2 maggio 1797 dai francesi che entrarono nella città lagunare il 12 maggio, accolti dai giacobini locali. Trattative definitive erano in corso a Udine con gli austriaci; il Direttorio premeva sul generale Bonaparte per ottenere la Renania ed era meno interessato ai rivolgimenti attuati nella penisola, ma il comandante dell'armata d'Italia, forte anche dell'appoggio fornito dai soldati del suo luogotenente generale Pierre Augereau, ai direttori nella crisi del 18 fruttidoro, accrebbe ancora il suo potere e trattò personalmente con l'inviato austriaco Philipp von Cobenzl.
Il 18 ottobre 1797 l'Austria firmò il Trattato di Campoformio cedendo anche la riva sinistra del Reno tranne Colonia e accettando la nuova organizzazione politica della penisola decisa dal generale Bonaparte; in cambio ottenne il Veneto fino all'Adige compresa Venezia; l'antica repubblica aveva cessato di esistere, evento che fu causa di amare delusioni dei patrioti italiani nei riguardi del generale. Questo accordo, e il successivo congresso di Rastatt che definì i dettagli delle modifiche territoriali in Renania, formalmente poneva termine alla guerra della prima coalizione ma non prometteva di essere definitivo. L'Austria era delusa e desiderosa di rivincita, la Francia rivoluzionaria dominava con i suoi rappresentanti le nuove repubbliche "sorelle" e inoltre la "Grande Nazione" dirigeva le sue nuove ambizioni verso la Svizzera, Roma, il Regno di Napoli. Inoltre la Gran Bretagna era ancora in guerra, le trattative con Malmesbury erano fallite e il Direttorio stava studiando nuovi piani per minacciare l'avversario in Oriente, sulla via delle Indie, e nelle stesse isole britanniche.

## Guerra contro la Gran Bretagna

### 1798

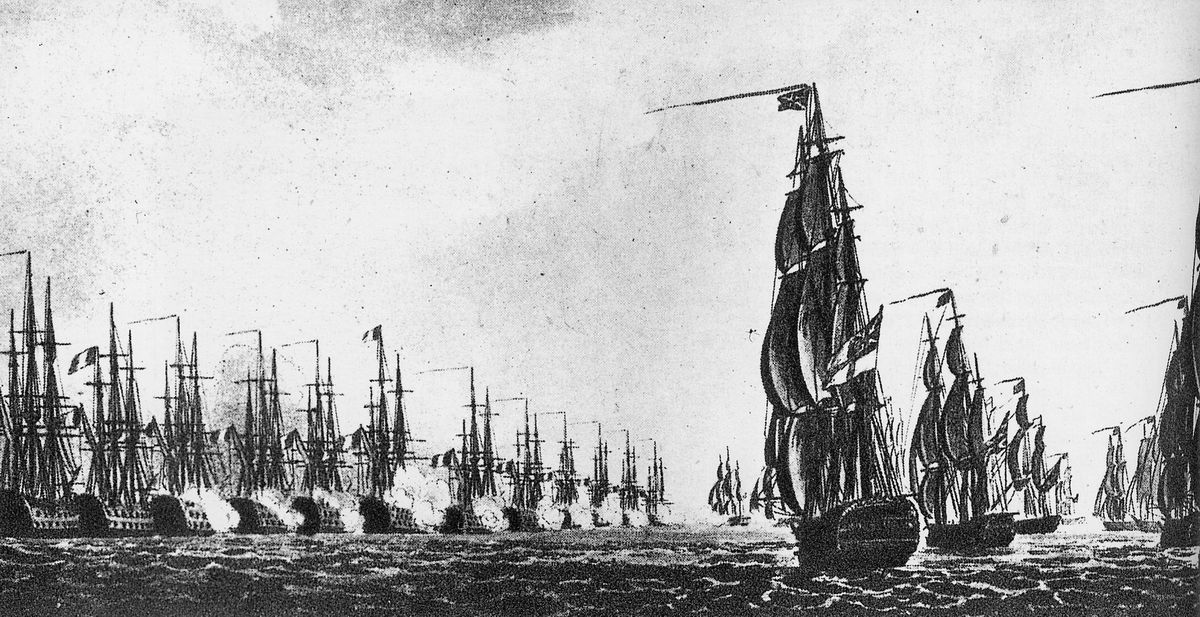
Battaglia del Nilo, il 1º agosto del 1798

Dal 1793 la Francia rivoluzionaria era in guerra con la Gran Bretagna che disponendo della superiorità navale era in grado di interrompere la navigazione delle navi francesi e il commercio coloniale e che, nel corso degli anni, si era impadronita di gran parte dei possedimenti oltremare della potenza nemica. Mentre a Santo Domingo dominava l'energico Toussaint Louverture, resosi praticamente indipendente dalla Francia, la Repubblica manteneva ancora il controllo solo della Guadalupa e delle Mascarene, mentre Tobago, Saint Lucia, la Martinica erano cadute in mano dei britannici che avevano occupato anche la Guyana olandese e la Trinità spagnola. Raggiunta la pace sul continente, il Direttorio progettò quindi di riprendere vigorosamente la guerra contro la Gran Bretagna, considerata potenza mercantilistica, debole perché priva di un esercito nazionale, e attaccabile grazie anche all'alleanza della Repubblica rivoluzionaria con la Spagna e l'Olanda. Anche Talleyrand, considerato anglofilo, promuoveva la guerra a oltranza contro "i tiranni del mondo" e i "vampiri del mare".
Il Direttorio faceva conto sull'insurrezione in Irlanda, sul potenziamento della guerra economica con l'introduzione di rigide norme contro il commercio neutrale che accettava le merci britanniche e l'adozione di un sistema di "blocco continentale" che sarà poi ripreso dall'Impero napoleonico. Soprattutto la Francia rivoluzionaria decise di costituire intorno a Brest una Armata d'Inghilterra affidata al generale Bonaparte per uno sbarco in forze sull'isola nemica. In un primo momento sembra che il generale credesse nella possibilità di riuscita di questa impresa ma ben presto le circostanze mutarono decisamente a vantaggio della Gran Bretagna. Sul mare il predominio britannico si stava rafforzando: dopo la vittoria di San Vincenzo l'ammiraglio Jervis assediò Cadice neutralizzando la flotta spagnola, mentre l'ammiraglio Horatio Nelson entrò in Mediterraneo. Inoltre la flotta olandese fu sconfitta a Camperduyn dall'ammiraglio Adam Duncan, mentre l'ammiraglio francese François-Paul Brueys, bloccato a Corfù, non poté raggiungere Brest.

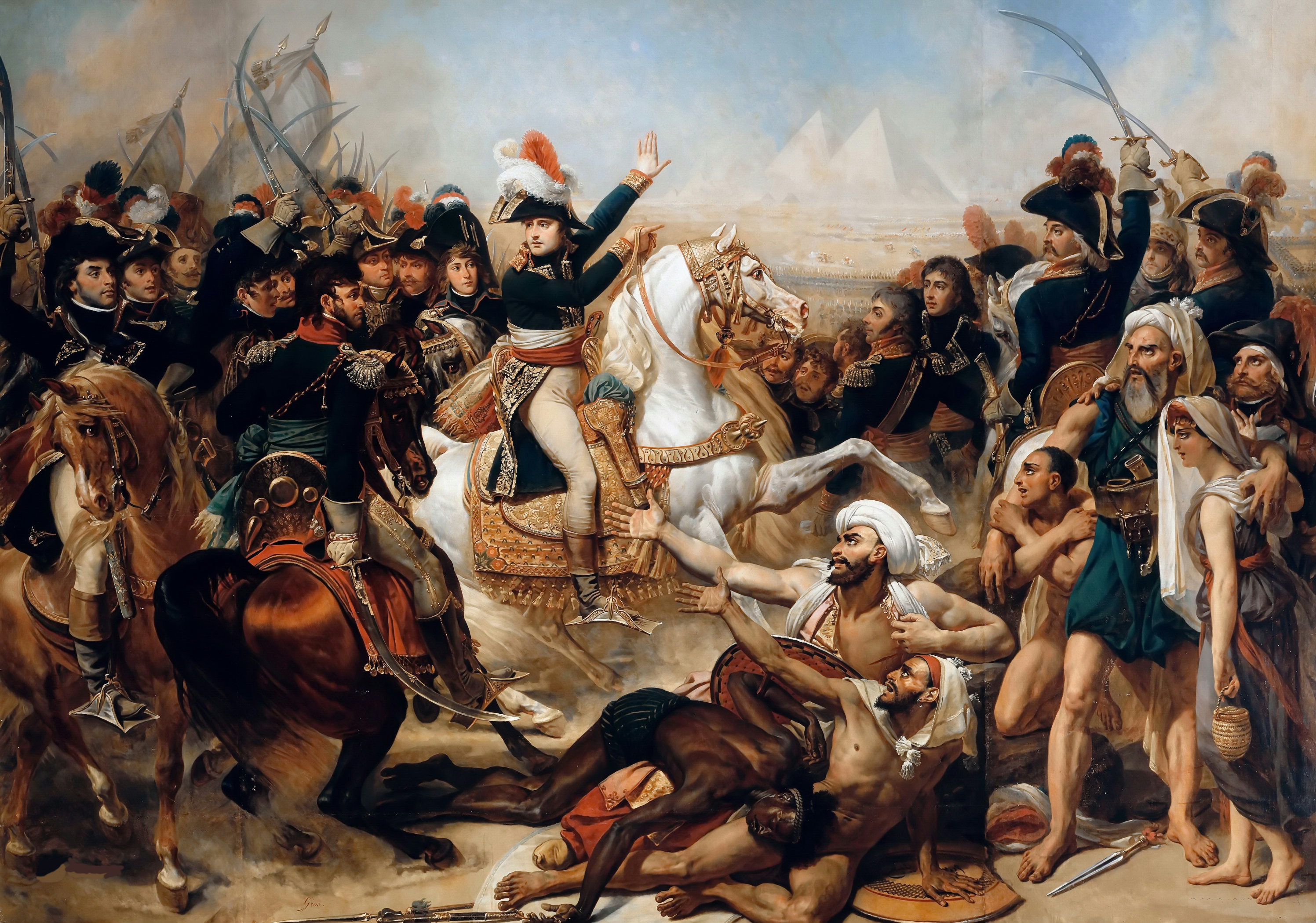
Il generale Bonaparte alla battaglia delle Piramidi

Il 5 ventoso anno VI (23 febbraio 1798) il generale Bonaparte consigliò di rinunciare allo sbarco; le condizioni navali non sussistevano non essendo la flotta francese in grado di garantire la sicurezza della navigazione e anche il Direttorio temeva di perdere la sua armata più forte e il suo miglior generale mentre la situazione sul continente era ancora pericolosa. Tuttavia dopo aver rinunciato allo sbarco in Inghilterra, il generale Bonaparte sorprendentemente propose al suo posto di organizzare una audace spedizione in Oriente per conquistare l'Egitto, progetto che appariva ancor più temerario e arrischiato dello sbarco sulle isole britanniche. Frutto in gran parte delle ambizioni personali del generale Bonaparte e non ostacolata dal Direttorio, desideroso di sbarazzarsi dell'ingombrante militare, la spedizione in Egitto non mancava di valide motivazioni strategico-politiche. Si prevedevano scarsa resistenza da parte dei Mamelucchi e accoglienze favorevoli tra la popolazione locale, inoltre l'Egitto poteva aprire le vie d'accesso al Mar Rosso e all'India dove Tippoo Sahib opponeva resistenza ai britannici nel Mysore. Tuttavia una simile impresa impediva qualsiasi accordo con la Gran Bretagna, rischiava di destabilizzare l'Impero ottomano e soprattutto di spingere all'aperta ostilità la Russia del nuovo e ambizioso zar Paolo I.
Il generale Bonaparte salpò da Tolone per l'Egitto, con 30 navi da guerra, 280 trasporti, i 38 000 soldati dell'Armata d'Oriente e una numerosa e qualificata missione culturale e scientifica, il 30 floreale anno VI (19 maggio 1798); la spedizione, sfuggendo fortunosamente alle ricerche della flotta britannica dell'ammiraglio Nelson, prima conquistò il 6 giugno l'isola di Malta, i cui cavalieri dell'Ordine non opposero resistenza, e quindi sbarcò ad Alessandria. Il generale Bonaparte marciò subito lungo il Nilo, ottenne una importante vittoria nella battaglia delle Piramidi contro i Mamelucchi il 21 luglio, quindi raggiunse e occupò Il Cairo. Nel frattempo tuttavia l'ammiraglio Nelson, ottenute informazioni a Napoli sui movimenti francesi, ritornò nelle acque egiziane e la notte del 31 luglio 1798 attaccò di sorpresa nella rada di Abukir la flotta francese dell'ammiraglio Brueys alla fonda. Il 1º agosto le navi francesi vennero distrutte e l'ammiraglio rimase ucciso. Questo disastro cambiava completamente la situazione: il generale Bonaparte rimaneva predominante sulla terraferma, estendeva la sua conquista verso Assuan e l'istmo di Suez, organizzava il suo dominio appoggiandosi ai notabili locali e sviluppando una serie di iniziative scientifiche e culturali, ma, privo della flotta, era in pratica bloccato e isolato con il suo esercito in Oriente, senza poter ricevere aiuti dalla madrepatria.

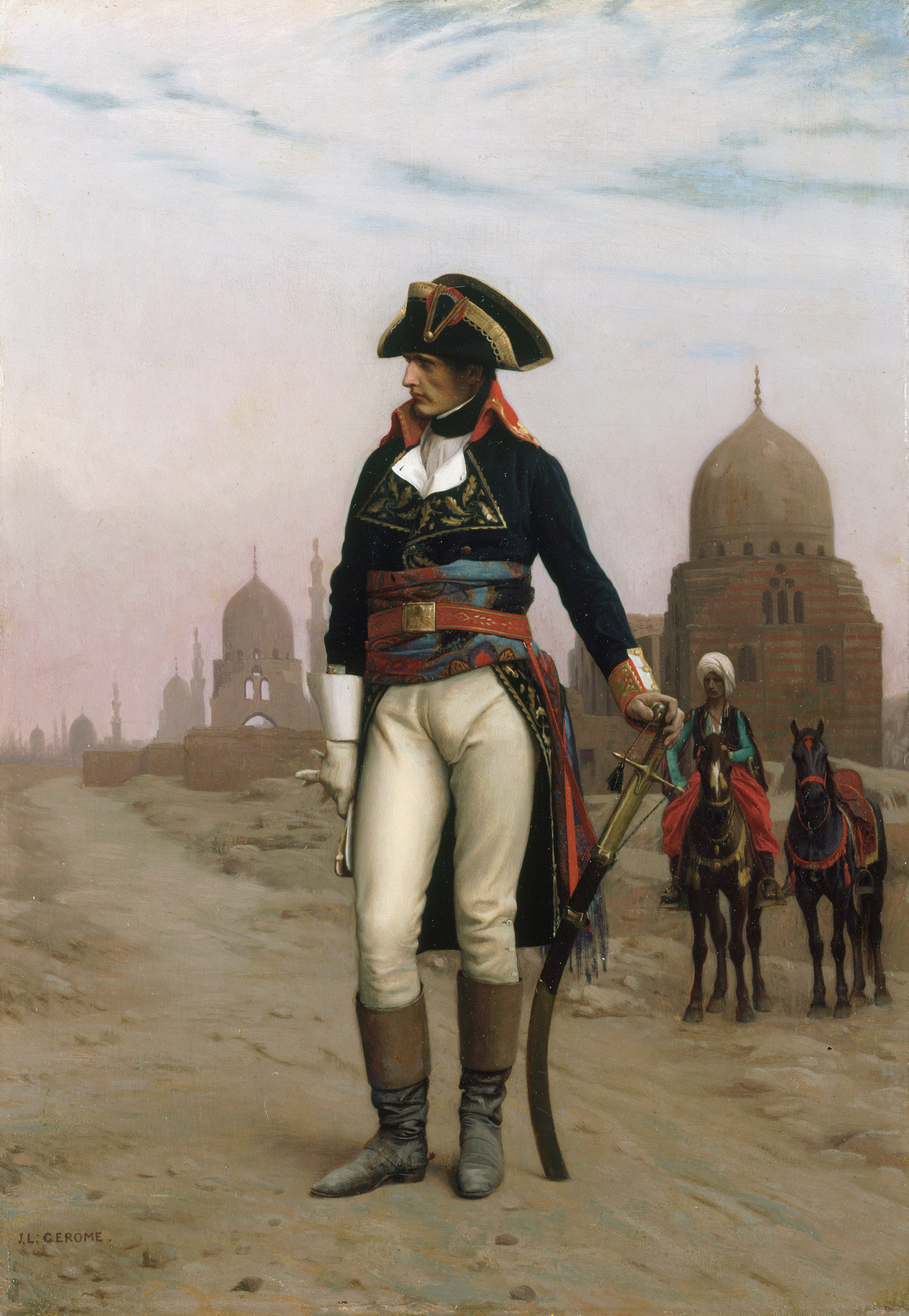
Il generale Bonaparte al Cairo

Inoltre la spedizione in Egitto accelerò la formazione di un nuovo fronte antifrancese: l'Impero Ottomano dichiarò guerra alla Francia il 9 settembre 1798; il Regno di Napoli, sotto l'influenza dell'ammiraglio Nelson, si unì a sua volta alla Gran Bretagna; quindi la Russia strinse alleanza con i turchi, ottenne il libero passaggio sugli stretti e la sua flotta, entrata nel Mediterraneo, attaccò al comando dell'ammiraglio Fëdor Ušakov le isole Ionie, Corfù venne occupata dai russi il 3 marzo 1799. Lo zar Paolo si dichiarò protettore dell'ordine di Malta e del Regno di Napoli, dove già dominavano i britannici che avevano anche bloccato l'isola di Malta. Il 29 dicembre 1798 russi e britannici conclusero un formale accordo politico-militare e vennero decise operazioni combinate in Olanda e in Italia.

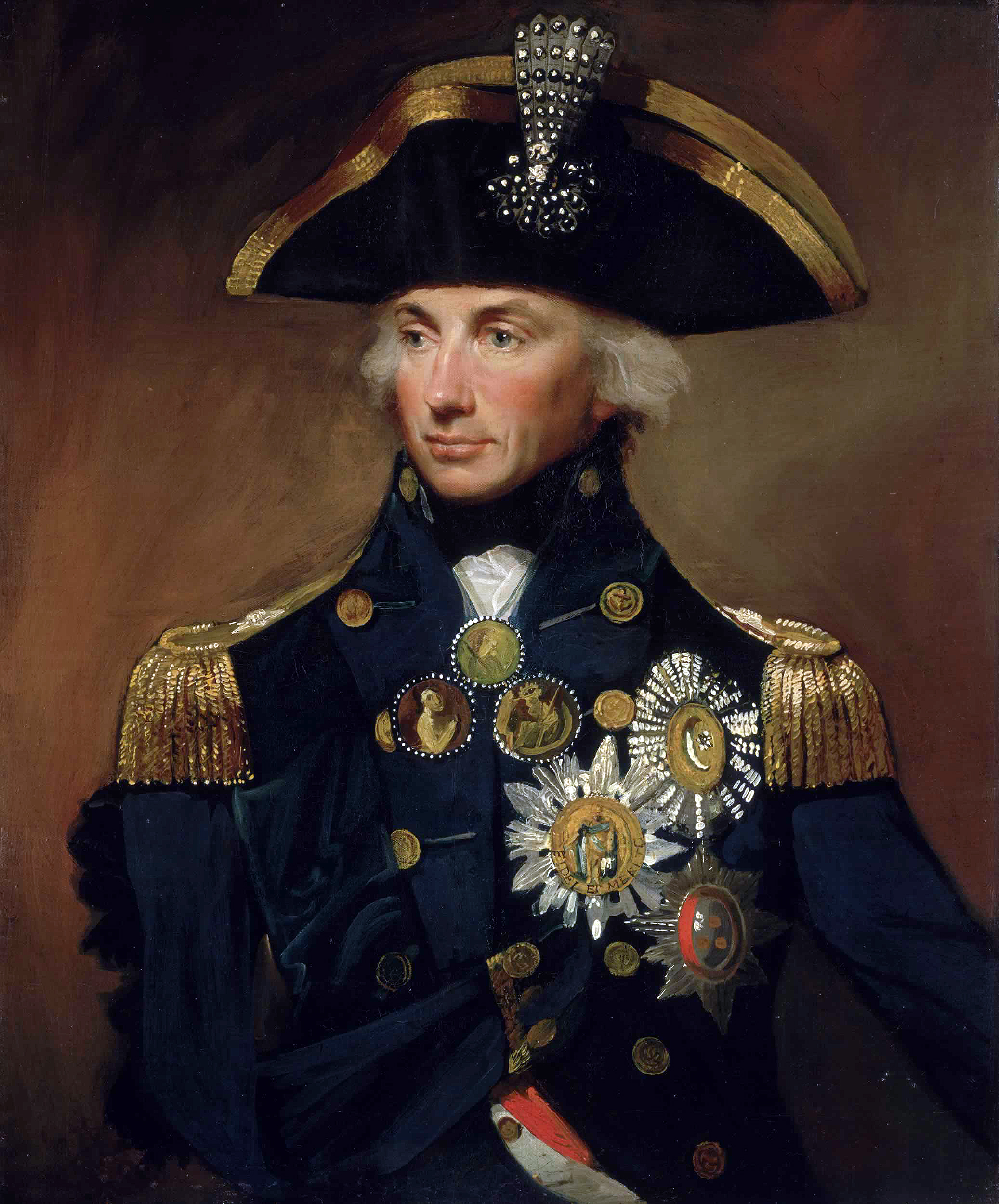
L'ammiraglio britannico Horatio Nelson

Nel frattempo era stata schiacciata anche la ribellione in Irlanda promossa dalla Società degli irlandesi uniti di Wolfe Tone; il piccolo contingente francese inviato in appoggio al comando del generale Jean Joseph Humbert sbarcò a Killala, ma venne sconfitto nella battaglia di Ballinamuck, mentre una seconda spedizione venne intercettata e sconfitta nella battaglia di Tory Island, subendo forti perdite. Wolfe Tone, catturato, si suicidò poco prima di essere impiccato.
Ancor prima della spedizione in Oriente il Direttorio aveva preso una serie di iniziative politico-militari di espansione rivoluzionaria che, con il loro carattere aggressivo e ideologico, contribuirono al coagularsi delle potenze monarchiche in una nuova coalizione. Per assicurarsi la massima fedeltà antibritannica degli olandesi, il 3 piovoso anno VI (22 gennaio 1798) un colpo di forza di Herman Willem Daendels con l'appoggio delle truppe francesi del generale Barthélemy Joubert, epurò l'assemblea della Repubblica Batava e redasse una nuova costituzione, assicurando uno stretto controllo francese. Dopo una eguale epurazione nella Repubblica Cisalpina e dopo la fallita sommossa giacobina a Roma del 28 dicembre 1797, il generale Louis Alexandre Berthier, comandante dell'Armata d'Italia, ricevette ordine di marciare su Roma. Il generale raggiunse e occupò senza difficoltà la città l'11 febbraio 1798 e trasferì il papa Pio VI a Siena, mentre i rivoluzionari giacobini proclamavano la Repubblica Romana. Infine, dopo accordi conclusi fin dall'8 dicembre 1797 tra il direttore Jean-François Reubell, il generale Bonaparte e Peter Ochs, il 13 e 14 febbraio 1798 il generale Guillaume Brune invase la Svizzera e occupò Berna; gli emissari del Direttorio Lecarlier e Rapinat organizzarono la Repubblica Elvetica. Per il momento il Regno di Sardegna venne risparmiato ma una guarnigione francese si insediò il 27 giugno 1798 nella cittadella di Torino.
Nel 1798 i francesi iniziarono una guerra non dichiarata in mare contro gli Stati Uniti d'America, nota in seguito come la quasi-guerra. Le ostilità trassero le loro origini nel risentimento della Francia rivoluzionaria a causa della posizione di neutralità tenuta dagli americani durante il conflitto con la Gran Bretagna. La conseguente crisi diplomatica sfociò nel blocco navale operato dalla Marina francese e nell'attività di pirateria dei corsari francesi ai danni della marina mercantile americana ed ebbe il suo culmine nello scandalo dell'affare XYZ. Le ostilità si concluderanno nel 1800, quando la politica estera francese cambierà direzione dopo l'ascesa al potere di Napoleone Bonaparte, con la firma del trattato di pace con gli Stati Uniti (Convenzione del 1800 o Convenzione di Mortefontaine, 30 settembre 1800).

## La seconda coalizione

### 1799

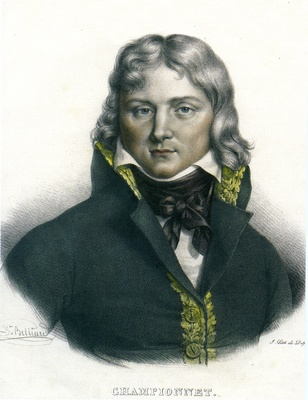
Il generale Jean Étienne Championnet protagonista della conquista del Regno di Napoli

La nuova coalizione antifrancese necessitava dell'alleanza dell'Austria o della Prussia, le potenze continentali che avrebbero consentito di attaccare la Francia in Italia settentrionale o sul Reno; mentre la Prussia mostrò prudenza e incertezza e non entrò in guerra, il cancelliere austriaco Thugut, pur non impegnandosi in accordi precisi con Gran Bretagna e Russia di cui temeva le mire su Olanda e stati italiani, fece preparativi per la guerra e consentì il transito delle truppe russe attraverso il suo territorio. Il Direttorio decise di prendere l'iniziativa e dichiarare guerra all'Austria il 22 ventoso anno VII (12 marzo 1799) e invadere la Toscana, mentre il papa Pio VI venne deportato a Valence. Il 28 aprile 1799 i plenipotenziari francesi che lasciavano Rastatt furono attaccati e in parte uccisi dalla cavalleria austriaca, evento che contribuì a radicalizzare gli animi e a spingere la Repubblica a promuovere una nuova ondata di patriottismo rivoluzionario contro le antiche monarchie.
In precedenza la Francia rivoluzionaria aveva ottenuto un ultimo successo in Italia dove il Regno di Napoli aveva iniziato una intempestiva e disorganizzata offensiva contro la Repubblica Romana; il debole esercito napoletano, guidato dal generale austriaco Karl Mack, avanzò in un primo tempo fino a Roma, mentre il generale Étienne Championnet, comandante delle forze francesi, ripiegò dietro il Tevere. Ben presto il generale passò all'offensiva, sbaragliò facilmente l'esercito napoletano a Civita Castellana, rientrò a Roma e inseguì le forze nemiche in disgregazione. Il 23 febbraio 1799 i francesi entrarono a Napoli, dopo un'avanzata costellata di violenze e saccheggi; il re fuggì in Sicilia mentre il generale Championnet, in contrasto con il rappresentante del Direttorio Guillaume-Charles Faipoult, proclamò la Repubblica Partenopea con l'appoggio dei liberali locali. Inoltre il Direttorio colse l'occasione per dichiarare guerra anche al re di Sardegna, considerato connivente con i nemici della Repubblica; il Piemonte fu occupato dalle truppe francesi e il sovrano si ritirò in Sardegna.
Oltre a continuare la sua politica aggressiva, la Repubblica aveva cercato di potenziare le sue forze con una serie di leggi, promosse dai giacobini, dirette a incrementare le armate ed esaltare lo slancio patriottico. Fin dal 19 fruttidoro anno VI (5 settembre 1798) il generale Jourdan aveva proposto una legge della coscrizione generale, mitigata dalle disposizioni sul numero di soldati effettivamente coscritti secondo la legge del 3 vendemmiaio anno VI (24 settembre 1798). Nonostante la renitenza e le diserzioni, circa 74 000 soldati raggiunsero le armate al fronte rafforzandone il carattere popolare; tuttavia erano ancora presenti gravi difficoltà materiali e organizzative.

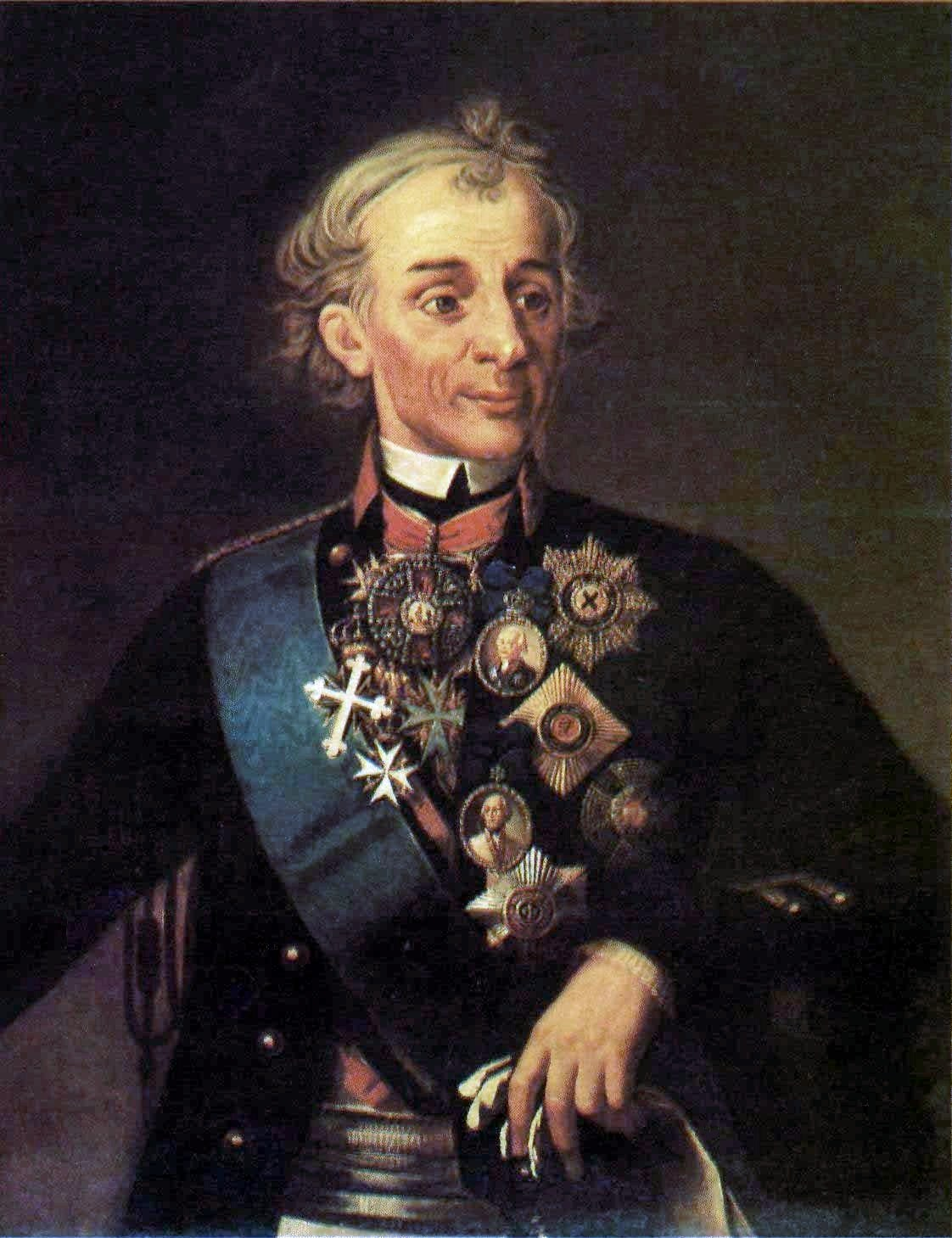
Il feldmaresciallo Aleksandr Suvorov, comandante dell'esercito austro-russo in Italia

La campagna del 1799 fu caratterizzata da una serie di operazioni scoordinate, con lente manovre secondo le consuetudine operative settecentesche; i francesi, in particolare, invece di costituire una massa strategica in Svizzera, preferirono attaccare sia in Baviera, dove avanzò l'Armata del Danubio del generale Jourdan sia in Italia con l'Armata d'Italia al comando del generale Barthélemy Schérer; in Svizzera rimase la piccola armata del generale Andrea Massena che inizialmente invase i Grigioni ma poi venne fermato nel Vorarlberg. Il generale Jourdan invece venne battuto a Stockach il 25 marzo 1799 dalle truppe austriache dell'arciduca Carlo e preferì ripiegare sul Reno e quindi dimettersi dal comando.
Il generale Schérer sull'Adige manovrò malamente e venne a sua volta sconfitto dagli austriaci del generale Paul Kray il 5 aprile 1799 a Magnano; i francesi ripiegarono fino all'Adda, mentre il generale Kray attese l'arrivo dell'esercito russo guidato dal famoso feldmaresciallo Aleksandr Vasil'evič Suvorov, protagonista di numerose vittorie contro polacchi e turchi, destinato ad assumere il comando supremo in Italia.

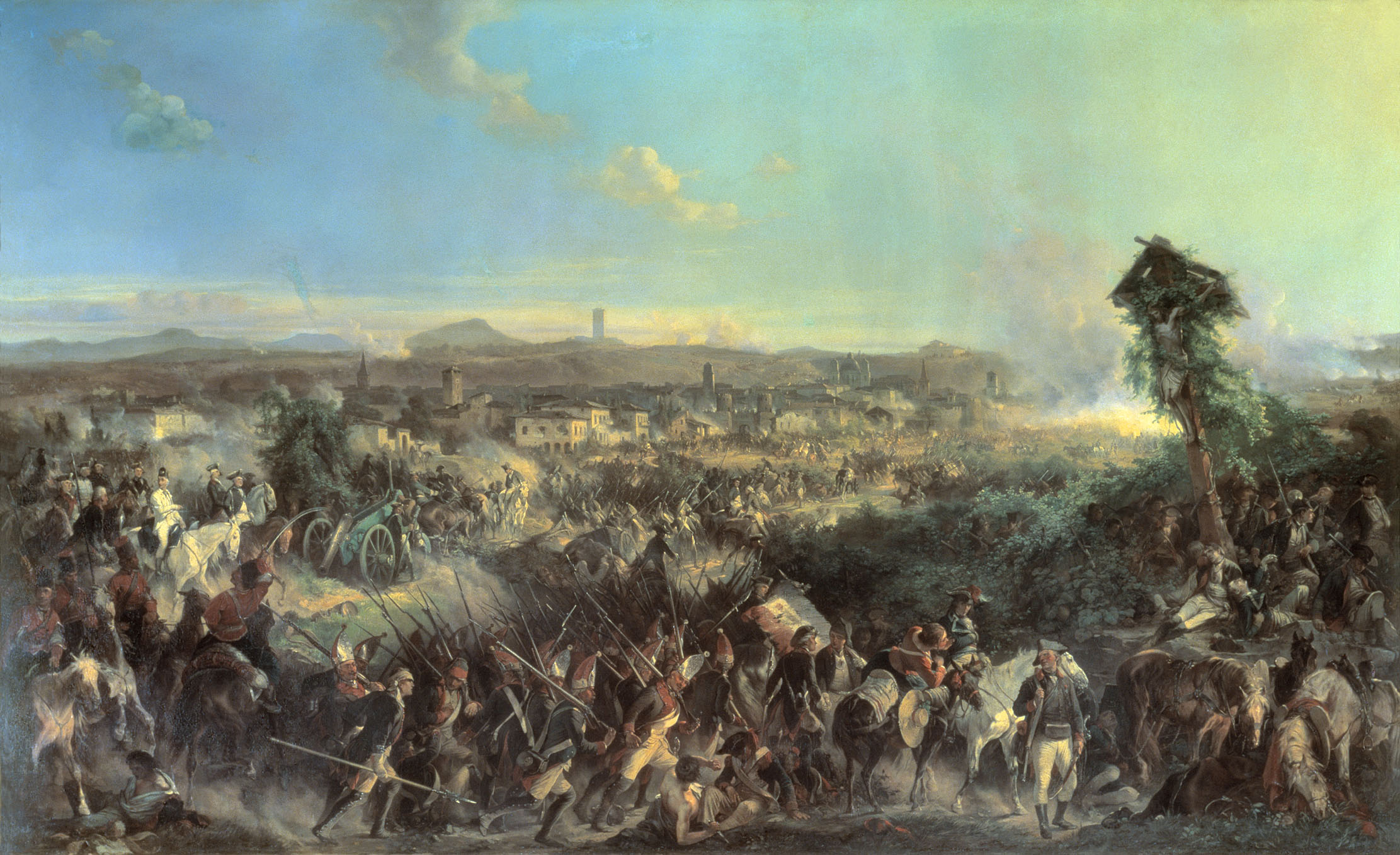
La battaglia di Novi

La linea dell'Adda venne attaccata in forze il 25 aprile dal maresciallo Suvorov con il suo esercito austro-russo durante le prime fasi della campagna; il generale Jean-Victor Moreau, che aveva sostituito Schérer, venne battuto il 27 aprile nella battaglia di Cassano d'Adda; i francesi evacuarono il milanese e concentrarono le loro forze ad Alessandria, mentre gli austro-russi entrarono a Milano il 29 aprile. Dopo questi importanti successi il maresciallo Suvorov occupò tutta la Repubblica Cisalpina mentre nel frattempo si stava finalmente avvicinando da sud, dopo una difficile marcia lungo la penisola insorta, la francese Armata di Napoli guidata dal generale Étienne MacDonald dopo il richiamo di Championnet.
Il maresciallo Suvorov raggruppò in fretta le sue forze per sbarrare il cammino al generale MacDonald; le truppe francesi vennero battute nella battaglia della Trebbia dal 17 al 19 giugno 1799 e il generale MacDonald ripassò l'Appennino e raggiunse Genova dove confluirono anche le forze del generale Moreau. L'Italia settentrionale era in gran parte perduta per la Francia rivoluzionaria, mentre in giugno crollò anche la Repubblica Partenopea sotto l'offensiva dell'esercito sanfedista appoggiato dalla flotta dell'ammiraglio Nelson. Il maresciallo Suvorov entrò a Torino e occupò il Piemonte. Egli progettava di reinsediare il re di Sardegna e invadere la repubblica dal Delfinato; un piano alternativo dei coalizzati avrebbe potuto prevedere un concentramento in Svizzera per penetrare in Francia dalla porta burgundica.

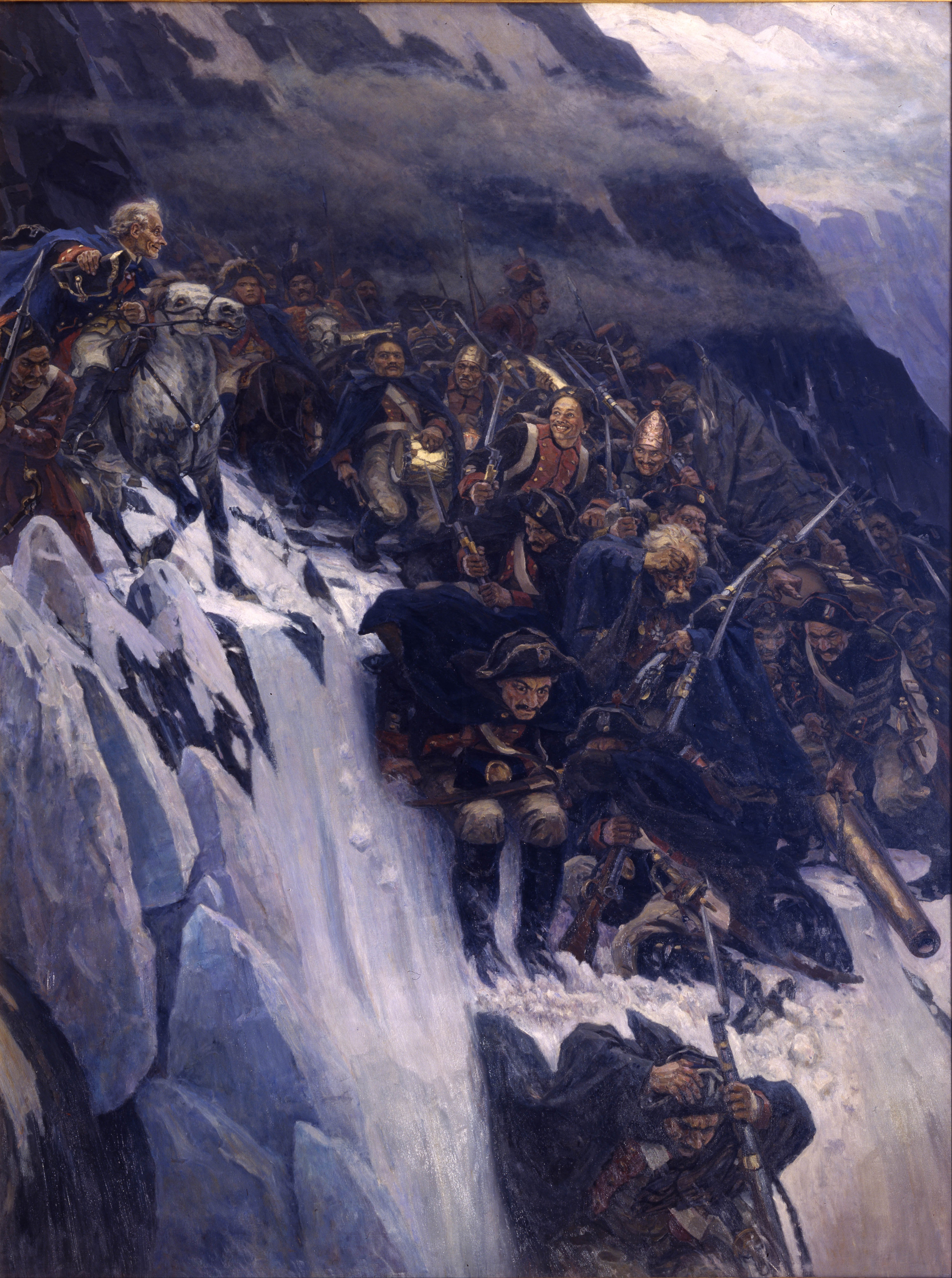
Il maresciallo russo Suvorov guida i suoi soldati attraverso le Alpi

Le numerose sconfitte spinsero il Direttorio ad adottare provvedimenti di emergenza; dopo la giornata rivoluzionaria del 30 pratile Anno VII (18 giugno 1799) che rafforzò la posizione dei giacobini, il 9 messidoro (27 giugno) venne approvata, su proposta del generale Jourdan, la legge della "leva in massa" per il richiamo di tutte le classi di coscritti; mentre il 9 messidoro e il 24 messidoro (12 luglio) vennero proposti il prestito forzoso e una "legge degli ostaggi" contro gli emigrati e i ribelli. Sui fronti in estate la situazione rimase favorevole ai coalizzati; il generale Barthélemy Joubert, inviato in Italia per prendere il comando, venne sconfitto e ucciso nella battaglia di Novi del 15 agosto 1799 contro l'esercito austro-russo del maresciallo Suvorov; mentre il 10 fruttidoro (27 agosto) un esercito anglo-russo sbarcò, al comando del Duca di York, in Olanda allo Helder minacciando un'invasione della Francia da nord. Il 27 fruttidoro (13 settembre), durante una tumultuosa riunione dell'assemblea dei Cinquecento, il generale Jourdan propose di dichiarare la "patria in pericolo".
Anche la situazione del generale Masséna era divenuta critica in Svizzera; l'arciduca Carlo aveva attraversato il Reno a nord per collaborare con le truppe russe del generale Aleksandr Korsakov e quindi i francesi evacuarono Zurigo e ripiegarono dietro la Limmat. Tuttavia la scarsa coesione tra le potenze e le manovre del cancelliere austriaco Johann Thugut impedirono alla coalizione di ottenere una vittoria decisiva. L'arciduca Carlo ricevette ordine di lasciare la Svizzera e di marciare verso l'Olanda e inoltre il cancelliere convinse lo zar Paolo I a ordinare al maresciallo Suvorov di interrompere le sue operazioni in Italia e marciare verso nord in Svizzera, attraverso il San Gottardo.
Le forze austro-russe erano quindi disperse e il generale Masséna poté passare all'offensiva per sfruttare la favorevole situazione Quindi mentre il maresciallo Suvorov superava con difficoltà il San Gottardo, contrastato dal generale Claude Jacques Lecourbe e avanzava lungo la valle del fiume Reuss, il generale Masséna vinse tra il 25 e il 27 settembre 1799 la seconda battaglia di Zurigo; il generale Korsakov venne sconfitto e dovette battere in ritirata, mentre sulla Linth le truppe del generale Nicolas Soult sbaragliarono le forze austriache del generale von Hotze.

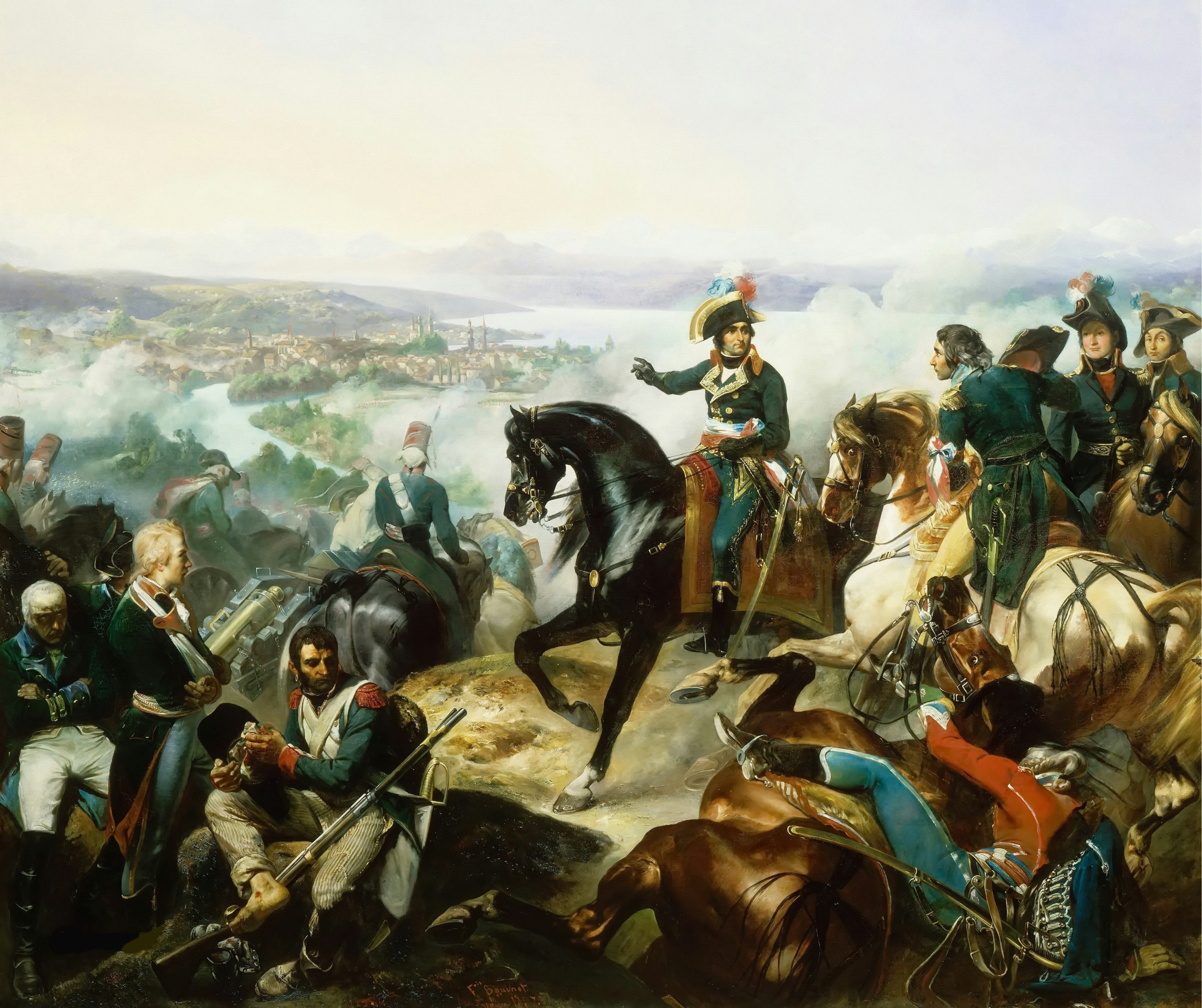
Il generale Andrea Massena alla seconda battaglia di Zurigo

La situazione del maresciallo Suvorov, isolato tra le montagne, con scarsi rifornimenti e contrastato in tutti i punti dalle truppe francesi, divenne difficile; dopo aver appreso della disfatta dei generali Korsakov e von Hotze, il comandante russo, bloccato a Altdorf e a Näfels, dovette ripiegare verso est con i resti del suo esercito e raggiunse il Vorarlberg alla metà di ottobre.

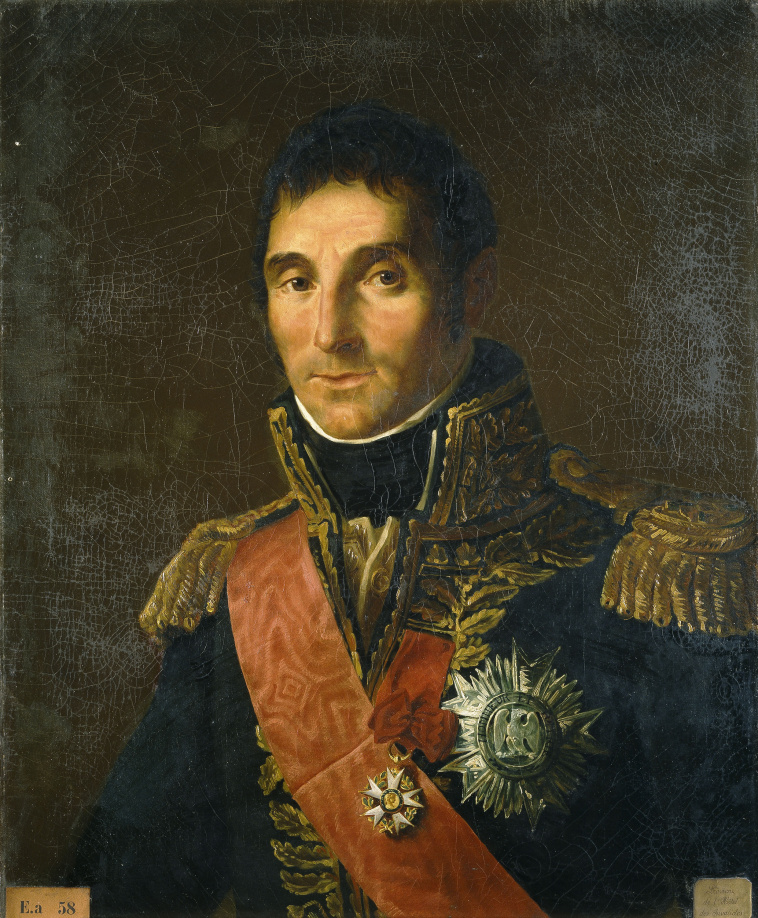
Il generale Andrea Massena vincitore della seconda battaglia di Zurigo

Mentre i francesi mantenevano solidamente il controllo della Svizzera, i coalizzati subirono altri rovesci anche nei Paesi Bassi dove l'esercito anglo-russo del Duca di York venne decimato dalle epidemie e fu respinto a Bergen il 19 settembre e a Castricum il 6 ottobre dall'armata francese del generale Brune. Il Duca fu costretto a concludere una convenzione di evacuazione ad Alkmaar il 18 ottobre 1799. Queste insperate vittorie sembrarono consolidare il Direttorio e favorirono il rafforzamento delle correnti moderate: la legge sugli ostaggi e quella sul prestito forzoso furono respinte; inoltre il 17 vendemmiaio (9 ottobre) giunse la notizia completamente inattesa che il generale Bonaparte era sbarcato in Francia e stava per arrivare a Parigi dopo aver lasciato felicemente l'Egitto.
Nei mesi precedenti il generale Bonaparte, isolato con il suo esercito in Egitto, aveva tentato di organizzare la regione conquistata ma la rivolta del Cairo del 21 ottobre 1798, duramente repressa, mostrò il fallimento dei progetti di pacificazione; inoltre l'Impero ottomano stava organizzando nuovi eserciti per attaccare i francesi e il generale decise nel febbraio 1799 di anticipare i movimenti del nemico e invadere la Siria. La nuova avanzata iniziò con successo e i francesi espugnarono al-Arish e conquistarono Giaffa, dove le truppe si abbandonarono a sanguinose violenze sulla popolazione. Il generale Bonaparte fallì però davanti a San Giovanni d'Acri, difesa accanitamente da Jazzar Pascià con il concorso delle navi dell'ammiraglio britannico William Sidney Smith. Il comandante francese quindi, dopo aver respinto un attacco dei turchi al Monte Tabor il 16 aprile, fu costretto a iniziare il 20 maggio 1799 una drammatica ritirata nel deserto per rientrare in Egitto, dove giunse appena in tempo per distruggere con le sue truppe il 25 luglio un altro esercito turco sbarcato ad Abukir.
Tuttavia il generale Bonaparte, cosciente della critica situazione locale, decise in agosto di abbandonare in Egitto il suo esercito, affidato al comando del generale Kléber, e ritornare in Francia dove erano in corso torbide manovre politiche. La entusiastica accoglienza tributata dalla popolazione al generale, nonostante i deludenti risultati in oriente, decise l'abate Sieyès a coinvolgerlo nel progetto di colpo di Stato contro il Direttorio che, concluso con successo il 18 brumaio (9 novembre 1799), avrebbe rapidamente consentito a Bonaparte di assumere il potere supremo, politico e militare, in Francia.

### 1800

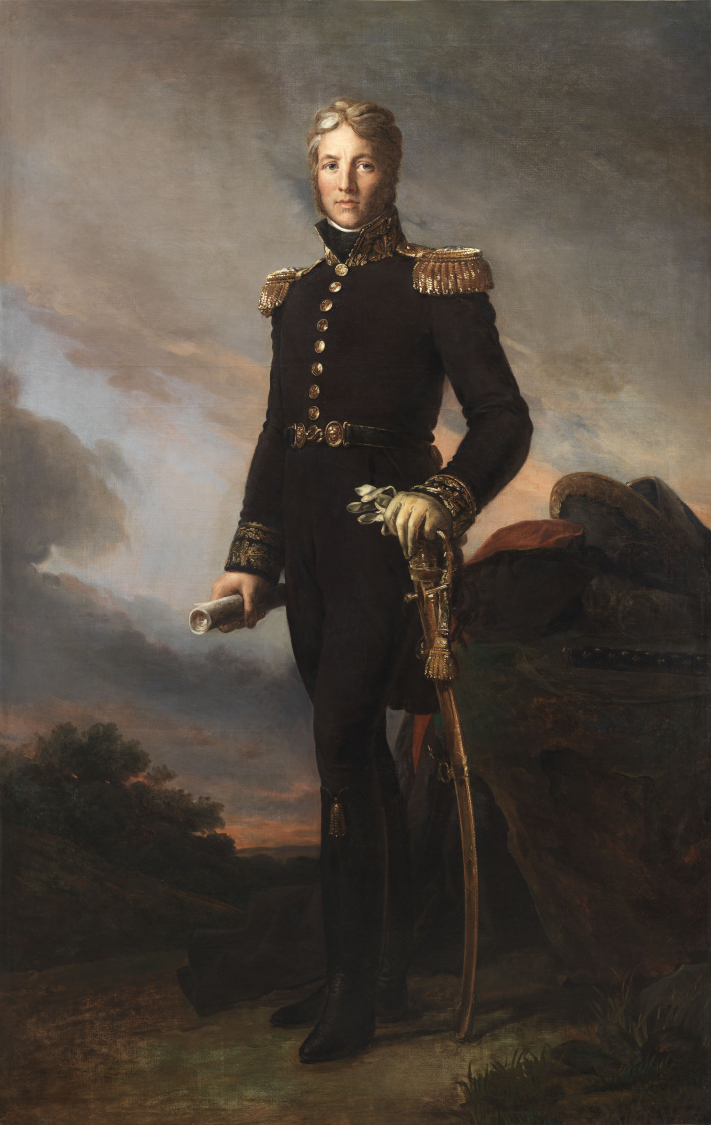
Il generale Jean Victor Moreau, comandante dell'Armata del Reno

Lo zar Paolo I, molto contrariato per la mancanza di collaborazione dell'Austria, a cui attribuiva la disfatta del maresciallo Suvorov, decise, dopo la sconfitta in Svizzera e in Olanda, di richiamare i suoi eserciti e abbandonò di fatto la coalizione; consigliato da Fëdor Rostopcin, lo zar avrebbe presto adottato una politica di neutralità costituendo il 16 dicembre 1800 la lega dei neutri con Prussia, Svezia e Danimarca, ed estendendo le sue ambizioni mediterranee, con il rischio di un conflitto con la Gran Bretagna. Sul continente quindi l'Austria, dopo una fallita mediazione della Prussia, si trovò da sola ad affrontare le armate francesi. Le operazioni belliche in Europa ripresero in primavera, dopo una fase di negoziati conclusasi con un fallimento. Bonaparte sembrò disposto a trattare ma in realtà era intenzionato a mantenere il predominio francese in Olanda, Italia, Svizzera e sperava anche di poter soccorrere l'Egitto; il cancelliere austriaco Thugut al contrario mirava a riprendere il predominio in Italia e reinsediare i re di antico regime; quanto alla Gran Bretagna, il primo ministro Pitt manifestò l'obiettivo di restaurare in Francia la monarchia e il 3 febbraio 1800 definì il Primo console "l'ultimo avventuriero nella lotteria delle rivoluzioni".

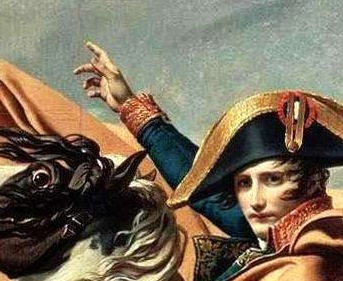
Napoleone Bonaparte durante la campagna d'Italia del 1800

Il piano di guerra austriaco prevedeva di mantenere la difensiva sul Reno e passare invece all'offensiva in Italia con l'armata del generale Michael von Melas per sconfiggere le truppe francesi dell'armata d'Italia, passate al comando del generale Masséna e attestate dopo le ripetute sconfitte sull'Appennino ligure. Si progettava quindi di entrare in Provenza in connessione con un intervento di truppe britanniche provenienti da Minorca. Il 6 aprile 1800 il generale von Melas sferrò l'attacco e ottenne notevoli successi: l'armata francese venne sconfitta e dovette ripiegare a Genova dove venne assediata dagli austriaci mentre altre truppe ripiegavano sulla linea del fiume Varo. Tuttavia il generale Masséna riuscì ad organizzare una tenace resistenza a Genova, guadagnando tempo in attesa dell'intervento diretto di Bonaparte in Italia.
Il Primo console aveva ideato inizialmente un audace piano di operazioni combinato che prevedeva un'offensiva dell'Armata del Reno del generale Jean-Victor Moreau in Baviera, attraversando il fiume a Sciaffusa, e una manovra della Armata di Riserva, al comando diretto di Bonaparte, dal San Gottardo alle spalle degli austriaci impegnati a Genova. Tuttavia il generale Moreau, indeciso e prudente, ritardò la sua offensiva e Bonaparte, preoccupato per la situazione del generale Masséna, decise di non attendere oltre e di entrare in Italia con l'Armata di Riserva, concentrata alla fine di aprile nel Vallese, attraverso il Gran San Bernardo.
L'Armata di Riserva attraversò il Gran San Bernardo dal 14 al 23 maggio; le truppe, intralciate dal forte di Bard e quasi prive di artiglieria, sbucarono sulla pianura ad Ivrea e quindi Bonaparte decise di marciare subito su Milano per interporsi alla linea di ritirata dell'armata austriaca impegnata a Genova e ricercare una battaglia decisiva. Milano venne raggiunta dalle truppe francesi il 2 giugno; il Primo console discese verso sud, attraversò il Po, deviò verso ovest e raggiunse Stradella e Montebello Della Battaglia. Il 4 giugno però il generale Masséna aveva dovuto cessare la resistenza a Genova ed evacuare la città. Avendo disperso le sue forze e privo di informazioni, Bonaparte si trovò inizialmente in difficoltà a Marengo il 14 giugno 1800 per l'attacco dell'esercito austriaco del generale von Melas. La battaglia di Marengo venne infine vinta dal Primo console grazie all'arrivo delle riserve ed ebbe conseguenze decisive sul teatro italiano; il 15 giugno gli austriaci firmarono una convenzione di armistizio e si ritirarono dietro il Mincio.

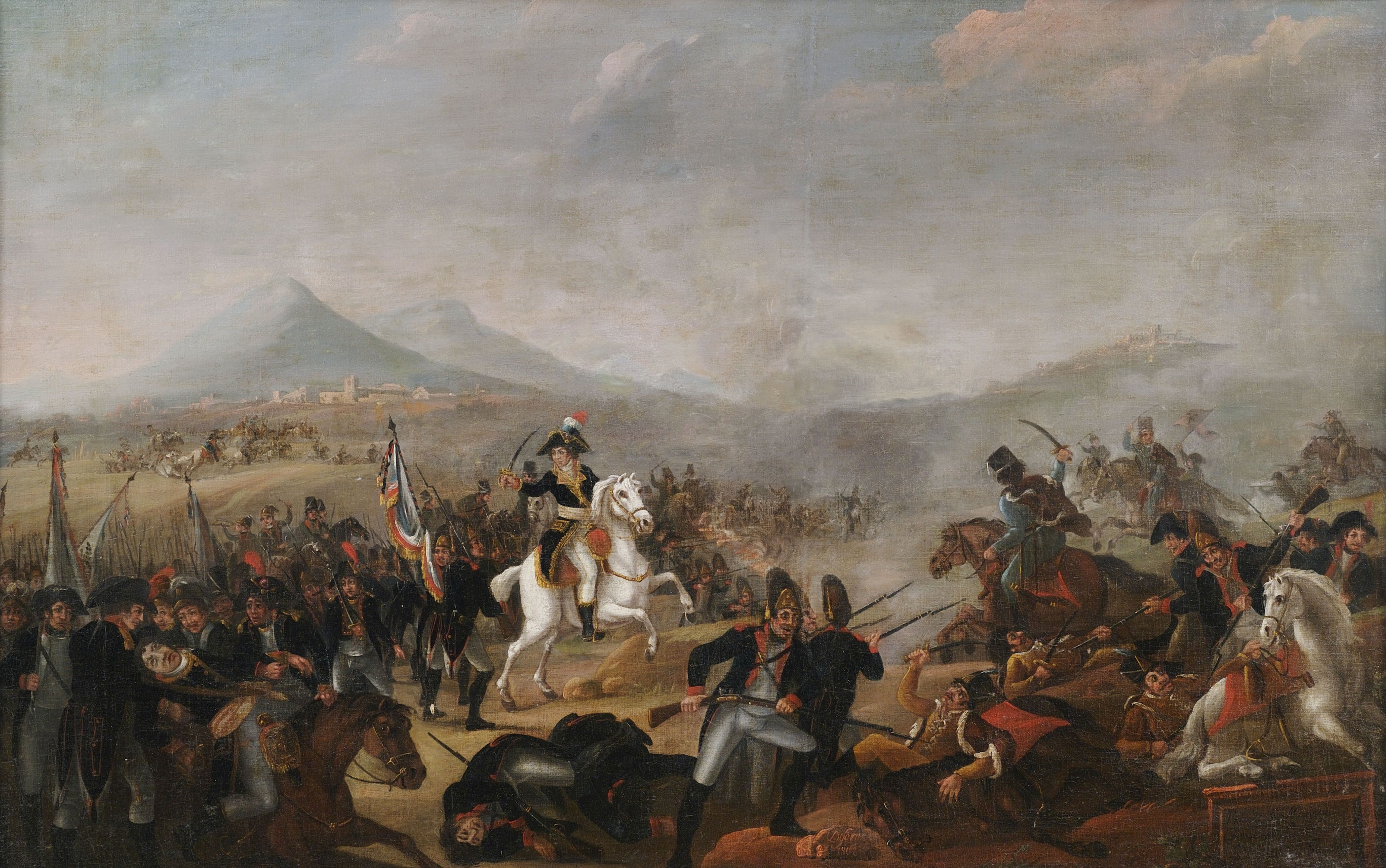
Il Primo console Bonaparte alla battaglia di Marengo

Nel frattempo il generale Moreau, dopo aver attraversato il Reno a partire dal 28 aprile, era avanzato lentamente in Baviera senza concentrare le sue forze; l'esercito austriaco al comando del generale Kray venne respinto il 3 e il 5 maggio e si ritirò a Ulma, mentre i francesi proseguirono verso l'Iller. Il 9 giugno il generale Moreau, dopo molte esitazioni, attraversò il Danubio a Höchstadt, costringendo gli austriaci a ripiegare prima sull'Isar e poi sull'Inn. I francesi entrarono a Monaco e un altro armistizio venne concluso a Parsdorf il 15 luglio 1800.

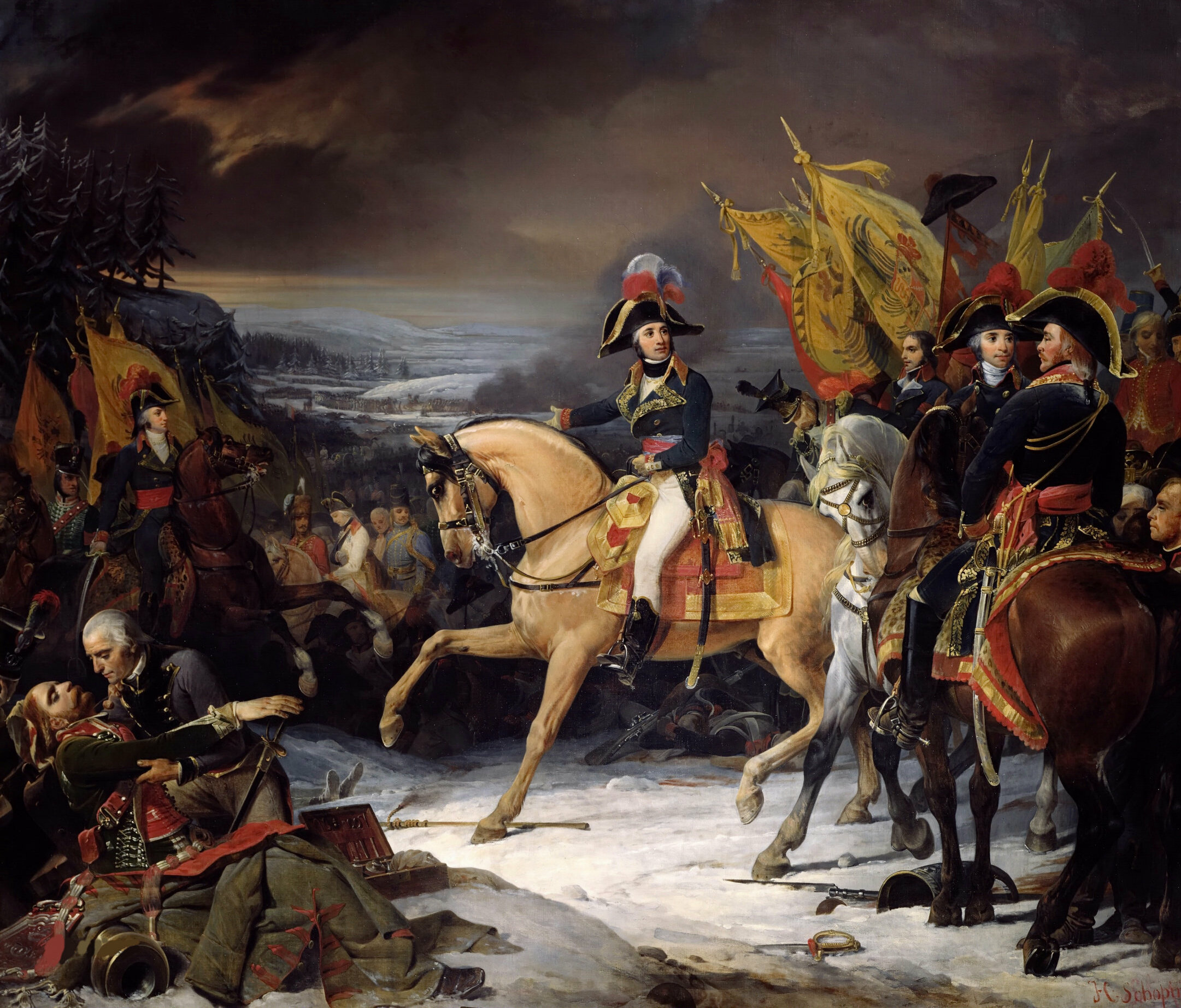
Il generale Jean Victor Moreau alla battaglia di Hohenlinden

Dopo queste ripetute sconfitte, l'Austria, dove Ludwig von Cobenzl sostituì alla cancelleria Thugut, intraprese, dopo molti contrasti interni alla classe dirigente, trattative formali con la Francia. I colloqui iniziarono il 5 novembre 1800 a Lunéville ma nel frattempo Bonaparte continuava la sua politica di predominio in Italia; i francesi occuparono il Piemonte e Genova, ricostituirono la Repubblica Cisalpina, si insediarono in Toscana, mentre neppure la Gran Bretagna sospendeva le operazioni; il 5 settembre Malta era caduta in mano inglese.
Le ostilità quindi ripresero alla scadenza degli armistizi, mentre continuavano i colloqui a Lunéville; Bonaparte aveva schierato l'Armata d'Italia, passata al comando del generale Brune, sul Mincio, mentre il generale MacDonald dai Grigioni doveva marciare sul Tirolo; in Germania c'era l'armata del generale Moreau. Il Primo console progettava di intervenire personalmente ma la campagna fu decisa rapidamente in Baviera. Il generale Moreau aveva disperso le sue forze lungo l'Inn e venne inizialmente sorpreso dall'offensiva dell'esercito austriaco comandato dall'arciduca Giovanni e dal generale Franz von Lauer; tuttavia il 3 dicembre 1800 l'esercito austriaco si disgregò sul terreno boscoso e venne aggirato e in parte distrutto nella battaglia di Hohenlinden dal generale Moreau. I francesi avanzarono velocemente in direzione di Vienna e l'Austria il 25 dicembre a Steyr accettò di concludere una pace separata.

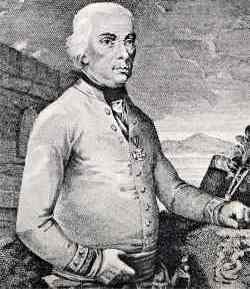
Il generale austriaco Michael von Melas

Contemporaneamente i francesi ottennero successi anche negli altri fronti di guerra; il generale MacDonald manovrò con abilità sulle montagne e raggiunse l'Alto Adige, mentre il generale Brune, dopo alcune difficoltà al passaggio del Mincio a Pozzolo il 25 dicembre, avanzò oltre l'Adige e il Brenta, e gli austriaci firmarono un armistizio il 15 gennaio 1801 a Tarvisio. In Italia centrale il generale Gioacchino Murat invase la Toscana, occupò Lucca e costrinse l'esercito del Regno di Napoli ad abbandonare Roma e firmare un armistizio a Foligno il 18 febbraio 1801.
Oltre ai successi sui fronti terrestri europei la posizione della Francia era anche rafforzata nei confronti della Gran Bretagna dall'atteggiamento sempre più ostile nei confronti dei britannici da parte dello zar Paolo I che era estremamente irritato per l'occupazione inglese di Malta e manteneva rapporti amichevoli con Bonaparte. Lo zar espulse Luigi XVIII e bloccò il 29 agosto 1800 i porti russi alle merci britanniche; in dicembre Prussia, Svezia e Danimarca si unirono alla Russia, i danesi occuparono Amburgo e i prussiani Hannover; inoltre Paolo iniziò a organizzare una spedizione verso l'India. Peraltro lo zar, oltre a volere Malta, progettava la costituzione di uno stato greco, la spartizione con l'Austria dell'Impero Ottomano, la ricostituzione dei regni di Napoli e di Sardegna, progetti che erano in contrasto con i piani di Bonaparte. Nel marzo 1801 l'inviato dello zar, Kolyciov, fu inviato a Parigi per trattare.

### 1801

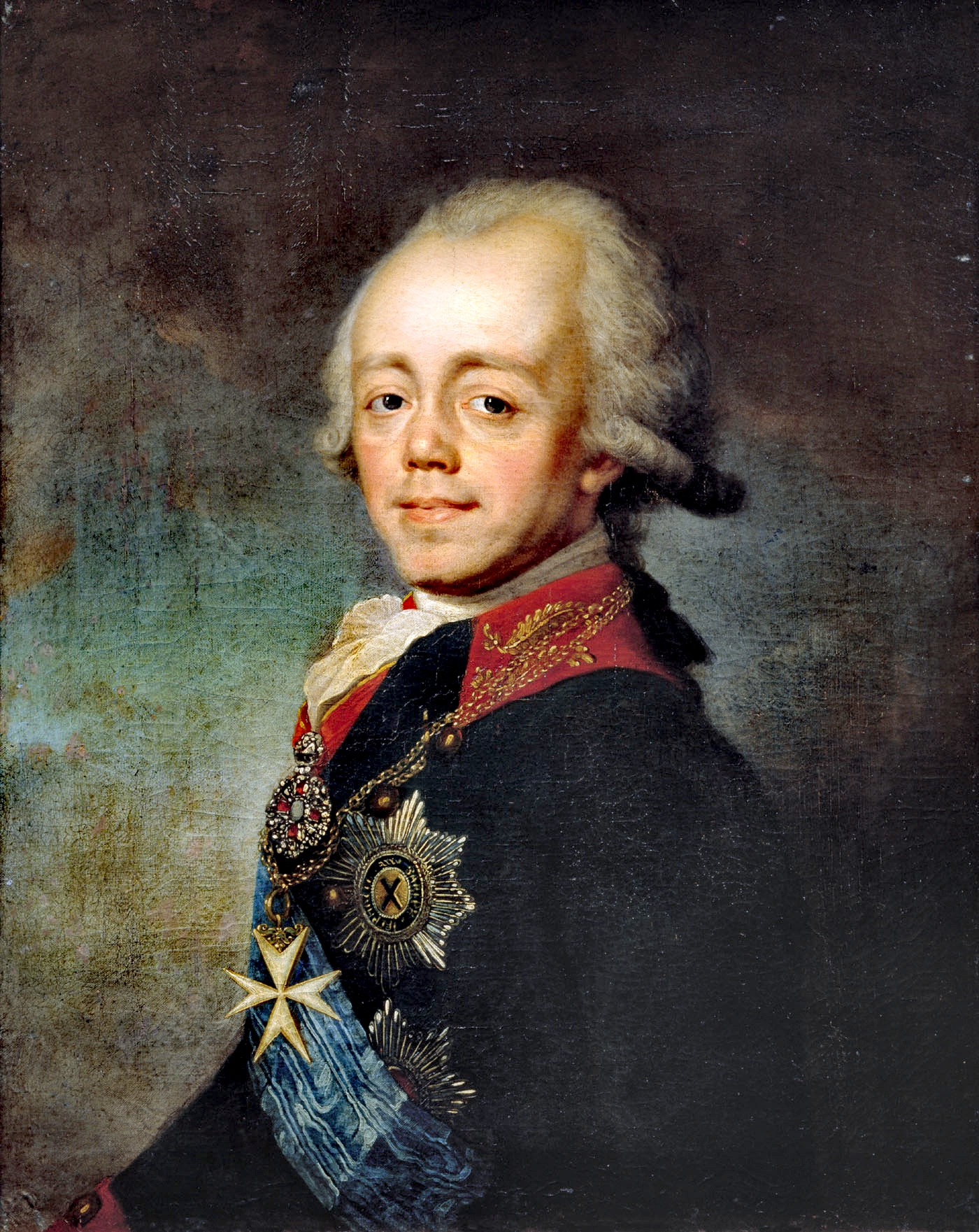
Lo zar Paolo I di Russia

Il 9 febbraio 1801 l'Austria fu costretta, dopo la serie di sconfitte, a firmare il Trattato di Lunéville; gli austriaci cedevano tutta la riva sinistra del Reno e perdevano ogni influenza sull'Italia. I progetti espansionistici di Bonaparte si palesarono chiaramente: la Repubblica Cisalpiana fu ricostituita e accresciuta fino all'Adige con l'acquisizione del Veronese e del Polesine, di Novara e delle Legazioni; il Piemonte, dopo il rifiuto del re Carlo Emanuele IV di rientrare a Torino, venne accorpato alla Francia come ventisettesima divisione militare; il Regno di Napoli per il momento mantenne l'indipendenza, firmò la pace a Firenze il 28 marzo 1801 e cedette Roma, Piombino e l'isola d'Elba, fu costretto a chiudere i porti alle navi britanniche e truppe francesi occuparono Otranto e Brindisi.

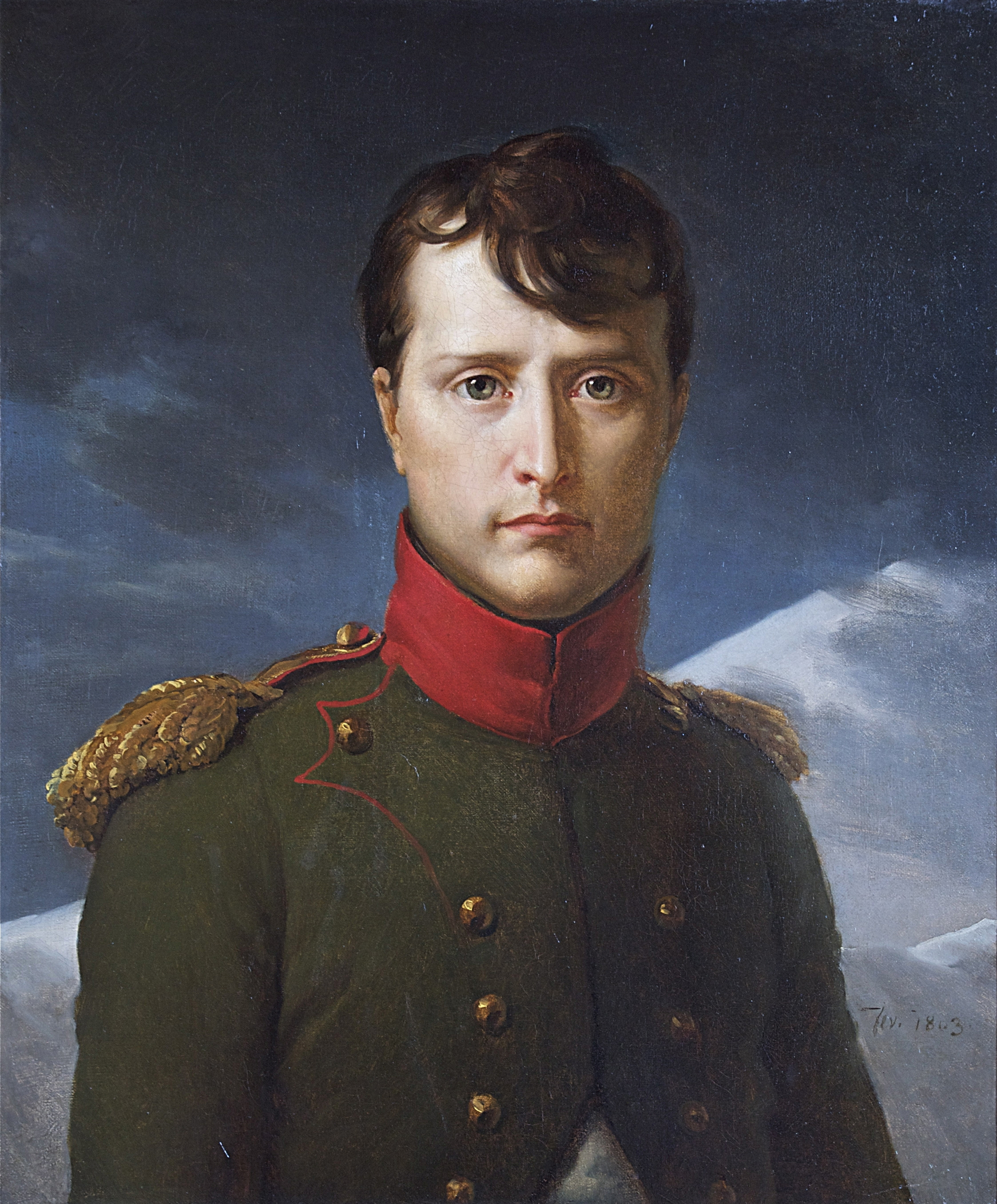
Il Primo console Napoleone Bonaparte

Solo la Gran Bretagna rimaneva in guerra contro la Francia e il Primo console pianificò un ambizioso piano di alleanze, precursore dei successivi programmi di blocco continentale, per costringerla a cedere; le circostanze e le reazioni britanniche vanificarono in parte questi progetti. Con i trattati di San Ildefonso (1 ottobre 1800) e Aranjuez (21 marzo 1801) Bonaparte ritenne di aver ottenuto l'alleanza della Spagna: con il primo la Louisiana fu restituita alla Francia e con il secondo il nipote della regina di Spagna, Ludovico di Borbone, divenne sovrano del nuovo regno d'Etruria. Inoltre il Primo console spinse gli spagnoli, dove era tornato al potere Godoy, ad attaccare il Portogallo sperando di strappare questo paese al controllo mercantile britannico. Bonaparte rimase ben presto deluso dalla scarsa collaborazione di Godoy; gli spagnoli attaccarono il Portogallo e presero Olivenza il 16 maggio 1801, ma ben presto preferirono chiudere la cosiddetta "guerra delle arance" con una semplice transazione finanziaria e vanificarono tutti i progetti francesi.
Novità politiche in Gran Bretagna diedero la possibilità alla Francia di aprire trattative globali con l'ultima potenza nemica per concludere finalmente le ostilità; la rottura con la Russia e la lega dei neutri, riducendo grandemente i commerci britannici sul continente, misero in difficoltà l'economia delle isole, la popolazione diede segno di insofferenza e si verificarono disordini locali, la situazione finanziaria divenne pesante. Di fronte a queste difficoltà William Pitt preferì dimettersi il 5 febbraio 1801 e venne costituito un nuovo governo con il debole Henry Addington primo ministro e Lord Hawkesbury ministro degli esteri, che fin dal 21 febbraio 1801 propose formali colloqui di pace alla Francia.

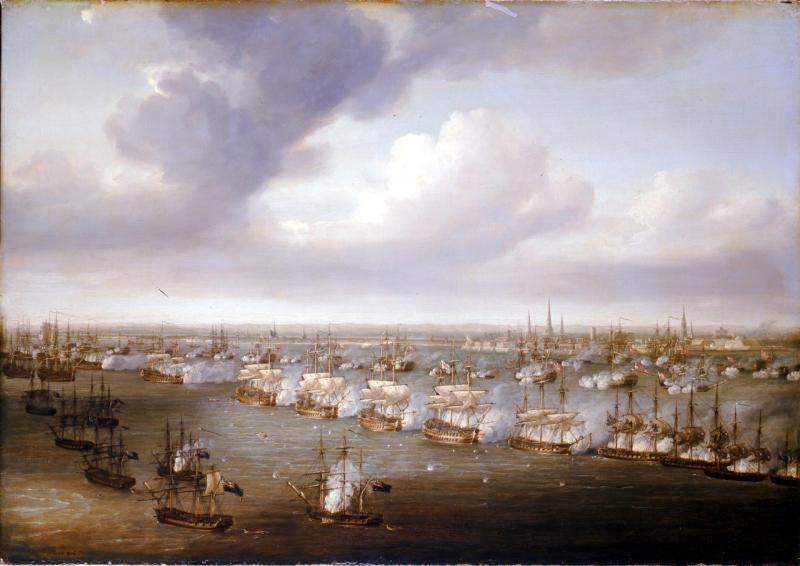
La battaglia di Copenaghen (1801)

I colloqui tra Lord Hawkesbury e Talleyrand furono subito difficili principalmente riguardo al problema dell'Egitto, delle colonie e delle conquiste britanniche; entrambe le parti volevano mantenere i vantaggi acquisiti; una serie di fatti nuovi rafforzò la posizione britannica. In primo luogo lo zar Paolo I venne ucciso da una congiura di palazzo il 24 marzo 1801 e il successore, il figlio Alessandro I, premuto dalla nobiltà anglofila e dai mercanti del Baltico, preferì rinunciare per il momento ai grandiosi progetti planetari del padre e decise rapidamente di riavvicinarsi alla Gran Bretagna. Quasi contemporaneamente la flotta britannica dell'ammiraglio Hyde Parker prese una energica iniziativa per rompere il blocco dei neutrali. Le navi britanniche penetrarono nel Sund il 28 marzo e bombardarono Copenaghen, la flotta danese venne gravemente danneggiata e la Danimarca firmò la pace con la Gran Bretagna il 28 maggio 1801; il 18 maggio aveva già abbandonato la lega dei neutri la Svezia, mentre la Russia concluse l'accordo con i britannici il 17 giugno. Bonaparte, dopo lo sfaldamento del sistema di alleanze anti-inglese, si risolse a trattare con lo zar; i colloqui iniziarono l'8 ottobre 1801 e si conclusero con soddisfazione di Alessandro che conservò le posizioni mediterranee, Corfù e l'influenza sui turchi; ottenne inoltre lo sgombero da parte francese del Regno di Napoli e le promesse del Primo console su compensi al re di Sardegna e su riorganizzazioni concordate in Germania.
La Francia inoltre subì un grave insuccesso in oriente dove terminò con un completo fallimento la spedizione egiziana; dopo la partenza di Bonaparte, il suo successore, generale Jean-Baptiste Kléber, cercò di concludere con gli anglo-turchi una convenzione di evacuazione che però fu respinta dall'ammiraglio britannico George Keith. Il generale Klèber sconfisse un esercito turco a Heliopolis il 20 marzo 1800 ma venne assassinato il 14 giugno e il suo sostituto, generale Jacques François Menou, si dimostrò debole e incapace di controllare la situazione. Nonostante i tentativi di Bonaparte di inviare soccorsi con la flotta dell'ammiraglio Honoré Ganteaume, la situazione dei francesi divenne sempre più difficile; dopo la caduta di Malta, i britannici inviarono un corpo di spedizione che, al comando del generale Ralph Abercromby, sbarcò in Egitto il 6 marzo 1801 e sconfisse le truppe francesi nella battaglia di Canopo il 21 marzo. Sul Mar Rosso la flotta dell'ammiraglio Home Popham fece sbarcare truppe sepoys inviate da Richard Wellesley che raggiunsero Quseir; dall'istmo di Suez intervenne un nuovo esercito turco, il Cairo cadde il 28 giugno e Alessandria il 30 agosto 1801. Il generale Menou dovette capitolare con le sue truppe, a cui fu consentito di essere evacuate in patria.

## Trattato di Amiens e fine delle guerre rivoluzionarie
Alla fine del luglio 1801, ancor prima della caduta dell'Egitto, Bonaparte aveva formulato nuove proposte nei colloqui con i britannici, che prevedevano la restituzione da parte dei due belligeranti delle rispettive conquiste coloniali; in questo modo la Francia avrebbe restituito all'Impero Ottomano l'Egitto, in cui peraltro la situazione era già compromessa, mentre la Gran Bretagna, pur ottenendo Ceylon dall'Olanda, avrebbe abbandonato Malta, Minorca, l'isola d'Elba, le Antille e la Trinità. Contemporaneamente Bonaparte iniziò a organizzare un nuovo corpo di spedizione al campo di Boulogne per minacciare l'Inghilterra e venne concentrata la flotta dell'ammiraglio Louis Latouche-Tréville che il 6 e il 16 agosto 1801 respinse con perdite gli attacchi dell'ammiraglio Nelson. Il 1º ottobre 1801 Hawkesbury firmò i preliminari di pace, accettando le condizioni del Primo console e rivendicando l'isola di Trinità.

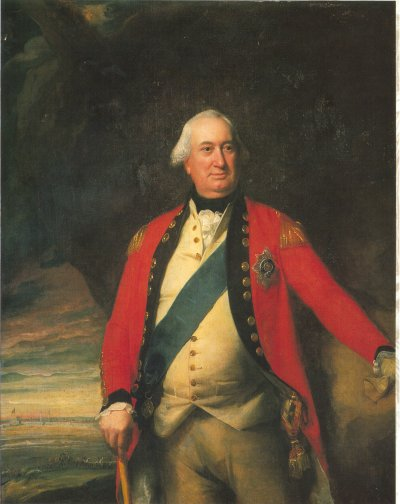
Lord Cornwallis fu il negoziatore britannico a Amiens

La decisione del governo Addington, motivata principalmente dai timori di conseguenze economiche in caso di prolungamento della guerra commerciale con il continente, fu accolta favorevolmente dalla popolazione britannica; tuttavia nel Parlamento si registrarono critiche e proteste per la decisione di acconsentire a un accordo con la Francia a condizioni ritenute sfavorevoli. Le trattative conclusive si svolsero ad Amiens dove si recò il nuovo inviato britannico Lord Cornwallis. Bonaparte aveva ripreso le sue manovre espansionistiche; organizzò un corpo di spedizione per riconquistare San Domingo e nel gennaio 1802 divenne presidente della "Repubblica italiana" sorta dalla Cisalpina. Inoltre il Primo console si rifiutò di concludere un accordo commerciale, richiese l'accesso all'India e una base alle isole Falkland, proposte che furono rifiutate da Cornwallis che respinse anche la pretesa francese di un riconoscimento britannico delle nuove repubbliche "sorelle" create dall Francia in Europa.

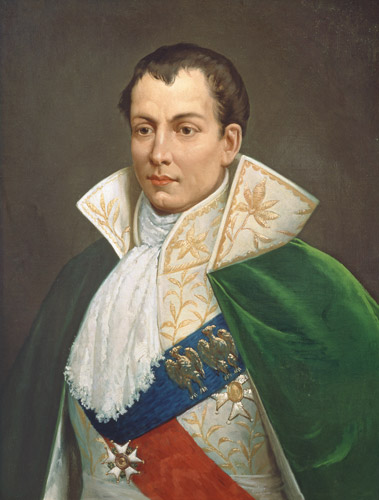
Giuseppe Bonaparte firmò il trattato di Amiens per la Francia

Il 25 marzo 1802 Lord Cornwallis firmò per la Gran Bretagna il trattato di Amiens che pose ufficialmente termine alle ostilità con la Francia; nelle ultime trattative i britannici avevano ottenuto Tobago e inoltre, pur accettando in linea di principio di abbandonare Malta, per il momento rimanevano sull'isola; invece il re di Sardegna e il principe di Orange non ottennero compensi per la perdita dei loro stati. Il Trattato di Amiens fu accolto favorevolmente dalla popolazione in Gran Bretagna, mentre in Francia accrebbe ancora il prestigio di Bonaparte favorendone l'ascesa al potere imperiale.
In realtà la classe politica britannica mostrò scetticismo e numerose critiche furono sollevate contro il trattato che in pratica sanzionava il predominio francese in Europa; ben presto l'assenza di vantaggi commerciali per le merci inglesi e le ulteriori manovre aggressive francesi disillusero definitivamente i politici aprendo la strada alla ripresa delle ostilità. Per la Francia il Trattato di Amiens poneva fine a dieci anni di guerra contro le potenze europee e sembrava concludere felicemente il periodo rivoluzionario con la stabilizzazione e la normalizzazione interna, con l'acquisizione delle "frontiere naturali" e l'organizzazione di un sistema di stati satelliti.
Una situazione geografico-politica così favorevole per la Francia avrebbe potuto continuare solo nel caso in cui la Gran Bretagna avesse ottenuto dei vantaggi per il suo commercio europeo e mondiale e soprattutto se Bonaparte avesse definitivamente adottato una politica di pacificazione e di equilibrio. Al contrario il Primo console, oltre a intralciare i commerci britannici sul continente, era intenzionato a continuare le politiche aggressive e i suoi vasti progetti di riorganizzazione dell'Europa e di ripresa coloniale, senza tener conto degli interessi britannici e dell'insofferenza e della persistente ostilità delle monarchie continentali sconfitte. Queste circostanza resero inevitabile la rapida fine della tregua di Amiens con i britannici e la costituzione di nuove coalizioni antifrancesi che avrebbero provocato l'inizio del lungo e drammatico ciclo delle guerre napoleoniche in Europa.